# Metropolitan

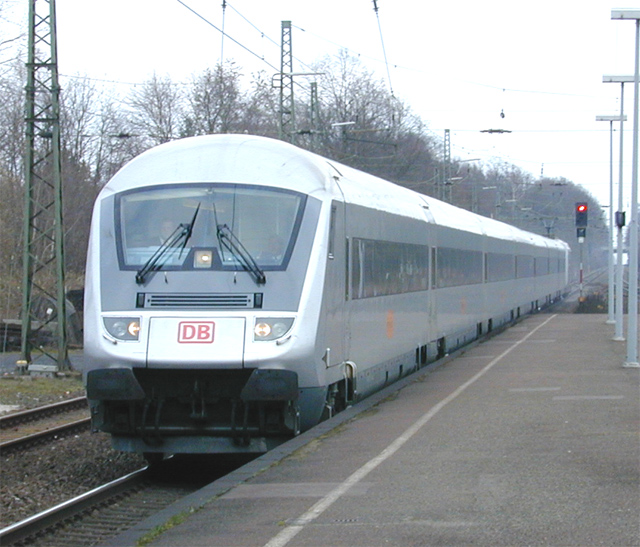
Durchfahrt des Metropolitan im Bahnhof Dülmen, März 2002

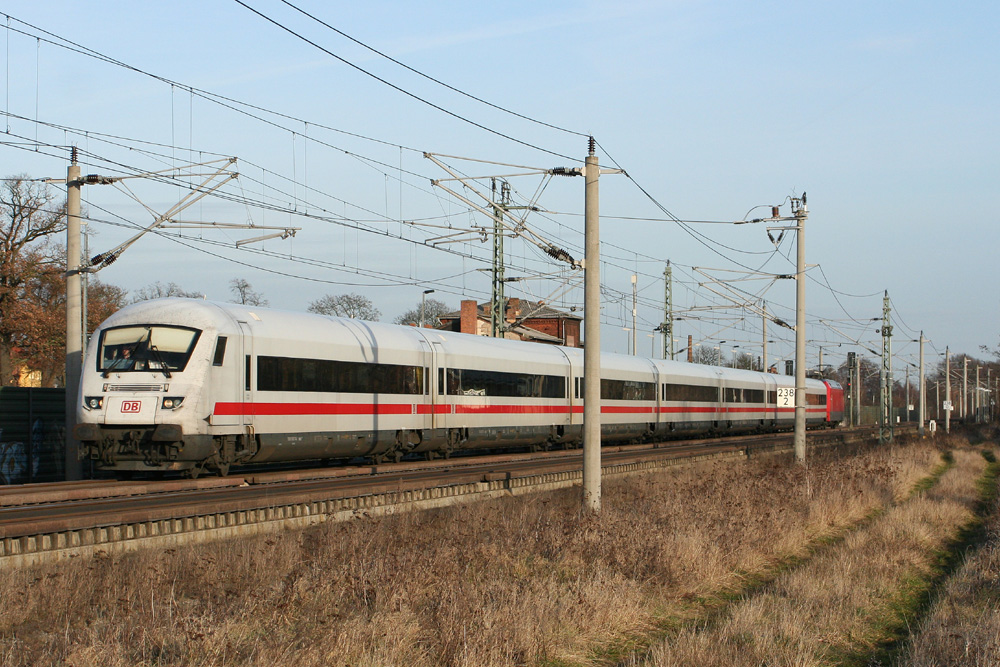
Eine der beiden Garnituren des ehemaligen Metropolitan als Intercity auf der Schnellfahrstrecke Hannover–Berlin bei Gardelegen, Januar 2008

Der Metropolitan Express Train (MET), häufig nur Metropolitan [ˌmɛtɹəˈpɒlɪtn̩] genannt, war eine deutsche Zuggattung. Sie existierte von August 1999 bis Dezember 2004 und verkehrte auf der Strecke Köln–Hamburg. Metropolitan war auch der Name der Eisenbahngesellschaft Metropolitan Express Train GmbH, welche die gleichnamige Zuggattung exklusiv betrieb.
Die zwei in den Jahren 1998/1999 speziell für die Zuggattung MET gebauten und luxuriös ausgestatteten Wagenzüge wurden nach dem Ende des Metropolitanbetriebs ab Dezember 2004 als reguläre ICE- bzw. IC-Züge eingesetzt. Die beiden Garnituren wurden zum Fahrplanwechsel im Dezember 2021 abgestellt und standen zunächst bei DB-Gebrauchtzug zum Verkauf. Da sich kein Käufer fand, wurden sie Anfang Dezember 2023 zur Verschrottung nach Eberswalde überführt.

## Betreiber
Die Metropolitan Express Train GmbH, welche die gleichnamige Zuggattung exklusiv betrieb, wurde im  Dezember 1996 als hundertprozentiges Tochterunternehmen der damaligen DB Reise & Touristik (seit 2003 DB Fernverkehr) gegründet, die wiederum ein hundertprozentiges Tochterunternehmen der Deutschen Bahn AG ist. Das Geschäftsfeld der Metropolitan Express Train erstreckte sich auf das Angebot qualitativ hochwertiger Direktverkehre im deutschen Schienenpersonenfernverkehr, insbesondere im Geschäftsreiseverkehr. Die rechtlich eigenständige Gesellschaft war nach der City Night Line CNL, der Westrail International (seit Mai 1999 Thalys International) und der Cisalpino AG das vierte Unternehmen, das nach der 1994 eingeleiteten Bahnreform neben der DB Reise & Touristik auf dem deutschen Schienenpersonenfernverkehrsmarkt agierte. Firmensitz des Unternehmens war Bad Homburg. Von 1996 bis 2000 verantwortete Stefan Eishold als alleiniger Geschäftsführer die Konzeptions- und Startphase des Metropolitan. Nachdem die Zuggattung Metropolitan im Dezember 2004 aufgrund geringer Auslastung eingestellt worden war, wurde das Unternehmen rückwirkend zum 1. Januar 2005 durch Verschmelzung mit der Muttergesellschaft DB Fernverkehr aufgelöst.

## Entwicklung und Inbetriebnahme der beiden MET-Zuggarnituren

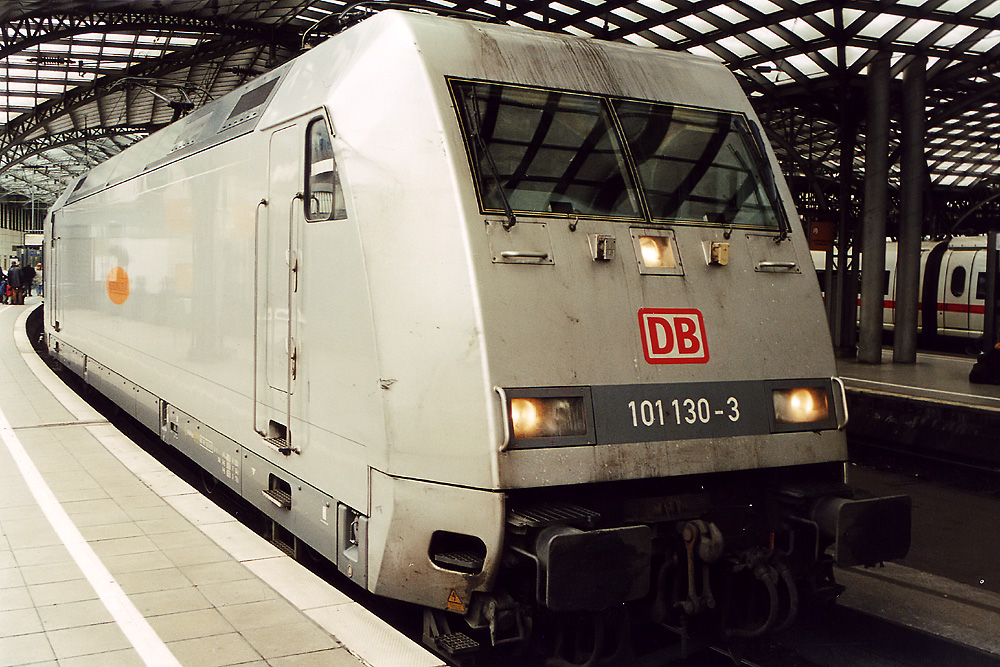
Köln Hbf: 101 130-3 – eine der beiden silbergrauen Metropolitan-Stammlokomotiven. Das MET-Frontlogo aus der Anfangszeit ist hier bereits durch ein konventionelles DB-Logo ersetzt worden, das auf die Zugehörigkeit zum Mutterkonzern verweist.

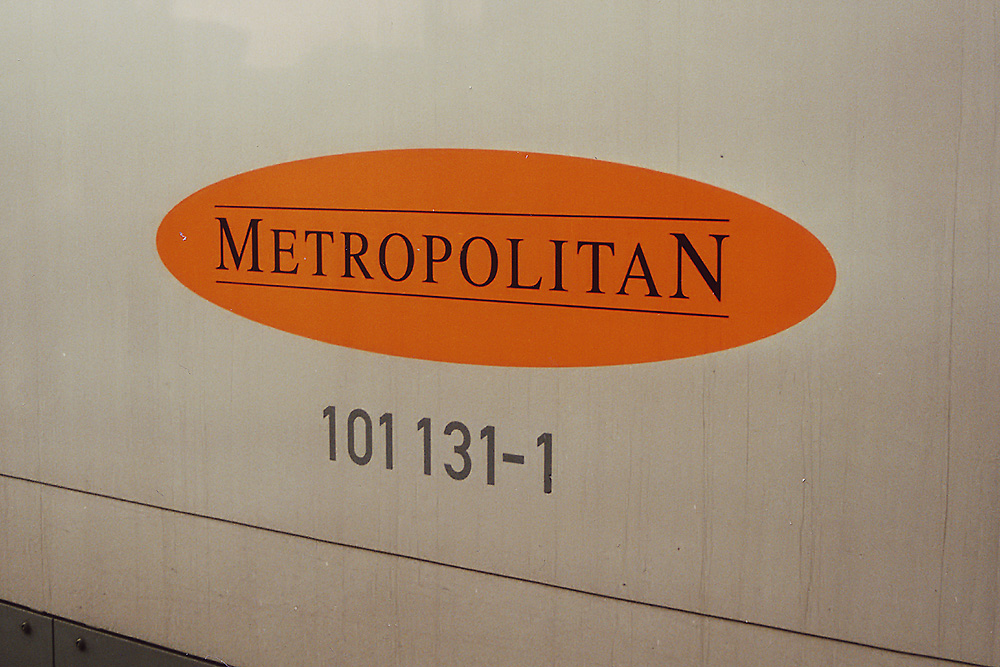
Auf der Seitenfläche befand sich weiterhin ein oranges MET-Logo

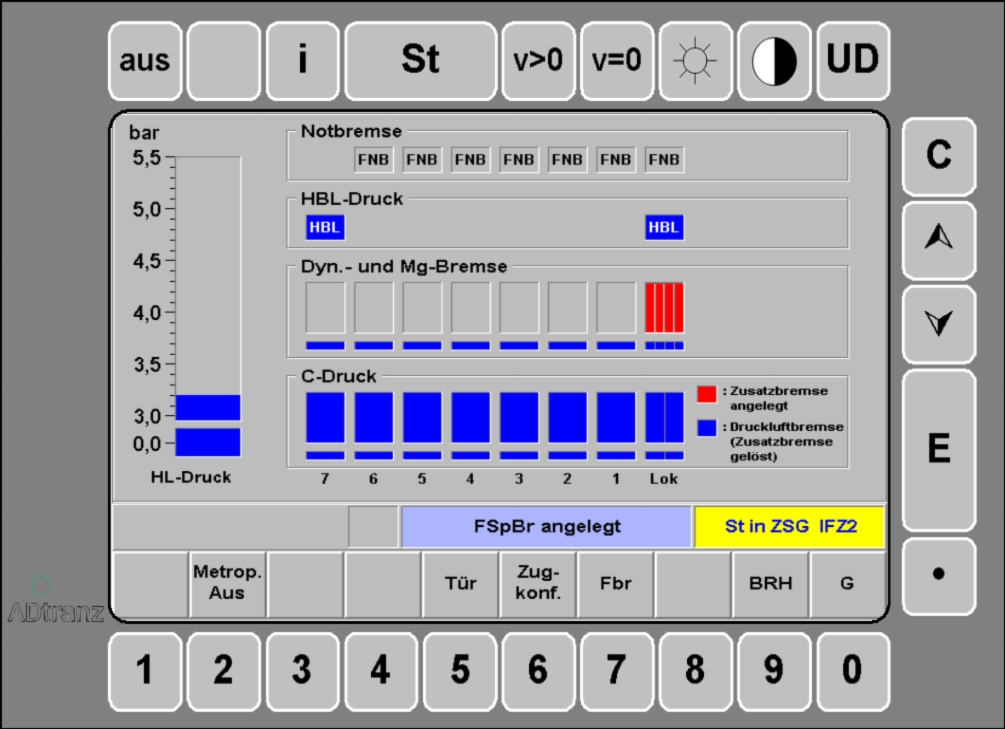
DAVIS-Display im Metropolitan-Steuerwagen als Führerraumbremsbild

### Lokomotiven
Bespannt werden die beiden Garnituren planmäßig von speziellen Lokomotiven der Baureihe 101. Diese Baureihe ist für eine planmäßige Höchstgeschwindigkeit von 220 km/h zugelassen.
Speziell für den Metropolitan wurden vier Lokomotiven dieser Baureihe mit zusätzlichen Einrichtungen ausgerüstet (Triebzuglok). Sie verfügen neben einem speziellen Zugbus (WTB-MET) über einen Bordcomputer je Führerstand (DAVIS = Datenvisualisierungsgerät), mit dessen Hilfe der Triebfahrzeugführer des Zuges (wie auch vom Steuerwagenführerraum aus) Diagnosedaten und Schaltzustände (u. a. Störungen) des Wagenzuges abfragen sowie Befehle und Schaltaufträge an alle Subsysteme der Wagen erteilen kann. Beide Systeme sind eine Weiterentwicklung der beim ICE 1 verwendeten Diagnoseeinrichtungen. Die entsprechend ausgerüsteten Lokomotiven waren damals fabrikneu, sie wurden für den Einsatz vor den beiden Metropolitan-Zügen aus der bereits in Fertigung befindlichen Baureihe 101 abgezweigt. Die Triebzuglokausrüstung wurde bereits ab Werksauslieferung eingebaut, der Einsatz der MET-Lokomotiven an den MET-Zügen verzögerte sich jedoch durch die mehrmonatige verspätete Fertigstellung der Triebzüge. Folgende vier (Triebzug)-Lokomotiven der Baureihe 101 erhielten die oben genannten Metropolitan-Zusatzeinrichtungen:
| Lok       | Nutzung               | Lackierung                               | Abnahme           |
| --------- | --------------------- | ---------------------------------------- | ----------------- |
| 101 124-6 | Reservelokomotive     | verkehrsrot                              | 1. Dezember 1998  |
| 101 126-1 | Reservelokomotive     | verkehrsrot                              | 17. Dezember 1998 |
| 101 130-3 | Stammlokomotive Tz930 | MET-Farben (Sommer 1999 bis Januar 2005) | 18. Februar 1999  |
| 101 131-1 | Stammlokomotive Tz931 | MET-Farben (Sommer 1999 bis Januar 2005) | 10. März 1999     |

### Wagen
Nachdem erste Überlegungen wieder verworfen wurden, für den Metropolitan gebrauchte Intercity-Wagen entsprechend umzubauen, bestellte Metropolitan Express Train im November 1997 eigens für die neue Zuggattung zwei fabrikneue Zuggarnituren bei der FTD Fahrzeugtechnik Dessau. Die Innenausstattung wurde von Deutsche Werkstätten Hellerau gefertigt. Darüber hinaus bestand eine Option auf zwei weitere Züge, die eine abweichende Inneneinrichtung hätten erhalten können. Beim Metropolitan handelt es sich technisch gesehen um eine konventionelle Wendezuggarnitur, die ähnlich einem klassischen Intercity aus Lokomotive, Wagen und Steuerwagen besteht. Die Wagen wurden im April 1999 bei der Fahrzeugtechnik Dessau vorgestellt. Die beiden identischen Garnituren bestehen aus jeweils sieben 26,4 m langen druckertüchtigten Reisezugwagen. Die Gesamtlänge des Zuges beträgt inklusive der Lokomotive der planmäßig vorgesehenen DB-Baureihe 101 somit 204 Meter. Die insgesamt 14 Wagen sind eine Entwicklung der Fahrzeugtechnik Dessau. Die Wagenkästen selbst sind dabei auf Grundlage der ICE-2-Mittelwagen bestellt und gebaut worden. Die Kopfform der beiden Steuerwagen entspricht hingegen exakt den fast zeitgleich durch Umbau entstandenen Intercity-Steuerwagen Bpmdzf.
Vor Aufnahme der Fahrzeugproduktion erwog der Vorstand der Deutschen Bahn, zwei Züge aus der laufenden ICE-2-Produktion abzuziehen und mit einer besonderen Inneneinrichtung für den Metropolitan auszustatten. Verschiedene Mittelwagen wurden dazu für den Umbau vorbereitet und probeweise in Metropolitan-Farben lackiert. Aufgrund von Zeitdruck und hoher Kosten für die notwendigen Produktionsänderungen wurde dieser Plan fallengelassen. Auch die angedachte und bereits vorbereitete Umrüstung von etwa zehn Jahre alten Halberstädter Mitteleinstiegswagen wurde wieder abgebrochen.
Die Zwischenwagen des Metropolitan sind über spezielle Halbschalen-Mittelpufferkupplungen sowie ICE-baugleiche Hübner-Faltenbalg-Übergänge miteinander verbunden. Diese Art von Kupplung nutzen außer dem Metropolitan nur wenige Personenzüge (zum Beispiel der österreichische Railjet 1). Nur der sogenannte „Endwagen“ (Wagen 1, dieser ist zur Lokomotive hin gereiht) sowie der Steuerwagen (Wagen 7) besitzen an jeweils einer Seite konventionelle Zug- und hydraulische Stoßvorrichtungen (Puffer). Der Wagen 1 besitzt am der Lokomotive zugewandten Wagenende außerdem einen druckgeschützten konventionellen Gummiwulst-Übergang, welcher eine Kupplung mit herkömmlichen Reisezugwagen ermöglicht.
Die zulässige Höchstgeschwindigkeit der MET-Zugverbände beträgt im planmäßigen Fahrgastbetrieb 220 km/h (Abnahmegeschwindigkeit: 242 km/h; 220 km/h zuzüglich 10 % Sicherheitspuffer). Damit waren die Metropolitan-Wagen die schnellsten konventionellen Reisezugwagen Deutschlands, alle zuvor gebauten Reisezugwagen sind nur für maximal 200 km/h zugelassen. Geschwindigkeiten über 220 km/h wurden bis zur Einführung des ebenfalls lokbespannten ICE L in Deutschland im planmäßigen Fahrgastbetrieb nur von ICE-Triebzügen und den Railjets der ÖBB erreicht. Bis Dezember 2009 wurden die beiden Metropolitan-Zuggarnituren planmäßig jedoch nur mit 200 km/h eingesetzt. Erst mit dem Einsatz als elfteiliger ICE erreichte die Wagengarnitur fahrplanmäßig 220 km/h. Der Metropolitan wurde im Rahmen der Internationalen Tourismus-Börse 1999 in Berlin vorgestellt. Der erste Zug wurde am 14. Juni 1999 abgeliefert, der zweite Zug folgte am 12. Juli 1999. Beide Einheiten waren inklusive der Lokomotiven im insbesondere für die Wartung von ICE-Zügen zuständigen Bahnbetriebswerk Hamburg-Eidelstedt beheimatet.

### Betriebliche Besonderheiten

#### Betriebliche Einschränkungen
Die Metropolitan-Wagen sind mit einer Breite der Wagenkästen über Seitenwände von 2824 mm und einer Leermasse zwischen 55 und 59 Tonnen etwas größer und schwerer als klassische Intercity-Reisezugwagen. Voll besetzt erreichen sie je nach Sitzplatzanzahl und Innenraumnutzung eine Masse zwischen 59 und 63 Tonnen. Bis 2010 wurden sie gemeinsam mit den ICE 1 und ICE 2 betrieblich als ICE-A geführt, von 2011 bis 2021 waren sie als betriebliche Zuggattung IC-A im Zugbildungsplan und für die betriebliche Disposition von DB Netz hinterlegt, unabhängig davon ob sie als verkehrliche Zuggattung MET, ICE oder IC eingesetzt wurden. Diese betriebliche Kategorie bedeutet, dass sie nicht freizügig im gesamten Netz der DB eingesetzt werden konnten, sondern nur auf Strecken, die auch für ICE-Züge der Bauserien ICE 1 und ICE 2 zugelassen sind. Die Zugsammelschiene der Einheiten ist nur mit der in Deutschland üblichen Spannung von 1000 V mit einer Frequenz von 16,7 Hz zu versorgen. Für den Betrieb in fremden Netzen sind die Einheiten nicht zugelassen. Prinzipiell können mit Einschränkungen auch Lokomotiven anderer Baureihen (mit ZWS/ZDS) vor den beiden Wendezug-Garnituren eingesetzt werden, so kam es fallweise auch schon zu Einsätzen von Maschinen der Baureihen 103 und 120. In diesem Fall ist jedoch von der Lokomotive aus keine Steuerung der Wagensubsysteme (wie Klima, Bremsprobe, Regeltürsteuerung usw.) möglich. Gleiches gilt für den Fall, dass eine der normalen Serienlokomotiven der Baureihe 101 vor einem der beiden Züge zum Einsatz kommt (was außerplanmäßig ebenfalls bereits vorkam, aber nur ausnahmsweise zulässig ist). Spezielle Zugbus-Funktionen, wie eine aktive Laufwerksüberwachung, standen jedoch nur in Kombination mit ihren Stamm-Loks zur Verfügung und nur in dieser Kombination durften sie mit 220 km/h verkehren. Bei Vorspann mit einer Serien-101er oder anderen Baureihen war die Höchstgeschwindigkeit auf 200 km/h begrenzt.

#### Behandlung als feste Einheit
Die Zwischenwagen der beiden Züge können wegen ihrer speziellen Mittelpufferkupplungen ausschließlich bei Werkstattaufenthalten im jeweiligen Heimat-Betriebswerk getrennt und gekuppelt werden. Dies führt zu weiteren Einschränkungen bezüglich der flexiblen Disposition der beiden Garnituren.
Weil die Metropolitan-Garnituren vergleichbar mit ICE-Zügen ebenfalls fest gekuppelt sind und im laufenden Betrieb nicht getrennt werden, tragen sie betriebsintern zusätzlich noch Triebzugnummern. Als siebenteilige Einheit haben die Züge die Bezeichnungen „Triebzug 930“ (mit der Stammlokomotive 101 130) und „Triebzug 931“ (mit der Stammlokomotive 101 131). Mit dem Umbau zu einer elf- und einer dreiteiligen Garnitur bekamen sie zwischenzeitlich die Bezeichnungen „Triebzug 924“ (mit drei Wagen) und „Triebzug 926“ (mit elf Wagen), diese wurden aber nicht an den Wagen angeschrieben. Diese Nummerierung erfolgte in Anlehnung an das bei den ICE-Einheiten übliche Nummerierungsschema.
Nicht zu verwechseln sind diese Bezeichnungen jedoch mit den ehemaligen MET-Zugnummern. In den Anfangsjahren trugen zwei der insgesamt acht Zugleistungen ebenfalls diese Nummern (MET 930 und MET 931, die später aber in MET 1030 und MET 1031 geändert wurden). Das Prinzip fester Einheiten entspricht dem Konzept der Reisezugwagen-Instandhaltung in Ganzzügen (RIGA), das später auch bei anderen Zügen im DB-AG-Konzern Verwendung fand.

#### Betriebliches Abfertigungsverfahren
Die Abfertigung der Metropolitan-Züge erfolgte nicht wie etwa bei konventionellen Zügen der DB Fernverkehr AG durch einen der Zugbegleiter, sondern durch den Triebfahrzeugführer an Bord des Führerstandes, der zugleich auch Zugführer war. Die Mitarbeiter an Bord des Zuges unter der Leitung des sogenannten Operation Supervisors waren hingegen ausschließlich für die Betreuung der Fahrgäste sowie das Catering zuständig.
Für jeden Wagen war jeweils ein Mitarbeiter zuständig, auf einen Zugbegleiter kamen also maximal 57 Fahrgäste. Seit Einstellung der Zuggattung Metropolitan werden sie – wie alle anderen Fernzüge der DB auch – vom Zugführer abgefertigt, der dem Triebfahrzeugführer den Abfahrauftrag erteilt.

#### Technisches Abfertigungsverfahren
Das Regelabfertigungsverfahren wird als Seitenselektive Türsteuerung Fernverkehr (SSTF) bezeichnet. Als Rückfallebene, erst drei Jahre nach Inbetriebnahme des Metropolitan, wurden zum Fahrplanwechsel im Dezember 2002 die beiden Garnituren durch Anpassung der Software für das klassische Abfertigungsverfahren TB0 (= Türblockierung ab 0 km/h) erweitert. Infolge dieser Anpassung dürfen die beiden Garnituren seitdem zusätzlich auch mit allen Lokomotiven der Baureihe 120 bespannt werden, kurzzeitig auch mit den Lokomotiven 101 140 bis 144. Bei allen anderen Serienlokomotiven der Baureihe 101 müssen die beiden Züge hingegen nach einem Notprogramm gefahren werden, da in diesem Fall das Abfertigungsverfahren TB0 nicht zugelassen ist.

## Corporate Design

Logo des Metropolitan

Für ihr neues Tochterunternehmen wählte die DB ein Corporate Design, das sich vollständig vom restlichen Markenauftritt des Mutterkonzerns absetzte. Kennfarben der Metropolitan Express Train GmbH waren Silbergrau, Orange und Schwarz. Auch die beiden Metropolitan-Zugeinheiten wurden in diesem speziellen Design gestaltet. Darin ebenfalls einbezogen wurden die beiden Stammlokomotiven 101 130 und 131, die nach ihrer Ablieferung zunächst ein paar Monate lang verkehrsrot lackiert waren (Einsatz im IC-Verkehr) und im Sommer 1999 eigens für ihren neuen Einsatzzweck umlackiert wurden.
Die beiden Wendezuggarnituren waren einheitlich silberfarben, ergänzt durch große ovale orangefarbene Metropolitan-Embleme auf den Seitenflächen und an den Stirnseiten des Zuges (Lok und Steuerwagen) sowie durch die ICE-typischen durchgehenden schwarzen Fensterbänder. Anhand dieser auffälligen Lackierung konnten die beiden Metropolitan-Züge deutlich von den konventionellen Zügen des Mutterkonzerns unterschieden werden und waren schon aus weiter Entfernung gut zu erkennen. Zur Betriebsaufnahme erinnerte an den Metropolitan-Zügen äußerlich nichts an die Zugehörigkeit des Zuges zum Mutterkonzern DB AG. Erst in der zweiten Hälfte des Jahres 2000 wurden die Metropolitan-Logos an der Front der Steuerwagen und an den beiden Fronten der beiden Stammlokomotiven durch konventionelle DB-Logos ersetzt.
Ergänzend dazu wurden auch sämtliche Informations- und Werbebroschüren, die Dienstkleidung des Zugpersonals (mit Ausnahme des Triebfahrzeugführers) sowie der Metropolitan-Internetauftritt unter der Domain www.met.de einheitlich in den Kennfarben Silbergrau, Orange und Schwarz gestaltet.

## Betriebsaufnahme und Planeinsatz auf der Strecke Köln–Hamburg
Der Betriebsaufnahme gingen Untersuchungen von zehn innerdeutschen Relationen voraus, in denen der neue Zug eine Konkurrenz zum Luftverkehr sein könnte. Hierbei erreichte die Relation Köln–Hamburg die höchsten Werte, dicht gefolgt von Frankfurt–München.
Ursprünglich war die Betriebsaufnahme der neuen Metropolitan-Verbindung bereits für Sonntag, den 13. Juni 1999 vorgesehen. Bedingt durch die verspätete Auslieferung der Wagenzüge sowie Verzögerungen bei der Personalschulung konnte der Metropolitan letztendlich jedoch erst am 1. August 1999 seinen planmäßigen Betrieb aufnehmen. Um Betriebserfahrungen sammeln zu können, wurde mit der zuerst abgelieferten Garnitur bereits ab dem 1. Juli 1999 ein Probebetrieb auf der künftigen Einsatzstrecke Hamburg–Köln durchgeführt. Vom 1. August 1999 bis zum Fahrplanwechsel am 11. Dezember 2004 pendelte der Metropolitan täglich zwischen Köln Hauptbahnhof und Hamburg Hauptbahnhof. Weitere Zwischenhalte waren Düsseldorf Hauptbahnhof und Essen Hauptbahnhof.
Die Verkaufszahlen von Fahrscheinen für die reservierungspflichtigen Züge lag in den ersten Betriebswochen über den Erwartungen; einzelne Züge waren ausverkauft. Ende 1999 lag die Auslastung der Mittagszüge mit 20 Prozent weit unterhalb der Gewinnschwelle von 53 Prozent. Als Gegenmaßnahmen wurde eine Angebotsausweitung auf die Relation Hamburg–Berlin sowie eine Aufhebung der Reservierungspflicht (bei Beibehaltung eines MET-Zuschlages) erwogen.
Obwohl die Züge ihre zulässige Geschwindigkeit von 220 km/h auf der Strecke Köln–Hamburg nirgendwo ausfahren konnten, lag die planmäßige Fahrzeit von Köln nach Hamburg beim Metropolitan mit Fahrzeiten zwischen 3:20 h und 3:30 h (je nach Zug) ca. 40–50 Minuten unter der Fahrtzeit der ebenfalls direkt verkehrenden IC- und ICE-Züge. Dieser Fahrzeitgewinn wurde durch folgende drei Faktoren erreicht:
- Im Gegensatz zu den regulären Intercity-Taktzügen hielt der Metropolitan nicht in Duisburg, Bochum, Dortmund, Münster, Osnabrück, Bremen und Hamburg-Harburg.
- Zwischen Essen und Münster nutzte der Metropolitan die direktere Strecke über Gelsenkirchen und Recklinghausen (ohne Halt).
- Die Stadt Bremen wurde südöstlich umfahren. Im Gegensatz zu den regulären IC-Zügen nutzte der Metropolitan dabei zwischen den Bahnhöfen Dreye und Sagehorn eine kürzere Strecke, die hauptsächlich von Güterzügen befahren wird.

Positiv auf die Geschwindigkeit wirkte sich außerdem die Tatsache aus, dass für den Metropolitan bei DB Netz sogenannte „Premium-Fahrplantrassen“ bestellt wurden, die dem Zug einem Vorrang vor allen anderen Zügen gewährten. Dies machte sich insbesondere bei Verspätungen und Betriebsstörungen bemerkbar. Ergänzend dazu gab es außerdem eine betriebliche Weisung, nach welcher der Metropolitan nicht auf Anschlusszüge warten musste. Dank dieser beiden Faktoren konnten in der Regel hohe Pünktlichkeitswerte erreicht werden.
Mit den zwei Zuggarnituren wurden montags bis freitags vier, samstags ein und sonntags zwei Zugpaare angeboten. Außer am Samstag verließen die beiden Züge nahezu auf die Minute zeitgleich Köln und Hamburg und begegneten sich somit etwa nach der Hälfte der Fahrzeit. Über Nacht war dabei jeweils ein Zug in Hamburg und der andere in Köln abgestellt. Lediglich samstags von 14.43 bis 15.17 Uhr standen beide Züge gleichzeitig in Hamburg – dies wurde dazu genutzt, die beiden Garnituren auszutauschen. So wurde gewährleistet, dass auch der normalerweise von Köln aus eingesetzte Zug nach spätestens sieben Tagen wieder sein Heimatwerk Hamburg-Eidelstedt erreichte.
Metropolitan-Fahrplan (gültig ab 1. August 1999)
|           |                | Köln Hbf | Düsseldorf Hbf | Düsseldorf Hbf | Essen Hbf | Essen Hbf | Hamburg Hbf |          |
| Zugnummer | Verkehrstage   | ab       | an             | ab             | an        | ab        | an          | Fahrzeit |
| --------- | -------------- | -------- | -------------- | -------------- | --------- | --------- | ----------- | -------- |
| MET 931   | mo–fr          | 06:19    | 06:39          | 06:41          | 07:02     | 07:04     | 09:49       | 03:30 h  |
| MET 933   | mo–sa          | 11:19    | 11:39          | 11:41          | 12:02     | 12:04     | 14:43       | 03:24 h  |
| MET 937   | tägl. außer sa | 15:19    | 15:39          | 15:41          | 16:02     | 16:04     | 18:45       | 03:26 h  |
| MET 939   | tägl. außer sa | 19:19    | 19:39          | 19:41          | 20:02     | 20:04     | 22:43       | 03:24 h  |

|           |                | Hamburg Hbf | Essen Hbf | Essen Hbf | Düsseldorf Hbf | Düsseldorf Hbf | Köln Hbf |          |
| Zugnummer | Verkehrstage   | ab          | an        | ab        | an             | ab             | an       | Fahrzeit |
| --------- | -------------- | ----------- | --------- | --------- | -------------- | -------------- | -------- | -------- |
| MET 938   | mo–fr          | 06:17       | 08:52     | 08:56     | 09:16          | 09:18          | 09:42    | 03:25 h  |
| MET 936   | mo–fr          | 11:18       | 13:52     | 13:56     | 14:16          | 14:18          | 14:42    | 03:24 h  |
| MET 932   | täglich        | 15:17       | 17:52     | 17:56     | 18:16          | 18:18          | 18:42    | 03:25 h  |
| MET 930   | tägl. außer sa | 19:22       | 21:54     | 21:56     | 22:16          | 22:18          | 22:42    | 03:20 h  |

- Im Verlauf der insgesamt fünf Betriebsjahre veränderte sich der Metropolitan-Fahrplan nur im Minutenbereich, blieb in seiner Struktur und bezüglich der Verkehrstage jedoch stets gleich.
- Die dreistelligen Zugnummern wurden später durch vierstellige ersetzt, die letzten beiden Ziffern blieben gleich (Schema: MET 9xx wurde zu MET 10xx, aus dem Zug MET 932 wurde dadurch beispielsweise der Zug MET 1032).
- In sämtlichen offiziellen Publikationen wurden die Verkehrstage des Metropolitan wie in der Luftfahrt mit Ziffern angegeben (z. B. 2 = Dienstag). Die Verkehrstage im deutschen Bahnverkehr werden üblicherweise mit Buchstaben angegeben (z. B. „A“ = werktags außer samstags bzw. „B“ = täglich außer samstags).
- Kurzstreckenfahrten zwischen Köln und Düsseldorf, Köln und Essen sowie zwischen Düsseldorf und Essen waren tariflich nicht möglich – die Fahrt musste immer bis bzw. ab Hamburg gebucht werden.

## Komfortkategorien und Service an Bord

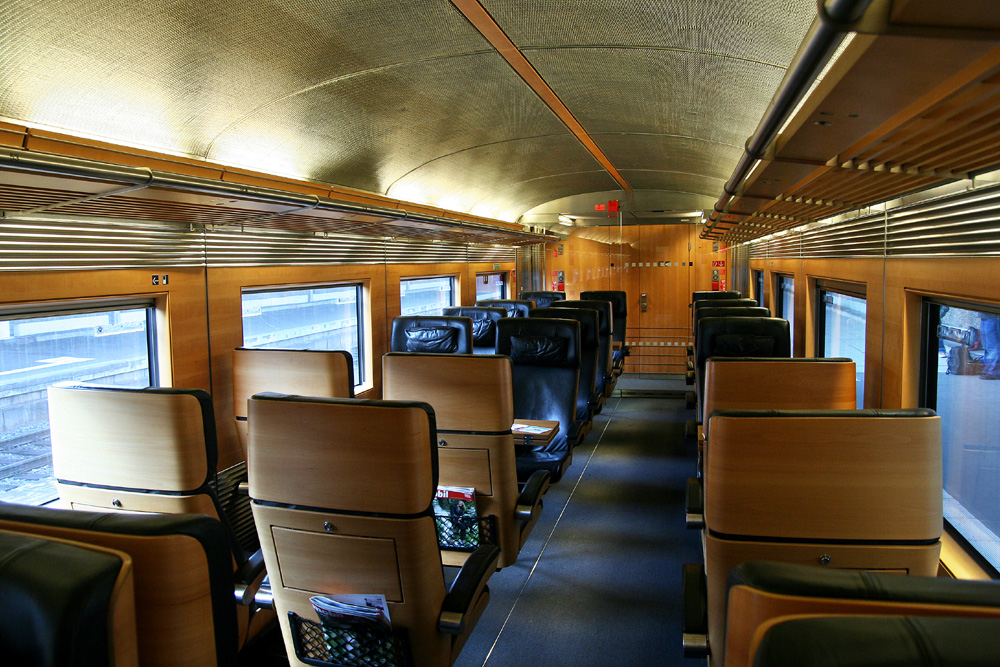
Ein Teil des früheren Club-Bereichs im Steuerwagen eines ehemaligen Metropolitan-Zuges (Wagen 7), dieser Wagen gehört heute zur ersten Klasse. Im Hintergrund die holzverkleidete Führerstandsrückwand

Die Wagen des Metropolitan waren vergleichsweise luxuriös ausgelegt und mit keinem anderen Zugprodukt der DB vergleichbar. Sie hoben sich vom Komfort deutlich vom eigentlichen „Flaggschiff“ der DB AG, den ICE, ab. Merkmale waren beispielsweise eine selbst bei einer Reisegeschwindigkeit von 200 km/h besonders hohe Laufruhe, eine komplette Holz- statt der üblichen Kunststoffverkleidung, hochwertige verstellbare Ledersitze mit Kopfkissen und ausklappbaren oder fest installierten Holztischen. Darüber hinaus stand an jedem Platz eine eigene Steckdose zur Verfügung, bei den Einzelsitzen war diese im Fuß des Vordersitzes installiert. Seitens des Betreibers wurden außerdem immer wieder die hochwertigen Materialien der Innenausstattung hervorgehoben, so z. B. die Wandverkleidungen aus Schweizer Birnbaumholz sowie die Deckenverkleidungen aus gebürstetem Edelstahl. Eine weitere exklusive Besonderheit waren die selbstreinigenden Toiletten im Metropolitan. Nach jeder Benutzung drehte sich die kreisrunde Toilettenbrille einmal komplett um die eigene Achse und wurde dabei automatisch gereinigt und desinfiziert.
Herbert Feuerstein kommentierte zum Metropolitan online in der Welt am Sonntag:

„Thalys heißt der Superzug von Köln über Brüssel nach Paris, der von außen toll aussieht, innen aber altmodisch und muffig ist, mit viel zu engen Sitzen und ohne Stauraum für schwere Koffer, die man in jedem ICE so bequem in die Ablage rollen kann, ohne Gewichtheber werden zu müssen. Da kommt Sehnsucht nach dem Metropolitan auf, dem Superzug zwischen Hamburg und Köln, der alles hatte, was man sich von einer Bahnfahrt wünscht. Er war so gut, daß man ihn neulich abgeschafft hat. Wahrscheinlich, um sich lästige Vergleiche zu sparen.“

In den Türbereichen aller Wagen lagen Tageszeitungen aus, diese Bordexemplare konnten von den Fahrgästen beim Einstieg in den Zug kostenfrei mitgenommen werden. Dies wurde mit dem Slogan „Wer 1. Klasse fährt, soll auch 1. Klasse lesen.“ im Zug beworben. Alkoholfreie Getränke am Platz und an der Bar waren im Preis inbegriffen. Espressi und Cocktails sowie andere alkoholische Getränke gab es je nach Tageszeit an der Bar. In der ersten Klasse (alle Wagen außer Traveller) wurde während der Fahrt außerdem der ebenfalls kostenfreie „Business Snack“ serviert. Die Verpflegung an Bord war qualitativ hochwertig und entsprach der im ICE, nur dass die Snacks im Metropolitan bereits im Fahrpreis enthalten waren. Zu Beginn der Fahrt wurde auch der Metropolitan Guide verteilt, ein kleines Heft mit Informationen zum Angebot im Zug und dem/den Zielbahnhöfen.

### Wagenkategorien in der Ursprungsausführung
Der Metropolitan war die einzige Zuggattung der Deutschen Bahn, bzw. eines DB-Tochterunternehmens, die nicht in Klassen aufgeteilt war. Es gab stattdessen drei verschiedenen Wagenkategorien, die allesamt dem Niveau der ersten Klasse entsprachen:
- Zwei Silence-Wagen waren für ruhende Reisende gedacht, auf Wunsch gab es ein kostenloses Kopfkissen und eine Decke, Ohrstöpsel sowie ein Audio-Programm über ebenfalls kostenlos verteilte Kopfhörer; Handy- und Laptop-Nutzung waren hingegen nicht erwünscht.[2] Um Störungen durch durchgehende Reisende bzw. Personal zu vermeiden, wurden diese beiden Wagen außerdem am Ende des Zuges gereiht (Wagen 1 und 2).
- Drei Office-Wagen waren für arbeitende Reisende gedacht. Es gab keine vorgesehenen Extras, außer den Steckdosen am Sitz und den Handy-Verstärkern[5] und einer Cocktail-&-Espresso-Bar. Eine Reihe von Vierergruppen (vier Sitzplätze an einem Tisch) wurden für Arbeitsgespräche angeboten.[2]
- Zwei Club-Wagen waren für Reisende gedacht, die weder schlafen noch arbeiten wollten. Hier konnten für die Dauer der Fahrt kostenlos tragbare DVD-Player und DVD-Filme ausgeliehen werden. Der Club-Bereich verfügte ebenfalls über eine Cocktail-&-Espresso-Bar. Einer der Club-Wagen (Ordnungsnummer sieben) war barrierefrei gestaltet.[2] Auch diese Wagen verfügten über Handyverstärker.[5]

Die für eine Kategorie angebotenen Extras waren nur in Wagen dieser Kategorie erhältlich. Übergänge zwischen den Kategorien waren jedoch möglich, sofern die gewünschte Kategorie nicht ausgebucht war. An allen Plätzen standen unter anderem Steckdosen, Leselampen und ein Fax-Service zur Verfügung. Ein Servicewagen bot unter anderem Zeitschriften, Kartenspiele und Süßigkeiten an. Raucherwagen gab es nur in den Kategorien Club und Office. In der Silence-Kategorie wurden hingegen nur Nichtraucher-Plätze angeboten. Insgesamt verfügten die siebenteiligen Züge in der Ursprungsausführung über 351 reservierbare Sitzplätze, die sich wie folgt verteilten:
| Bereich                    | Sitzplätze | Anteil    |
| -------------------------- | ---------- | --------- |
| Club Nichtraucher          | 45 Plätze  | = 12,8 %  |
| Club Raucher               | 39 Plätze  | = 11,1 %  |
| Office Nichtraucher        | 114 Plätze | = 32,5 %  |
| Office Raucher             | 39 Plätze  | = 11,1 %  |
| Silence (nur Nichtraucher) | 114 Plätze | = 32,5 %  |
| Gesamt                     | 351 Plätze | = 100,0 % |

Diese Aufteilung hatte bis zum 30. Juni 2001 Bestand. Ab dem 1. Juli 2001 verkehrten die Züge hingegen um zwei Wagen verkürzt, die beiden ausgereihten Wagen 1 und 5 (die der Silence- und der Office-Kategorie angehörten) wurden in den verkehrsschwachen Sommermonaten Juli und August 2001 auf die neue Traveller-Kategorie (2+2-Bestuhlung) umgebaut, die den Fahrgästen dann ab dem 1. September 2001 zur Verfügung stand. Um dies zu kompensieren, wurde der Wagen 3 (Office-Kategorie) in einen reinen Nichtraucherwagen umgewandelt (inklusive der zweiten Bar, die fortan eine Nichtraucherbar war). Somit standen nun auch in der Office-Kategorie keine Raucherplätze mehr zur Verfügung – sie wurden fortan nur noch in der Club-Kategorie angeboten. Weiter war der einzig verbliebene zweite Silence-Wagen jetzt in der Mitte des Zuges als Wagen 5 eingereiht (zwischen den beiden anderen Kategorien), was erhöhten Durchgangsverkehr zur Folge hatte und damit eigentlich dem ursprünglichen Konzept der Silence-Kategorie widersprach.

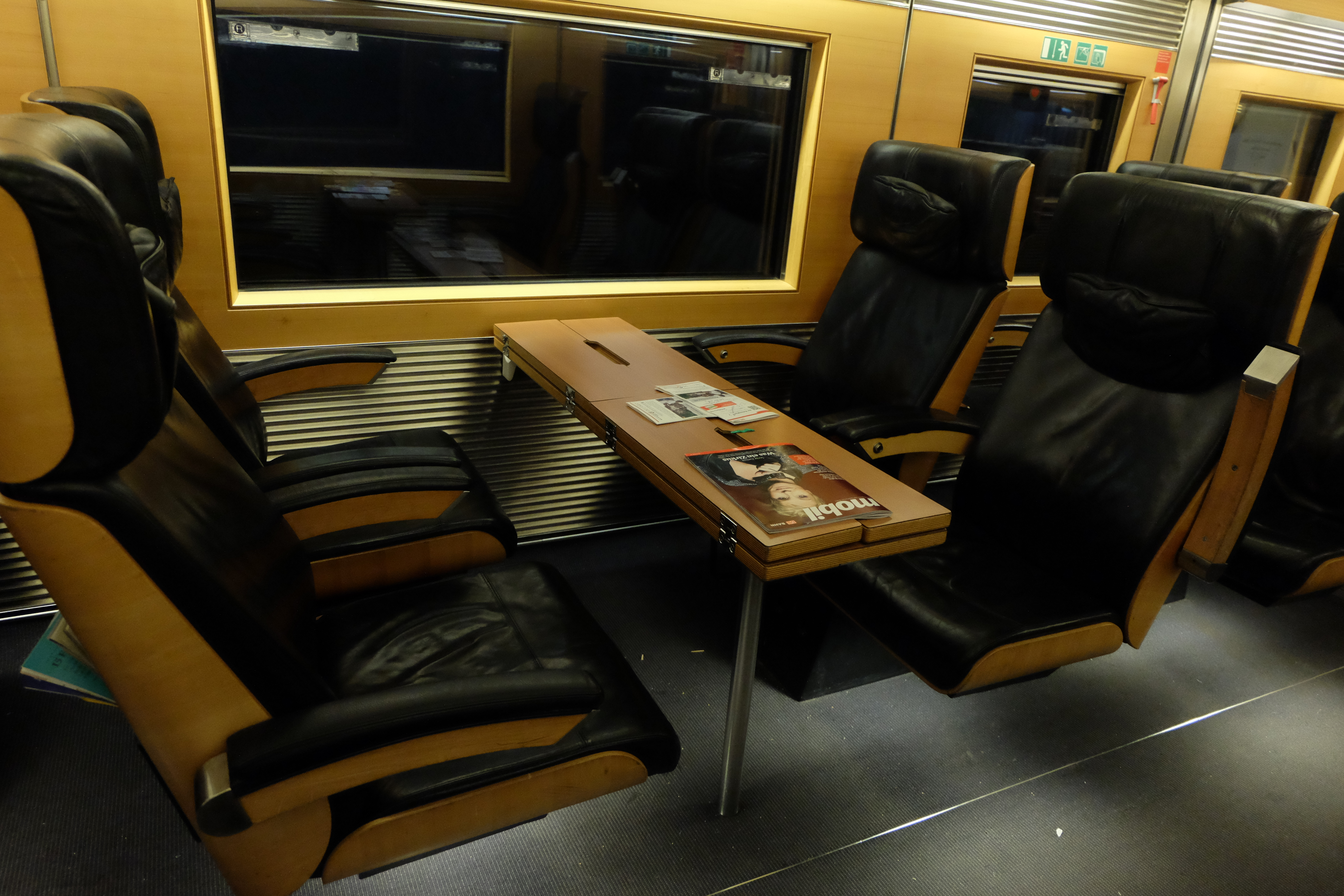
4er Sitzkombination mit Tisch in Wagen 6
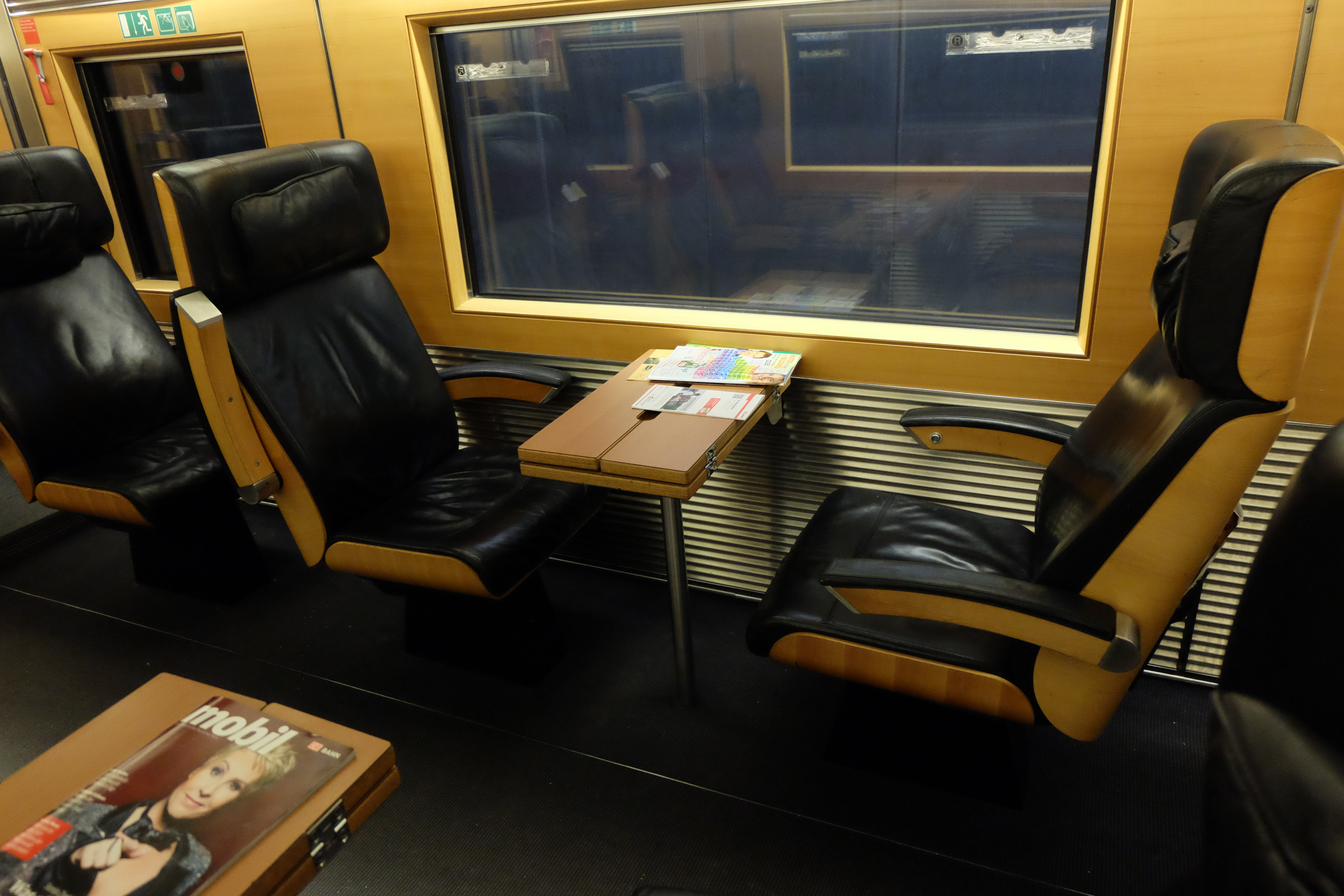
2er Sitzkombination mit Tisch in Wagen 6
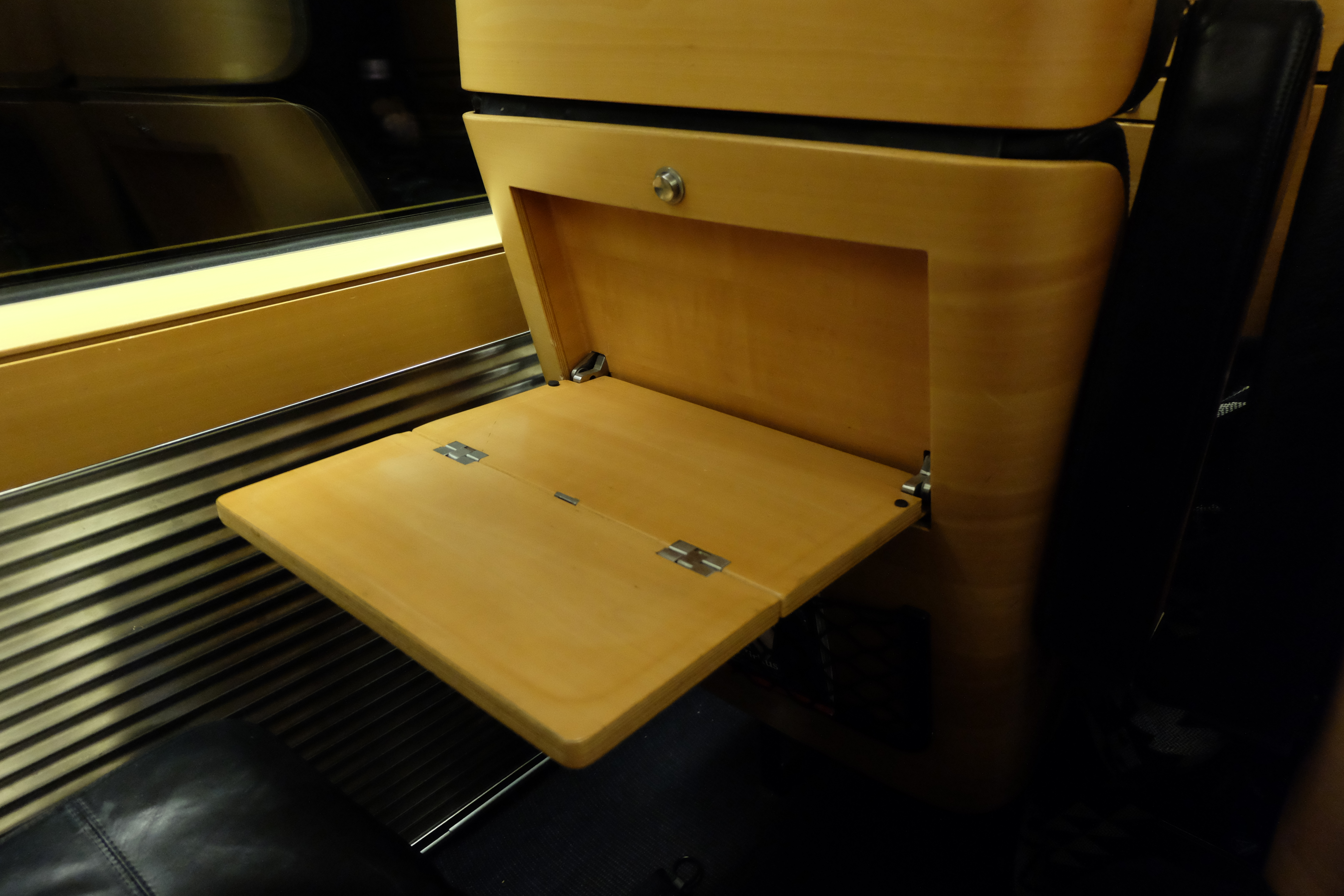
ausklappbare Tische und Schalensitze aus Sperrholz
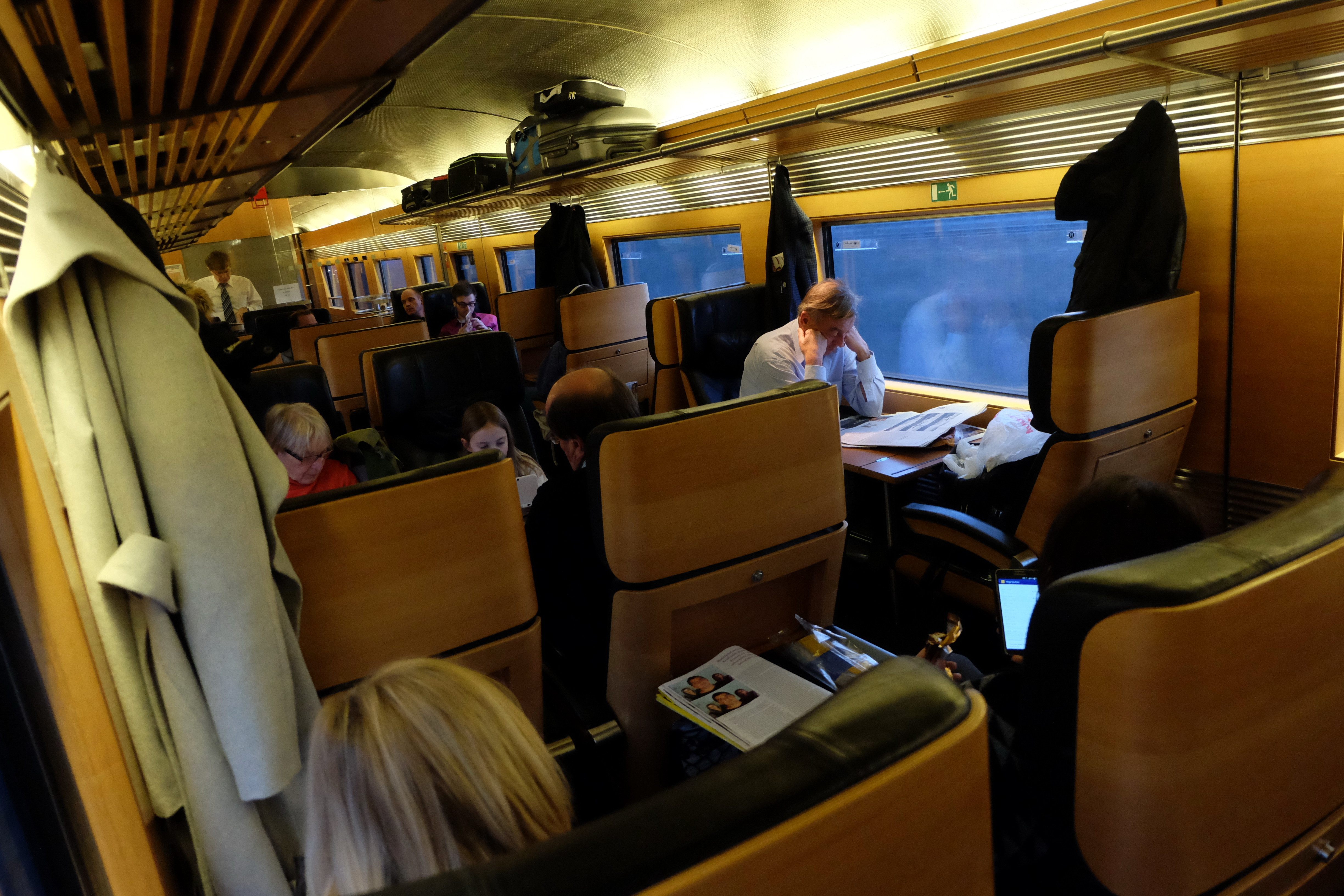
Großzügiges Platzangebot
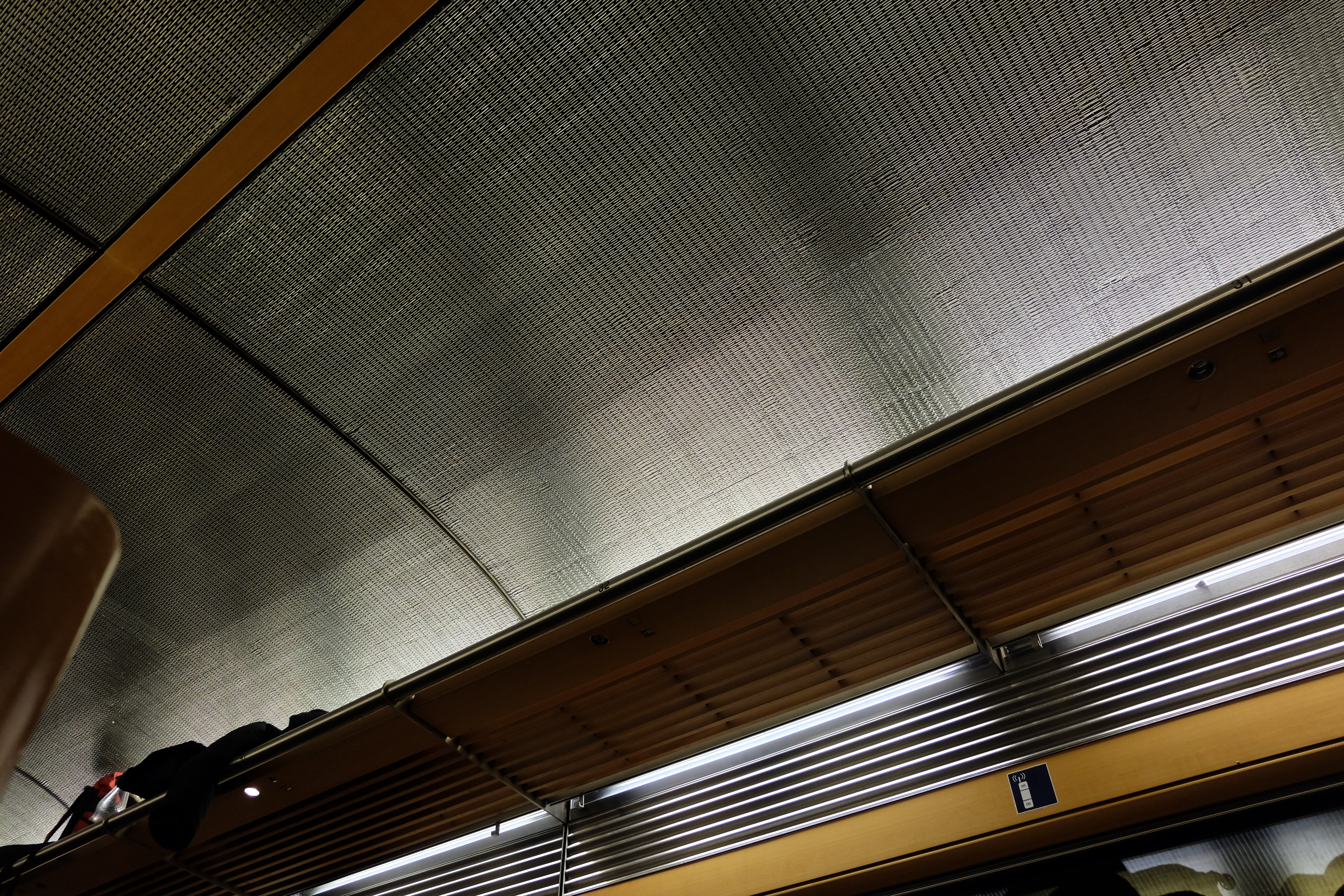
Detail Deckengestaltung aus Edelstahlgeflecht
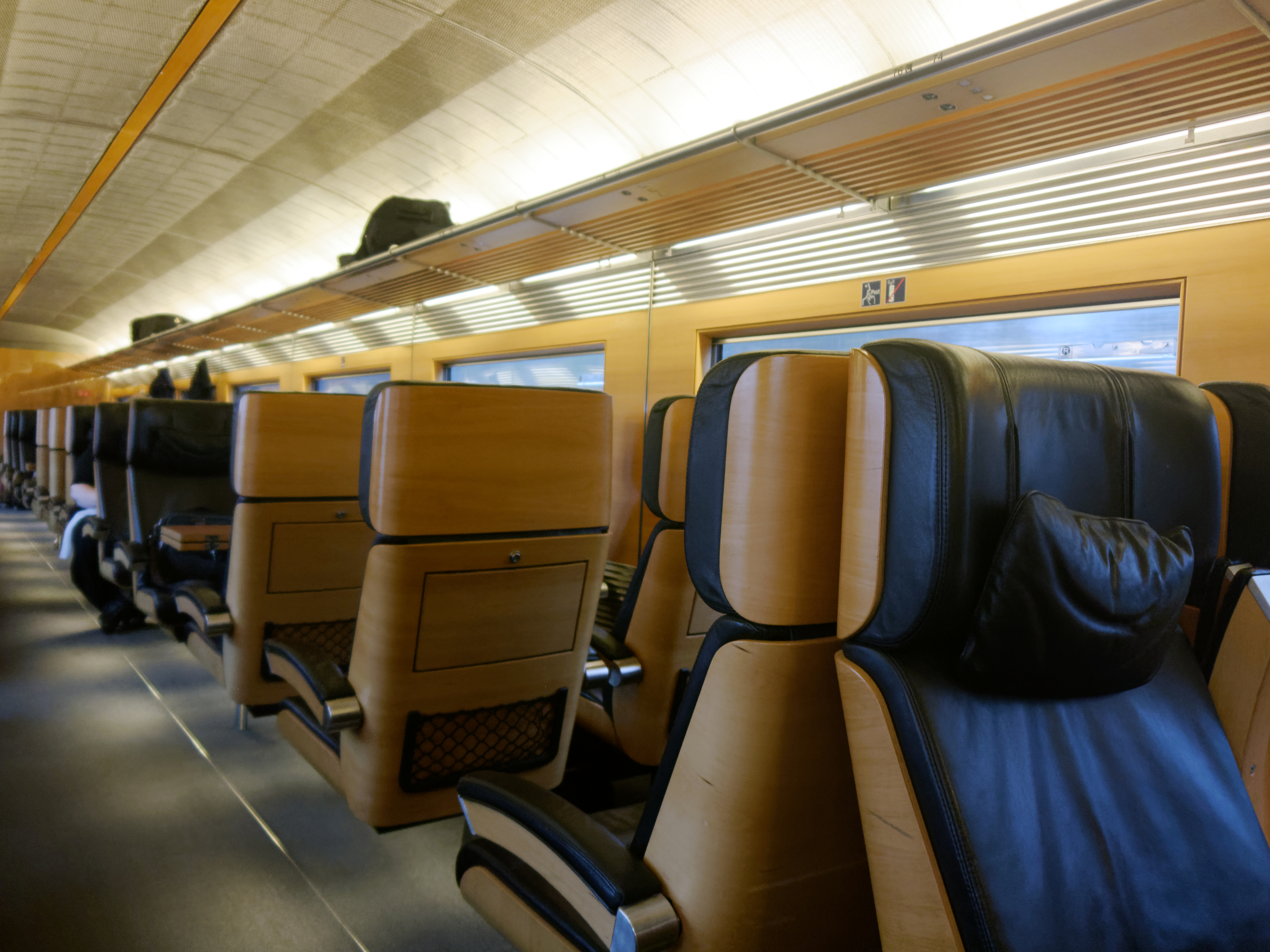
Ledersitze mit Holzschalenverkleidung in Wagen 7
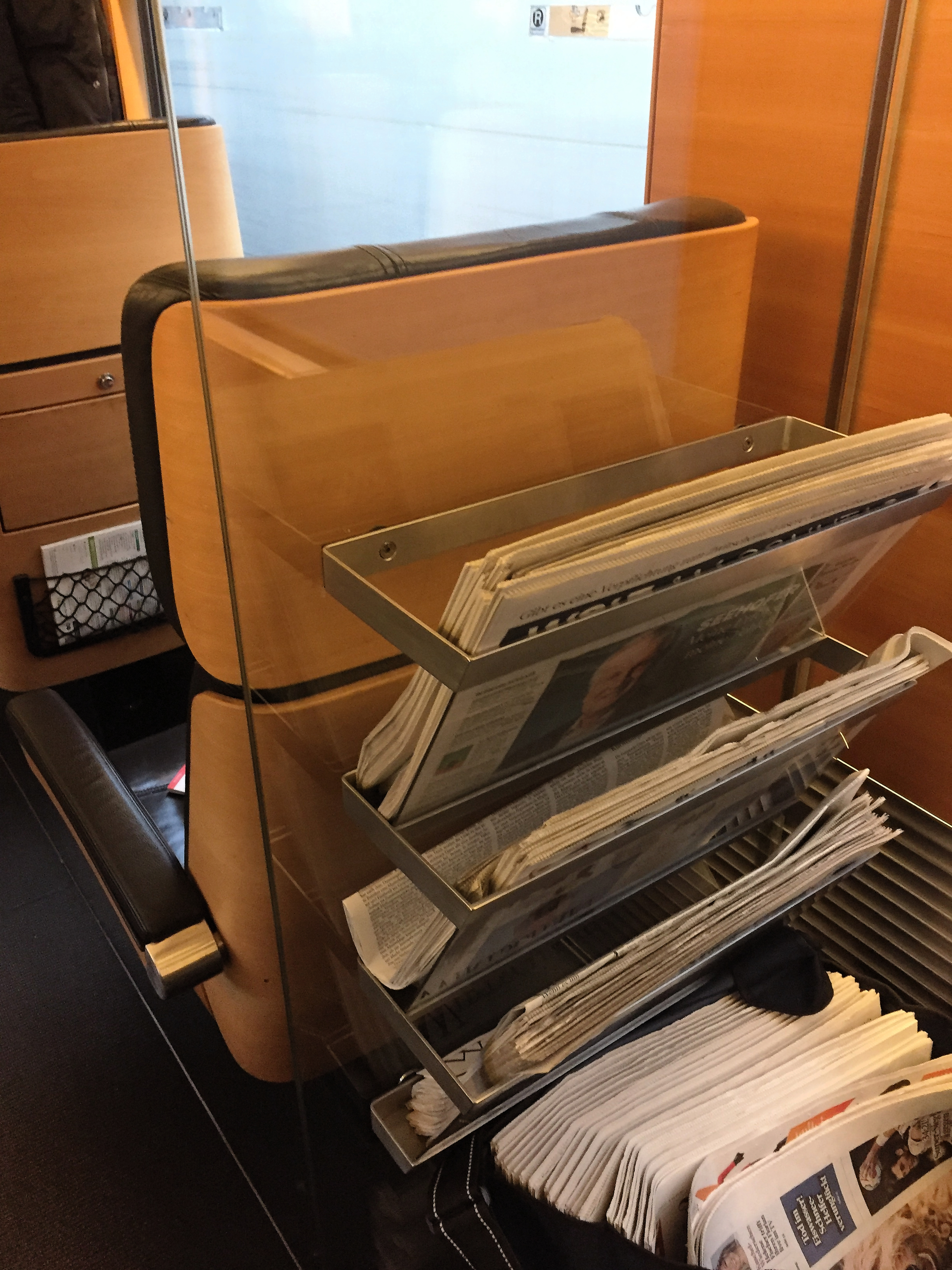
Zeitungsständer aus Edelstahl

### Einführung der Traveller-Kategorie zum 1. September 2001
Um die aus Sicht des Betreibers auch zwei Jahre nach Betriebsaufnahme nur sehr mangelhafte Auslastung der Metropolitan-Züge zu steigern, startete die MET im Spätsommer 2001 eine groß angelegte Angebotsoffensive. Als wichtigste Änderung dieser Angebotsoffensive (neben der Einführung ermäßigter Rückfahrkarten) wurde ein vierter Komfortbereich, die sogenannte Traveller-Kategorie eingeführt. Sie war im Vergleich zu den bisher angebotenen Kategorien Club, Office und Silence etwas weniger komfortabel, die neuen Traveller-Wagen stellten theoretisch die zweite Klasse im Metropolitan dar und teilten den Zug damit in das von konventionellen Zügen gewohnte Zwei-Klassen-Schema.

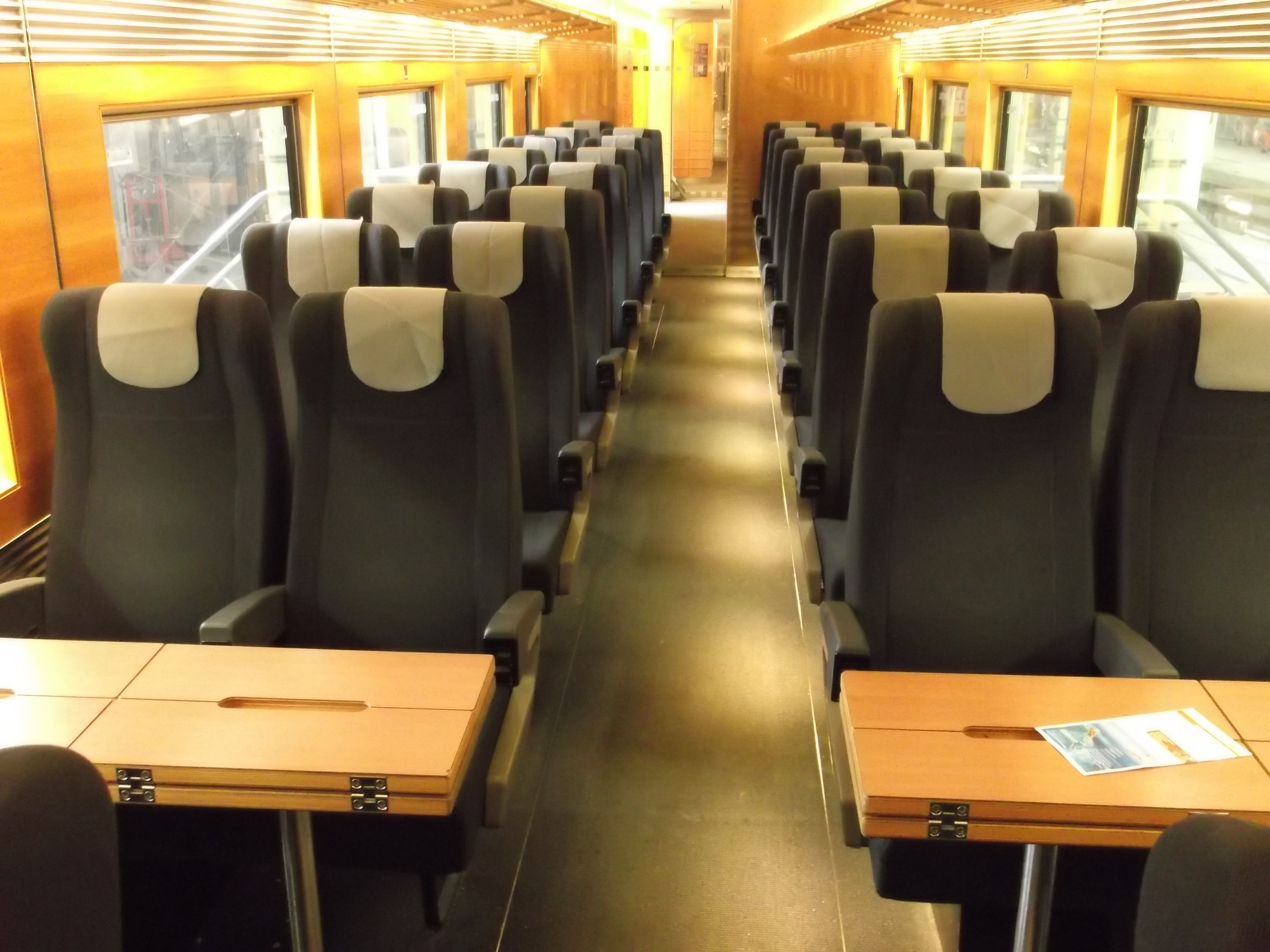
Travellerwagen – Innenansicht der Sitzanordnung

Im Zuge der Einrichtung dieser vierten Kategorie wurden in beiden Zügen jeweils die beiden Wagen 1 und 5 (alte Wagenreihung), fortan als Wagen 1 und 2 gereiht, neu bestuhlt. Je Zug wurden 145 derartige Plätze geschaffen. Dabei wurden in jeder Sitzreihe vier Sitze (2+2-Bestuhlung) statt bisher drei Sitze (2+1-Bestuhlung) angeboten. Dabei kamen schmalere Sitze zum Einbau. Hierbei handelt es sich um einen ähnlichen Sitztyp, wie er ursprünglich auch in den konventionellen IC-Großraumwagen des Typs Bpmz Verwendung fand. Die zuvor eingebauten Sitze der Originalausstattung (insgesamt wurden 228 Sitze überflüssig) wurden zum Teil von der DB offiziell bei eBay verkauft. Durch die engere Bestuhlung in den beiden Wagen der neuen Traveller-Kategorie konnte auch die Gesamtkapazität der beiden MET-Züge um 8,8 % erhöht werden (von 351 auf 382 Sitzplätze). Im Gegenzug wurden die Kapazitäten in den zwei anderen Bereichen Silence (− 50,0 %) und Office (− 37,3 %) entsprechend reduziert, die Kategorie Club blieb jedoch unverändert. Auch in den beiden Traveller-Wagen waren aktuelle Tageszeitungen und Getränke am Platz als Inklusivleistung integriert, jedoch war der Durchgang zur Bar sowie zu den anderen Bereichen nicht möglich. Im Gegenzug wurde jedoch der Fahrpreis im Traveller-Bereich im Vergleich zu den anderen Kategorien deutlich niedriger angesetzt (ebenfalls als relationsunabhängiger Area-Preis).

## Tarifsystem

### Fahrscheine zum flexiblen Normaltarif
Der Fahrpreis für eine einfache Fahrt im Metropolitan lag bei der Eröffnung der neuen Zugverbindung bei 180 DM für die Gesamtstrecke Köln–Hamburg (flexibles Ticket ohne Rabatt, zwischen den zunächst ausschließlich angebotenen Bereichen Club, Office bzw. Silence wurde tariflich nicht weiter unterschieden). Die Fahrpreise auf den kürzeren Strecken waren dementsprechend günstiger (Düsseldorf–Hamburg zu 170 DM bzw. Essen–Hamburg zu 160 DM). Die Metropolitan-Fahrpreise waren damit teurer als vergleichbare ICE-Fahrkarten in der zweiten Klasse, jedoch günstiger als IC-Fahrkarten für die erste Klasse. Die BahnCard der DB wurde zwar auch im Metropolitan anerkannt, jedoch wurden ihren Besitzern – statt der bei der DB gewohnten 50-%-Ermäßigung – bei der Benutzung von MET-Zügen nur 25 % Ermäßigung gewährt (bei der Einführung des Metropolitan gab es bei der DB nur die sogenannte „alte BahnCard“ mit 50 % Rabatt). Netzkarteninhaber zahlten einen Aufpreis von 30 DM.
Die Fahrscheine zum Normaltarif wurden zwar nominell immer für eine bestimmte MET-Verbindung ausgestellt, konnten jedoch jederzeit kostenlos auf eine andere Verbindung umgebucht werden. Die Metropolitan-Züge waren grundsätzlich reservierungspflichtig, d. h. eine Platzreservierung über das spezielle Metropolitan-Callcenter, in einem DB-Reisezentrum oder online über die firmeneigene Homepage war zwingend erforderlich. Dabei wurden Fahrschein und Reservierung zu einer Art Bordkarte für die reservierungspflichten Züge kombiniert, die Reservierungsgebühr war bereits im Fahrpreis enthalten. Dieser sogenannte „Globalpreis“ schloss neben der Reservierung auch eine aktuelle Tageszeitung, alkoholfreie Getränke sowie den sogenannten Business Snack ein. Grundsätzlich konnten Fahrkarten zum Normalpreis noch bis kurz vor Abfahrt gebucht werden, ebenso war auch eine kurzfristige Umbuchung von Reservierungen möglich. Das Mitführen eines tatsächlichen Fahrausweises (also in Form eines „Stück Papiers“) war nicht zwingend notwendig, das Service-Personal konnte die Buchungen auch über mitgeführte Reservierungslisten nachvollziehen. Die Identifikation von Fahrgästen ohne Fahrschein erfolgte anhand des Personalausweises. Neben den Fahrscheinen, die bei telefonischer Bestellung per Post zugestellt wurden, wurde jedem Fahrgast eine Rechnung mit einem persönlichen Reiseplan mitgeschickt. Im Laufe der fünfjährigen Betriebszeit des Metropolitan wurden die Fahrpreise insgesamt viermal erhöht, lediglich zur Euro-Umstellung kam es rundungsbedingt zu einer minimalen Fahrpreisreduktion:
| Flexibles Ticket (jeweils einfache Fahrt)           | Club, Office, Silence | Club, Office, Silence | Traveller        | Traveller        |
|                                                     | ohne BahnCard         | mit BahnCard          | ohne BahnCard    | mit BahnCard     |
| --------------------------------------------------- | --------------------- | --------------------- | ---------------- | ---------------- |
| ab 1. August 1999 (Inbetriebnahme MET)              | 180 / 170 / 160 DM    | 135 / 128 / 120 DM    | %                | %                |
| ab Herbst 2000                                      | 198 / 187 / 176 DM    | 148 / 140 / 132 DM    | %                | %                |
| ab 27. August 2001 (Einführung Area-Preise)         | 206 DM                | 153 DM                | %                | %                |
| ab 1. September 2001 (Einführung Traveller)         | 206 DM                | 153 DM                | 138 DM           | 103 DM           |
| ab 1. Januar 2002 (Euro-Umstellung)                 | 105 € (205,36 DM)     | 78 € (152,56 DM)      | 70 € (136,91 DM) | 52 € (101,70 DM) |
| ab 27. Mai 2002                                     | 116 €                 | 87 €                  | 74 €             | 55 €             |
| ab 1. April 2004 (bis zur Einstellung im Dez. 2004) | 119 €                 | 89 €                  | 79 €             | 59 €             |

Fußnoten:
1. ↑  
Für Kinder im Alter von 6 bis 11 Jahren (jeweils vollendetes Lebensjahr) galt jeweils der halbe Preis.
2. 1 2 3 4  
Höchster Preis für die Relation Köln–Hamburg, mittlerer Preis für Düsseldorf–Hamburg und günstigster Preis für Essen–Hamburg.
3. ↑  
Seitdem nur noch ein Fahrpreis für alle drei angebotenen Relationen (unabhängig von der tatsächlich zurückgelegten Entfernung).
4. 1 2  
Ab dem 30. September 2002 wurde in den Bereichen Club, Office und Silence nur noch eine BahnCardFirst als Ermäßigungsgrund anerkannt. Mit normalen BahnCards der zweiten Klasse konnte ab diesem Zeitpunkt nur noch in der Kategorie Traveller eine Ermäßigung erzielt werden.
5. 1 2  
Im Metropolitan wurde nicht zwischen den verschiedenen BahnCard-Varianten der DB unterschieden. Der BahnCard-Rabatt betrug während der gesamten Betriebsdauer der Zuggattung stets 25 %.

### getMET – das erste Sonderangebot im Metropolitan
Ursprünglich waren für den Metropolitan keinerlei Sonderangebote bzw. Spezialtarife geplant, man hoffte zunächst die Züge auch zum regulären Normalpreis hinreichend auslasten zu können. Nach den schlechten Erfahrungen im Verlaufe des ersten Betriebsjahrs änderte die Metropolitan-Geschäftsführung jedoch ihre Position und vermarktete den Metropolitan fortan auch mit verschiedenen Sonderangeboten, um ihn in erster Linie – unabhängig von den Geschäftsreisenden – einem größeren Kundenkreis bekannt zu machen. Den Anfang machte in der zweiten Jahreshälfte des Jahres 2000 der sogenannte getMET-Tarif. Dieses Angebot erfolgte parallel zur ersten Preiserhöhung bei den flexiblen Tickets. Im Zeitraum vom 1. September bis zum 31. Dezember 2000 konnten alle Fahrgäste den Metropolitan für 111 DM benutzen. Beim getMET-Tarif war erstmals ein Festpreis für alle drei angebotenen Relationen festgelegt, dieses in späteren Jahren weiter ausgedehnte Prinzip wurde im internen Sprachgebrauch der Metropolitan Express Train GmbH auch als Area-Preis bezeichnet:
| Relation           | Flexibles Ticket | getMET-Sondertarif | Ersparnis |
| ------------------ | ---------------- | ------------------ | --------- |
| Köln–Hamburg       | 198,00 DM        | 111,00 DM          | 43,9 %    |
| Düsseldorf–Hamburg | 187,00 DM        | 111,00 DM          | 40,6 %    |
| Essen–Hamburg      | 176,00 DM        | 111,00 DM          | 36,9 %    |

Darüber hinaus wurden jedoch keine weiteren Ermäßigungen gewährt. Dies galt auch für Besitzer von Großkundenabonnements bzw. Nutzer des Großkundentarifs. Außerdem wurde für Kinder kein spezieller getMET-Preis angeboten, reguläre Kinderfahrscheine (mit 50 % Ermäßigung) waren in allen Fällen günstiger. Das getMET-Angebot galt jedoch nicht in allen Zügen, sondern nur in den nachstehend genannten (es handelt sich dabei ausschließlich um Züge, die im Regelfall weniger gut ausgelastet waren, so waren z. B. wochentags die besser frequentierten Zugpaare morgens und nachmittags vom Sonderangebot ausgeschlossen):
- montags bis freitags: 1030[F2 1], 1033, 1036 und 1039[F2 1]
- samstags: 1032 und 1033 (= alle Züge, die samstags verkehrten)
- sonntags: 1030, 1033, 1036 und 1039 (= alle Züge, die sonntags verkehrten)

Fußnoten:
1. 1 2  
In den beiden Zügen 1030 und 1039 war die zur Verfügung gestellte Anzahl der Sitzplätze zum getMET-Tarif darüber hinaus kontingentiert (während in den übrigen Zügen theoretisch alle Plätze zum Sondertarif gebucht werden konnten), erstmals experimentierte die Metropolitan Express Train GmbH hier mit kontingentierten Tickets (die später noch eine wesentlich größere Rolle im MET-Tarifsystem einnahmen).

Umbuchung, Reaktivierung und Stornierung der getMET-Fahrscheine war nicht möglich, der Sonderpreis wurde auch nicht nachträglich gewährt (d. h. nicht bei spontanen Fahrten und der damit verbundenen Bezahlung an Bord). Wurde die Reise abweichend von der Zugbuchung am selben Tag in einem anderen MET-Zug durchgeführt, so musste der Differenzbetrag zum jeweiligen MET-Normalpreis (flexible Tickets) nachgezahlt werden, an einem anderen als dem gebuchten Reisetag verlor der getMET-Fahrschein seine Gültigkeit ganz.
Ursprünglich war geplant, den getMET-Tarif nur vom 1. September 2000 bis zum 30. Oktober 2000 anzubieten, im Verlauf der Aktion wurde der Angebotszeitraum dann jedoch in zwei Schritten zunächst bis zum 30. November 2000, später dann bis zum 31. Dezember 2000 verlängert.

### Lufthansa-Bonusmeilen für MET-Fahrten
Als weitere Parallele zur Luftfahrt (neben dem Servicekonzept an Bord) konnten Fahrgäste des Metropolitan ab dem 1. März 2001 Bonusmeilen für das Vielfliegerprogramm Miles & More der deutschen Fluggesellschaft Lufthansa erwerben. Hierbei handelte es sich zunächst um einen Modellversuch, der später jedoch bis auf weiteres dauerhaft etabliert wurde. Für eine einfache Fahrt im Metropolitan wurden dabei Kunden, die an diesem Programm teilnahmen (d. h. sofern sie im Besitz der entsprechenden Miles-&-More-Karte waren) 500 Meilen gutgeschrieben. Im Gegenzug konnte Bonusmeilen der Lufthansa ab diesem Zeitpunkt auch für eine Bahnfahrt in der ersten oder zweiten Klasse eingelöst werden.
Anfang April 2003 wurde bekannt, dass vier MET-Zugbegleiter sich selbst illegal in größerem Stil Bonusmeilen gutgeschrieben haben. Sie nutzten dazu die Punkte von Fahrgästen, die ihre Fahrkarten spontan an Bord des Zuges bezahlten, jedoch nicht im Besitz einer entsprechenden Miles-&-More-Karte der Lufthansa waren. Anfang Oktober 2003 gaben Lufthansa und Deutsche Bahn jedoch bekannt, diese Kooperation wegen zu geringer Inanspruchnahme zum 31. Dezember 2003 wieder zu beenden. Die am Programm teilnehmenden Kunden konnten ihre in den beiden Zügen gesammelten Meilen jedoch auch noch nach diesem Stichtag einlösen.

### Einführung der Area-Preise im September 2001
Bis zum 26. August 2001 gab es für jede Fahrt im Metropolitan drei verschiedene Preise: der höchste galt für die Relation Köln–Hamburg, der mittlere für Düsseldorf–Hamburg und der günstigste für Essen–Hamburg. Zum 27. August 2001 wurde diese Differenzierung nach Fahrtstrecke jedoch aufgehoben, ab diesem Zeitpunkt galt für alle drei möglichen Relationen ein einheitlicher Pauschalpreis, der sogenannte Area-Preis (dieses Prinzip wurde bereits im Vorjahr beim Sondertarif getMET erstmals testweise angewandt). Diese Tarifänderung hatte damals für Fahrgäste von und nach Essen (+ 17,0 %) bzw. Düsseldorf (+ 10,2 %) eine überproportional starke Preiserhöhung zur Folge, aber auch der Grundpreis für die Gesamtstrecke Köln–Hamburg erhöhte sich damit (+ 4,0 %).

### Einführung ermäßigter Rückfahrkarten im August 2001
Gleichzeitig mit den relationsunabhängigen Pauschalpreisen (Area-Preise) wurden auch ermäßigte Rückfahrten eingeführt, diese wurden unter den Namen
- Return Special (mit rund 20 % Ermäßigung) und
- Weekend Special (mit rund 30 % Ermäßigung, früheste Rückfahrt am Sonntag nach Reiseantritt, d. h. zwischen Hinfahrt und Rückfahrt musste immer eine Nacht von Samstag auf Sonntag liegen) vermarktet. Die beiden Angebote waren zuggebunden und kontingentiert, darüber hinaus mussten die beiden Angebote mindestens zwei (Return Special) bzw. fünf Tage (Weekend Special) vor Reiseantritt gebucht werden. Sie waren (wie alle anderen Tarife ab diesem Zeitpunkt) bereits von Beginn an als Area-Preise gestaltet worden, d. h. auch beim Return Special und beim Weekend Special galt ein einheitlicher Preis für alle drei möglichen Metropolitan-Relationen:

| Return Special (jeweils Hin- und Rückfahrt)         | Club, Office, Silence | Club, Office, Silence | Traveller         | Traveller        |
|                                                     | ohne BahnCard         | mit BahnCard          | ohne BahnCard     | mit BahnCard     |
| --------------------------------------------------- | --------------------- | --------------------- | ----------------- | ---------------- |
| ab 27. August 2001 (Einführung Return Special)      | 330 DM                | 247 DM                | X                 | X                |
| ab 1. September 2001 (Einführung Traveller)         | 330 DM                | 247 DM                | 220 DM            | 165 DM           |
| ab 1. Januar 2002 (Euro-Umstellung)                 | 168 € (328,58 DM)     | 126 € (246,44 DM)     | 112 € (219,05 DM) | 84 € (164,29 DM) |
| ab 27. Mai 2002                                     | ?                     | ?                     | ?                 | ?                |
| ab 1. April 2004 (bis zur Einstellung im Dez. 2004) | ?                     | ?                     | ?                 | ?                |

| Weekend Special (jeweils Hin- und Rückfahrt)        | Club, Office, Silence | Club, Office, Silence | Traveller        | Traveller        |
|                                                     | ohne BahnCard         | mit BahnCard          | ohne BahnCard    | mit BahnCard     |
| --------------------------------------------------- | --------------------- | --------------------- | ---------------- | ---------------- |
| ab 27. August 2001 (Einführung Return Special)      | 289 DM                | 216 DM                | X                | X                |
| ab 1. September 2001 (Einführung Traveller)         | 289 DM                | 216 DM                | 192 DM           | 145 DM           |
| ab 1. Januar 2002 (Euro-Umstellung)                 | 147 € (287,51 DM)     | 110 € (215,14 DM)     | 98 € (191,67 DM) | 74 € (144,73 DM) |
| ab 27. Mai 2002                                     | ?                     | ?                     | ?                | ?                |
| ab 1. April 2004 (bis zur Einstellung im Dez. 2004) | ?                     | ?                     | ?                | ?                |

Fußnoten:
1. 1 2 3 4  
Ab dem 30. September 2002 wurde in den Bereichen Club, Office und Silence nur noch eine BahnCardFirst als Ermäßigungsgrund anerkannt. Mit BahnCards der zweiten Klasse konnte ab diesem Zeitpunkt nur noch in der Kategorie Traveller eine Ermäßigung erzielt werden.

### Einführung der Probierpreise im Mai 2003
Um die auch nach Einführung der Traveller-Kategorie weiterhin unwirtschaftliche Auslastung des MET noch weiter zu steigern, führte die Metropolitan Express Train GmbH zum 1. Mai 2003 im Rahmen einer Preisoffensive sogenannte „Probierpreise“ in jeweils vier verschiedenen Preisstufen ein. War das Kontingent der Probierpreise in der günstigsten Kategorie bereits vergriffen, gab es weitere Kontingente zu drei höheren Tarifen, selbst die höchste Probierpreis-Stufe war jedoch immer noch deutlich günstiger als der flexible MET-Normaltarif. Die Probierpreise konnten nicht auf andere MET-Züge umgebucht werden, die Stornierung einer solchen Fahrkarte kostete 20 Euro (bei bestimmten Preisstufen war es also günstiger, das Ticket komplett verfallen zu lassen). Die ab dem 1. Mai 2003 gültigen Probierpreise wurden bis zur Einstellung des Metropolitan am 11. Dezember 2004 nicht mehr verändert:
|         | Club, Office, Silence | Club, Office, Silence | Traveller     | Traveller    |
|         | ohne BahnCard         | mit BahnCard          | ohne BahnCard | mit BahnCard |
| ------- | --------------------- | --------------------- | ------------- | ------------ |
| Stufe 1 | 29,90 €               | 22,40 €               | 19,90 €       | 14,90 €      |
| Stufe 2 | 49,90 €               | 37,40 €               | 39,90 €       | 29,90 €      |
| Stufe 3 | 69,90 €               | 52,40 €               | 49,90 €       | 37,40 €      |
| Stufe 4 | 89,90 €               | 67,40 €               | 59,90 €       | 44,90 €      |

Fußnoten:
1. 1 2 3 4  
In den Bereichen Club, Office und Silence wurde nur eine BahnCardFirst (= BahnCard für die erste Klasse) als Ermäßigungsgrund anerkannt. Mit BahnCards der zweiten Klasse konnte hingegen nur in der Kategorie Traveller eine Ermäßigung erzielt werden (diese Regelung wurde bereits zum 30. September 2002 eingeführt, also noch vor der Einführung der Probierpreise).

Mit diesen limitierten Sondertarifen versuchte man, auf die zunehmende Konkurrenz der Billigfluggesellschaften zu reagieren, für den Einführungstag der neuen Probierpreise wurden im Rahmen einer Werbeaktion sogar 1000 Fahrkarten gänzlich kostenlos zur Verfügung gestellt (sie galten nur am 1. Mai 2003 und waren sowohl über das Internet als auch an den regulären Schaltern der Deutschen Bahn buchbar). Die Probierpreise wurden zunächst testweise für nur zwei Monate (Mai und Juni 2003) eingeführt, diese Testphase wurde jedoch später um weitere zweieinhalb Monate (1. Juli bis 14. September 2003) verlängert. Am 1. September 2003 gab die Metropolitan Express Train GmbH dann schließlich bekannt, dass die Probierpreise auch nach dem 14. September 2003 angeboten würden und zudem dauerhaft in das Tarifsystem des Metropolitan integriert werden.
Ab dem 1. April 2004 (zu diesem Stichtag wurden die Fahrpreise der flexiblen Normalpreisfahrkarten erhöht) war der Erwerb eines Probierpreises mit einer noch größeren prozentualen Ersparnis verbunden, denn die Probierpreise wurden bis zur Einstellung des Metropolitan am 11. Dezember 2004 preislich nicht verändert.

### Schnittstellen zum DB-Tarifsystem
Mit den regulären Tarifsystem der DB waren die MET-Fahrscheine grundsätzlich nicht kompatibel, d. h. normale DB-Fahrscheine konnten nicht im Metropolitan genutzt werden; im Gegenzug waren Metropolitan-Fahrscheine auch nicht in den Zügen des Mutterkonzerns DB gültig. Fahrgäste, die im Vor- und Nachlauf zum Metropolitan weitere Züge benutzen wollten, mussten deshalb für ihre Gesamtstrecke bis zu drei verschiedene Fahrkarten lösen. Ausnahmen von dieser Grundregel gab es nur bei größeren Betriebsstörungen (z. B. Zugausfällen), in solchen Fällen wurden Fahrkarten ausnahmsweise und kulanzhalber auch wechselseitig anerkannt.
Eine Ausnahmeregelung gab es jedoch für Besitzer einer NetzCard (persönlich oder übertragbar) bzw. einer BahnCard 100 (welche die NetzCard ab dem 1. August 2003 ablöste, jedoch nur noch in einer nicht übertragbaren Version angeboten wurde), sie konnten den Metropolitan – allerdings nur gegen Zahlung eines zusätzlichen Aufpreises – auch mit ihrer netzweit gültigen DB-Fahrkarte benutzen. Dieser Aufpreis wurde mit den zusätzlichen Servicedienstleistungen an Bord begründet (Business Snack, Getränke, Tageszeitungen). Der Aufpreis war bereits von Beginn an von der tatsächlichen Fahrstrecke unabhängig, er war stets für alle drei möglichen Relationen gleich hoch:
| Aufpreise bei Vorlage einer NetzCard / BahnCard 100 | Club, Office, Silence | Traveller       |
| --------------------------------------------------- | --------------------- | --------------- |
| ab 1. August 1999 (Inbetriebnahme MET)              | 30 DM                 | X               |
| ab 1. September 2001 (Einführung Traveller)         | 30 DM                 | 20 DM           |
| ab 1. Januar 2002 (Euro-Umstellung)                 | 15 € (29,34 DM)       | 10 € (19,56 DM) |

Fußnoten:
1. ↑  
Ab dem 30. September 2002 wurden NetzCards der zweiten Klasse nur noch in der Traveller-Kategorie anerkannt, bei der später eingeführten BahnCard 100 galt diese Regelung bereits von Beginn an.

Ebenfalls Anspruch auf ermäßigte Metropolitan-Fahrscheine hatten außerdem Besitzer von Großkundenabonnements bzw. Nutzer des Großkundentarifs, des Weiteren hatten Metropolitan-Fahrgäste in den Wagenkategorien Office, Silence und Club in den Hauptbahnhöfen von Köln und Hamburg außerdem freien Zugang zur DB Lounge, die normalerweise nur Fahrgästen der ersten Klasse bzw. seit dem 15. Dezember 2002 auch Fahrgästen mit Vielfahrerstatus im Rahmen des Vielfahrerprogramms bahn.comfort zur Verfügung steht.

## Auszeichnungen und Zufriedenheit
Der Metropolitan erhielt drei Auszeichnungen für sein Design und den Service des Unternehmens:
- Im Januar 2000 erhielt der Metropolitan den Business Traveller Special Award 1999 für Service Excellence vom Geschäftsreisemagazin „Business Traveller“ für sein innovatives Konzept und exzellenten Service.
- Im Juni 2000 wurde der Metropolitan mit dem iF Product Design Award 2000 für herausragende Gestaltung in Kombination mit hervorragender Umweltverträglichkeit ausgezeichnet.
- Am 25. Juni 2001 verlieh das Designzentrum Nordrhein-Westfalen den Red Dot Design Award:product design – best of the best in Essen an den Architekten Meinhard von Gerkan[17] für das Design des Metropolitan-Interieurs.

Bei einer Befragung gaben neun von zehn Fahrgästen an, dass sie mit dem Metropolitan zufrieden waren. Darüber hinaus würden 97 % wieder mitfahren oder den Metropolitan weiterempfehlen.

## Kritik

### Preis- und Komfortsystem
- Immer wieder kritisiert wurde die Inkompatibilität des Metropolitan zum regulären Preis- und Tarifsystem des Mutterkonzerns DB. Von dieser fehlenden Kompatibilität besonders stark betroffen waren Stammkunden der DB, die Besitzer der sogenannten „alten“ BahnCard waren, sowie gleichfalls Besitzer der zum 1. August 2003 eingeführten BahnCard 50 (die aus der „alten“ BahnCard hervorgegangenen ist und ebenfalls 50 % Rabatt bot). Sie erhielten im Metropolitan abweichend vom ansonsten gewohnten Rabatt grundsätzlich nur 25 % Ermäßigung. Diese Stammkunden argumentierten immer wieder damit, dass die Metropolitan Express Train GmbH ja eigentlich eine hundertprozentige Tochtergesellschaft der DB AG war.
- Fahrgäste, die im Vor- und Nachlauf zum Metropolitan noch weitere Züge benutzen wollten, mussten wegen der fehlenden Durchtarifierung zwischen Mutter- und Tochtergesellschaft für ihre Gesamtstrecke bis zu drei verschiedene Fahrkarten lösen. Dadurch ging die auf längeren Strecken in der Regel gewährte Preisdegression verloren. Dies machte sich insbesondere ab Dezember 2002 negativ bemerkbar, da die DB zu diesem Zeitpunkt eine besonders stark ausgeprägte Preisdegression einführte.
- Gleichfalls negativ bemerkbar machte sich die Inkompatibilität der Tarifsysteme bei Fahrgästen, die einen der vergleichsweise selten verkehrenden Metropolitan-Züge nicht rechtzeitig erreichen konnten und stattdessen mit einem anderen Zug fahren wollten: Sie mussten ihre MET-Fahrkarte – trotz des in der Regel höheren Fahrpreises – zuerst stornieren und anschließend separat eine reguläre ICE- oder IC-Fahrkarte erwerben, da Metropolitan-Fahrkarten in den anderen Zügen der DB nicht gültig waren. Dieses Prozedere wurde von vielen betroffenen Fahrgästen als extrem bürokratisch und unflexibel empfunden.
- Viele potentielle Metropolitan-Fahrgäste konnten mit den verschiedenen Bezeichnungen der anfangs drei, später sogar vier verschiedenen Komfortbereiche nichts anfangen, weil sie das international übliche Zwei-Klassen-Schema gewohnt waren. Ein Großteil dieses Personenkreises konnte somit nicht oder nur sehr schwer einschätzen, welche Leistung für welchen Fahrpreis erwartet werden konnte. Dieser Faktor spielte auf der einzigen Metropolitan-Strecke Hamburg–Köln insbesondere deshalb eine große Rolle, weil auf dieser Relation die Muttergesellschaft DB Fernverkehr AG (mit dem Standardprodukt InterCity) und die Tochtergesellschaft Metropolitan direkt untereinander konkurrierten.
- Spätestens mit der Einführung der Metropolitan-Probierpreise zum 1. Mai 2003 geriet auch das Metropolitan-Preissystem selbst in die Kritik, weil es von vielen Betrachtern als unübersichtlich empfunden wurde. Für die einfache Fahrt gab es seither fünf verschiedene Fahrpreise in jeder der beiden Preiskategorien, für eine Hin- und Rückfahrt potenzierte sich diese Tarifvielfalt bereits auf bis zu 27 mögliche Fahrpreise in jeder der beiden Preiskategorien. Darüber hinaus wurden die besonders günstigen Probierpreise auch als reine Lockangebote kritisiert, die in der Realität nur sehr schwer oder gar nicht erhältlich waren.
- Parallel zur Einführung der günstigen Traveller-Kategorie sowie der verschiedenen Sondertarife wurden jedoch die flexiblen Normalpreise in den fünf Betriebsjahren im Zuge von vier verschiedenen Preiserhöhungen überproportional stark angehoben (im Vergleich zur Inflation beziehungsweise zu den Preiserhöhungen beim Mutterkonzern). So verteuerte sich etwa eine Fahrt über die Gesamtstrecke Köln–Hamburg zwischen der Einführung des Metropolitan zum 1. August 1999 und dem 1. April 2004 (letzte Preiserhöhung vor der Einstellung des Betriebes zum 11. Dezember 2004) um 29,3 % (von 180 DM auf 119 Euro). Noch größer waren die Preiserhöhungen auf den kürzeren Relationen Düsseldorf–Hamburg (36,9 % – von 170 DM auf 119 Euro) und Essen–Hamburg (45,5 % – von 160 DM auf 119 Euro). Ursache dafür war vor allem die Einführung der relationsunabhängigen Area-Preise zum 27. September 2001, die keine Rücksicht mehr auf die tatsächlich zurückgelegte Entfernung nahmen.

### Sonstige Kritik
- Häufig kritisiert wurde auch die übermäßige Verwendung von Anglizismen beim Metropolitan Express Train, diese Kritik traf außer dem Produkt-Eigennamen selbst auch auf einen Großteil aller anderen im Zusammenhang mit dem MET verwendeten Begriffe zu: Office, Silence, Traveller, Operation Supervisor, Return Special, Weekend Special, Business Snack, Metropolitan Guide, getMET-Tarif und Area-Preise. Insbesondere weniger sprachkundige ältere Fahrgäste hatten mit der Einordnung dieser Begriffe häufig Schwierigkeiten, auch wenn dieser Bevölkerungskreis nicht zur vorrangigen Zielgruppe der MET GmbH gehörte.
- Ein Teil der Fahrgäste empfand außerdem die in den beiden Zuggarnituren vorwiegend verwendeten Ledersitze als ungewohnt rutschig (dies betraf nicht die ehemalige Traveller-Kategorie [zuletzt zweite Klasse] in den Wagen 1 und 2 – in diesen beiden Wagen waren seit Sommer 2001 stoffbezogene Sitze eingebaut).

## Der Metropolitan als Testfeld für Innovationen der DB
Immer wieder nutzte die Muttergesellschaft DB Fernverkehr den Metropolitan dazu, um Neuerungen, insbesondere tarifliche Innovationen, zunächst im Rahmen eines kleinen und überschaubaren Kundenkreises zu testen, bevor diese dann (in veränderter Form) auf alle Züge von DB Fernverkehr ausgeweitet wurden.

### Tarifliche Innovationen im MET
- Im Metropolitan gab es bereits zur Betriebsaufnahme am 1. August 1999 die Möglichkeit – erstmals in Deutschland – Zugfahrten auch online zu buchen (bei der DB konnten zuvor lediglich Platzreservierungen, nicht jedoch die Fahrkarten selbst über das Internet gebucht werden), die Buchung erfolgte über die firmeneigene Homepage www.met.de. Zum 25. Oktober 1999 wurde dann schließlich auch bei der DB die Online-Buchungsmöglichkeit eingeführt, zunächst jedoch nur im Rahmen des mittlerweile wieder eingestellten Sonderangebots Surf & Rail. Sowohl bei den online gebuchten MET-Fahrkarten als auch bei den Surf-&-Rail-Tickets kam jedoch ein anderes Legitimationsverfahren zur Anwendung, als es bei den heutigen Online-Tickets üblich ist. Als Legitimation reichte in der Anfangszeit ein Personalausweis oder Reisepass, die Zugbegleiter führten Listen mit sich, auf welchen alle Buchungen für den jeweiligen Zug verzeichnet waren (Surf&Rail wurde nur für Fernverkehrszüge angeboten und war an die Benutzung eines bestimmten Zuges gebunden, genauso wie die MET-Tickets bedingt durch die Reservierungspflicht auch stets nur für einen bestimmten Zug gebucht werden konnten).
- Trotz hundertprozentiger Zugehörigkeit zum DB-Konzern wurde BahnCard-Besitzern im Metropolitan bereits von Beginn an (also schon zur Betriebsaufnahme am 1. August 1999) nur ein Rabatt von 25 % gewährt (statt der gewohnten 50-%-Ermäßigung im regulären Tarifsystem der DB). Diese geringere Rabattstufe hat die DB im Dezember 2002 dann vorübergehend auf ihr gesamtes Preissystem übertragen (bei im Gegenzug günstigeren Kaufpreisen für die damals eingeführte sogenannte „neue BahnCard“). Allerdings wurden ab dem 1. August 2003 (infolge massiver Fahrgastproteste) zwei verschiedene Rabattstufen angeboten, neben der im Metropolitan erprobten BahnCard-Ermäßigungsstufe von nur 25 % (mit der Mitte Dezember 2002 eingeführten „neuen BahnCard“, die später als BahnCard 25 dauerhaft etabliert wurde) auch wieder die altbekannte Ermäßigungsstufe von 50 % (mit der wieder eingeführten klassischen BahnCard, die seit dem 1. August 2003 unter dem neuen Namen BahnCard 50 vermarktet wird). Unabhängig davon galt im Metropolitan bis zu dessen Einstellung am 11. Dezember 2004 weiterhin nur die geringere Ermäßigungsstufe von 25 % (unabhängig davon, um welche BahnCard-Variante es sich handelte).
- Ab dem 1. März 2001 konnten Metropolitan-Fahrgäste (sowie darüber hinaus auch Fahrgäste der ersten Klasse in ICE-Sprintern) erstmals auch bei Zugfahrten Bonusmeilen für das Vielfliegerprogramm Miles & More der deutschen Fluggesellschaft Lufthansa erwerben. Dieser Modellversuch wurde zwar zum 31. Dezember 2003 wieder beendet, die Erfahrungen, die die DB AG durch diese Kooperation sammeln konnte, flossen jedoch später in den Aufbau zweier eigener Kundenbindungsprogramme ein. Aus dieser Partnerschaft zwischen Lufthansa und DB resultieren in erster Linie das zum 15. Dezember 2002 eingeführte Vielfahrerprogramm bahn.comfort (das dem Konzept der Miles-&-More-Statusmeilen entspricht) sowie ferner auch das zum 1. September 2005 gestartete Prämien-Programm bahn.bonus (das dem Konzept der Miles-&-More-Prämienmeilen entspricht).
- Die zum 27. August 2001 beim Metropolitan eingeführten Sonderangebote Return Special (20 % Ermäßigung, Zugbindung, nur bei Hin- und Rückfahrt, zwei Tage Vorausbuchung) und Weekend Special (30 % Ermäßigung, Zugbindung, nur bei Hin- und Rückfahrt, Wochenendbindung, fünf Tage Vorausbuchung) dienten als Vorbild für die im Dezember 2002 (zusammen mit der neuen BahnCard-Regelung) bundesweit eingeführten Sonderangebote Plan&Spar 25 (25 % Ermäßigung, Zugbindung, nur bei Hin- und Rückfahrt, drei Tage Vorausbuchung) und Plan&Spar 40 (40 % Ermäßigung, Zugbindung, nur bei Hin- und Rückfahrt, Wochenendbindung, sieben Tage Vorausbuchung). Darüber hinaus wurde auf die beiden Angebote Return Special und Weekend Special zusätzlich eine BahnCard-Ermäßigung von 25 % gewährt, auch diese erstmals im Metropolitan praktizierte Kombinationsmöglichkeit verschiedener Rabatte war ein wesentliches Merkmal des im Dezember 2002 eingeführten neuen DB-Preissystems.
- Bereits seit dem 30. September 2002 wurde in den MET-Bereichen Club, Office und Silence nur noch eine BahnCard First als Ermäßigungsgrund anerkannt. Mit BahnCards der zweiten Klasse konnte ab diesem Zeitpunkt nur noch in der Kategorie Traveller eine Ermäßigung erzielt werden. Diese Änderung wurde wenig später auf das gesamte Tarifsystem der DB übertragen, Fahrgäste mit einer BahnCard der zweiten Klasse bekamen fortan bei erste-Klasse-Fahrten gar keine Ermäßigung mehr (davor war dies zumindest anteilsmäßig möglich gewesen, die betreffenden Fahrgäste mussten lediglich die Differenz zwischen den beiden Wagenklassen voll entrichten, der Rabatt auf die zweite-Klasse-Fahrkarte blieb hingegen erhalten).
- Die zum 1. Mai 2003 im Metropolitan eingeführten Probierpreise (kontingentiert, Zugbindung, einfache Fahrt) dienten als Vorbild für die zunächst nur vorübergehend angebotenen bundesweiten Sondertarife Sommer-Spezial (1. Juli bis 31. August 2004), November-Sommer (1. November bis 11. Dezember 2004), Herbst-Spezial (4. November bis 9. Dezember 2005), Winter-Spezial (1. Februar bis 2. März 2006), Sommer-Spezial (15. Juli bis 31. August 2006) und Frühling-Spezial (4. April bis 15. Mai 2007). Zum 13. Juni 2007 wurden diese Angebote fest in das DB-Tarifsystem integriert (wie die Probierpreise beim Metropolitan), dieser Tarif wird seitdem unter dem Namen Dauer-Spezial (ab 29 Euro, darüber hinaus weitere Preisstufen bis maximal 69 Euro) vermarktet.

### Sonstige Innovationen im MET

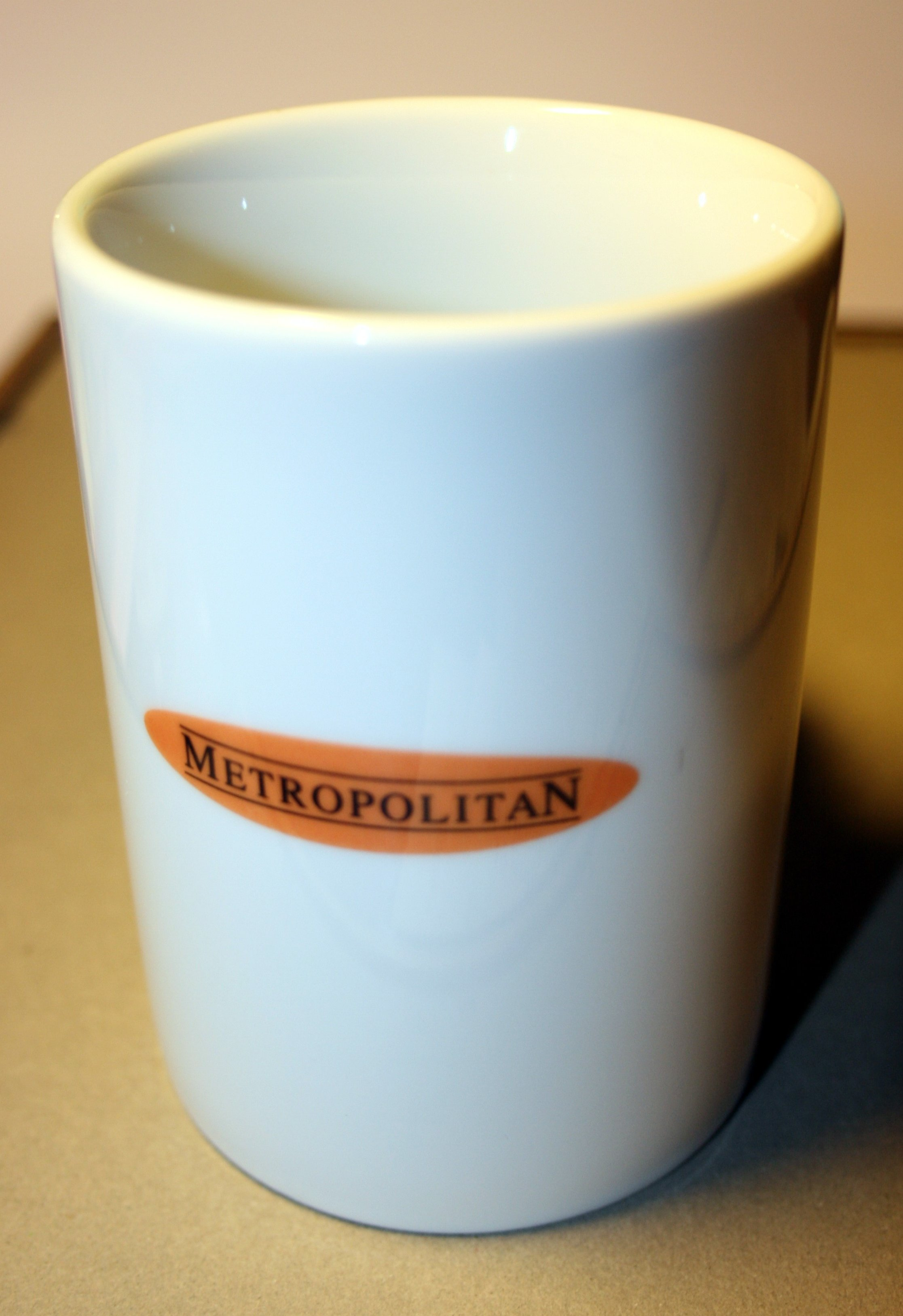
Tasse im Metropolitan-Design

- Die für die Metropolitan-Bereiche Club, Office und Silence typische „Am-Platz-Bedienung“ mit Mahlzeiten durch das Zugbegleitpersonal wurde später in allen Zügen von DB Fernverkehr angeboten (ebenfalls nur in der ersten Klasse). Im Gegensatz zum Metropolitan jedoch nur auf Wunsch und nur gegen gesonderte Bezahlung, während beim Metropolitan eine kleine Mahlzeit bereits im Fahrpreis inbegriffen war.
- Seit der Umwandlung des Wagens 3 (Office-Kategorie) in einen reinen Nichtraucherwagen zum 1. September 2001 (gleichzeitig mit Einführung der Traveller-Kategorie) wurde im Metropolitan auch eine Nichtraucherbar angeboten. Zum 1. Oktober 2006 wurde schließlich in allen BordBistros der DB AG ein Rauchverbot eingeführt, das anschließend auf alle Wagen ausgeweitet wurde.

## Geschäftsdaten der MET GmbH
| Geschäftsjahr | Eigenkapital in Mio. € | Umsatz in Mio. € | Umsatzveränderung gegenüber Vorjahr in % | Mitarbeiter am 31.12. |
| ------------- | ---------------------- | ---------------- | ---------------------------------------- | --------------------- |
| 1999          | 4,3                    | 5,6              | entfällt                                 | 11                    |
| 2000          | 4,3                    | 16,0             | 184,2                                    | 11                    |
| 2001          | 4,3                    | 18,8             | 17,7                                     | 12                    |
| 2002          | 4,4                    | 20,6             | 9,8                                      | 11                    |
| 2003          | 4,4                    | 16,1             | −22,1                                    | 12                    |
| 2004          | k. A.                  | k. A.            | k. A.                                    | k. A.                 |

Fußnoten:
1. ↑  
In dieser Tabelle sind nur die Mitarbeiter der Zentrale in Bad Homburg (Verwaltung, Callcenter) erfasst, nicht jedoch das Betreuungspersonal an Bord des Zuges bzw. die Triebfahrzeugführer (beim Metropolitan gleichzeitig auch Zugführer).
2. ↑  
Für das letzte Betriebsjahr ihrer Tochtergesellschaft hat die DB keinerlei Geschäftsdaten mehr bekannt gegeben (Geschäftsbericht 2004, veröffentlicht im Frühjahr 2005), zum Zeitpunkt der Bilanzerstellung war die MET GmbH bereits abgewickelt.

## Niedergang und Ende der Metropolitan Express Train

### Mangelhafte Auslastung und Verluste

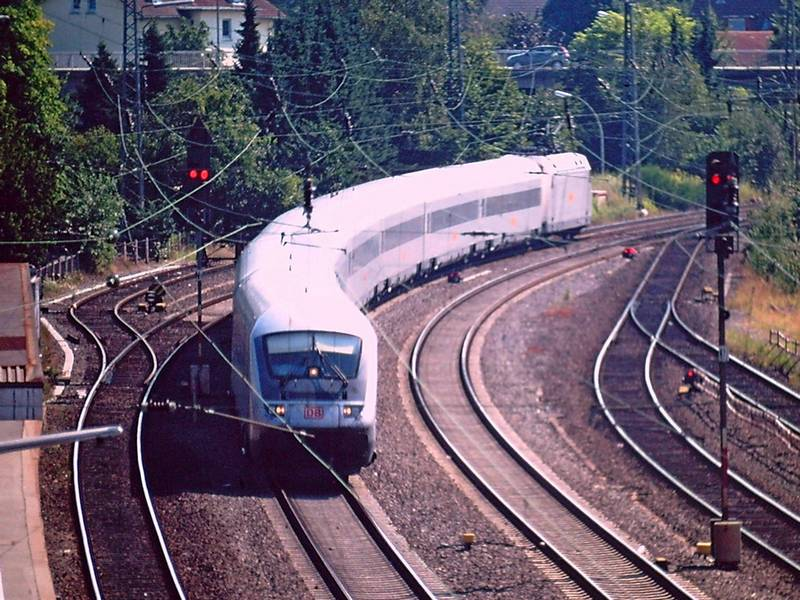
Der Metropolitan in der alten, silbergrauen Farbgebung am 9. August 2004 in Buchholz (Nordheide), von der Güterstrecke aus Maschen kommend

Der Metropolitan war in allen fünf Betriebsjahren aus Sicht des Betreibers nur sehr mangelhaft ausgelastet, die Auslastung lag stets weit unter der durchschnittlichen Auslastung der regulären Fernverkehrszüge des Mutterkonzerns DB. Rund zwei Monate nach Aufnahme des Betriebes erreichten zwar die Metropolitan-Verbindungen am Montagmorgen und am Freitagnachmittag Auslastungen zwischen 50 und 60 Prozent, in der wöchentlichen Gesamtbetrachtung erreichten die Züge jedoch nur eine vergleichsweise geringe durchschnittliche Auslastung von rund 30 Prozent. Im Verlaufe der ersten zwei Betriebsjahre stieg die Gesamtauslastung dann auf durchschnittlich 35 bis 40 Prozent an (Stand Sommer 2001), damit lag sie jedoch auch weiterhin weit unter der Wirtschaftlichkeitsgrenze, lediglich an Messetagen konnte eine befriedigende Auslastung erreicht werden. Einen Rückschlag bei den Fahrgastzahlen gab es im ersten Quartal 2003, damals verlor der Metropolitan nach Angaben der DB „jeden vierten Fahrgast“, die DB machte für diese Entwicklung die konkurrierenden Billigfluggesellschaften verantwortlich. Die Deutsche Bahn veröffentlichte in der Regel keine exakten Angaben über die Höhe des Verlustes ihrer Tochtergesellschaft, dennoch wurde publik, dass der Luxuszug in keinem der fünf Geschäftsjahre wirtschaftlich betrieben werden konnte. Lediglich für das Jahr 2003 ist bekannt, dass der Metropolitan bei einem Gesamtumsatz von 16,1 Millionen Euro einen Verlust in Höhe von 3,8 Millionen Euro eingefahren hat.

### Einstellung der Zuggattung Metropolitan
Auf der Bilanzpressekonferenz am 16. August 2004 bestätigte die Deutsche Bahn einen Medienbericht, wonach das Metropolitan-Konzept eingestellt werden solle. Ein konkretes Datum habe zu diesem Zeitpunkt noch nicht festgestanden. Als Gründe für die Einstellung des Angebots gelten die geringe Auslastung und mangelnde Wirtschaftlichkeit. Laut einem Medienbericht hatte die Metropolitan Express Train GmbH im Jahr 2003 bei einem Umsatz von 21,3 Millionen Euro einen Verlust von 3,8 Millionen Euro eingefahren. Die durchschnittliche Auslastung habe statt geplanter 50 bei nur rund 35 Prozent gelegen. Man betrieb die Züge jedoch noch bis zum nächsten regulären Fahrplanwechsel weiter. Der letzte Betriebstag der Züge als Zuggattung und unter Führung der Betreibergesellschaft Metropolitan war Samstag, der 11. Dezember 2004. Wie schon beim früheren Versuch, den TEE Rheingold (als reinen Erste-Klasse-Zug) wieder aufleben zu lassen (bis 1987), scheiterte die DB erneut mit einem exklusiven Zugangebot. Auch die zahlreichen Angebotsoffensiven der Jahre 2001 (Einführung der günstigen Traveller-Kategorie, Einführung von günstigen Rückfahrkarten) bzw. 2003 (Einführung der besonders günstigen Probierpreise) konnten den Niedergang des Metropolitan-Züge nicht aufhalten. Insbesondere die ebenfalls in dieser Zeit stark boomenden Billigfluggesellschaften machten alle Bemühungen zunichte, die Auslastung zu steigern.
Die getakteten Verbindungen des Metropolitan wurden in den frühen Morgenstunden durch je einen ICE Sprinter von Hamburg nach Köln (und umgekehrt) ersetzt. Die ICE-Sprinter waren mit einem Normalpreis von 122 Euro (Stand Dezember 2004) in der ersten Klasse ähnlich teuer und mit einer Fahrzeit von 3:30 h ähnlich schnell wie der Metropolitan. Weitere Parallelen: Auch die ICE-Sprinter waren reservierungspflichtig, auch war eine kleine Mahlzeit im Fahrpreis inbegriffen. Die übrigen drei Metropolitan-Verbindungen (vormittags, nachmittags, abends) wurden jedoch nicht explizit ersetzt, Fahrgäste dieser drei Zugpaare mussten fortan wieder auf das reguläre Fernverkehrsangebot der Bahn ausweichen.

## Weiternutzung der Zuggarnituren
Nach ersten Überlegungen sollten die beiden Züge „konserviert“ abgestellt werden. Die Muttergesellschaft (DB Fernverkehr) entschied sehr kurzfristig jedoch anders. Um die relativ jungen Züge auch weiterhin im Fernverkehr nutzen zu können, wurden sie wenige Tage vor Einstellung des Metropolitan an die übrigen Fernverkehrswagen der DB angepasst. Sie erhielten z. B. reguläre Klassenbezeichnungen, rote DB-Logos (statt der MET-Logos), Einsteckschilder für Reservierungszettel sowie Halterungen für Zuglaufschilder aus Plastik in den Türfenstern.
An der hochwertigen Inneneinrichtung der beiden Züge wurde jedoch nichts verändert, anhand dieser ließ sich auch bis zur Abstellung sofort erkennen, dass es sich um besondere Züge handelte. Der ehemalige Traveller-Bereich (Wagen 1 und 2) erstreckte sich seither ausschließlich über die zweite Klasse, die ehemaligen Silence-, Office- und Club-Wagen wurden damals auf die beiden Wagenklassen aufgeteilt (zweite Klasse = Wagen 3, 4 und 5; erste Klasse = Wagen 6 und 7). Die Bar im Wagen 3 wurde geschlossen, die verbleibende Bar im Wagen 6 (erste Klasse) wurde seitdem als „BordBistro“ bezeichnet und war Fahrgästen beider Wagenklassen zugänglich. Zwischen den Wagen 3, 4 und 5 (zweite Klasse) und den Wagen 6 und 7 (erste Klasse) gab es keinerlei bauliche Komfortunterschiede, die beiden Bereiche waren nur am zusätzlichen Service in der ersten Klasse und an den kleinen Ziffern der Zwischentüren zu erkennen, nicht jedoch an der Innenraumgestaltung.

### Einsatz von Dezember 2004 bis Juni 2005
Bereits am Tag nach der Einstellung des Metropolitan wurden die beiden Garnituren als ICE eingesetzt. Die Verwendung lokbespannter Züge im ICE-Verkehr stellte dabei ein Novum dar (zuvor wurden in Deutschland nur Triebzüge bzw. Triebwagen als ICE eingesetzt). Die beiden Garnituren wurden vom Bahnbetriebswerk Hamburg-Eidelstedt zum Bahnbetriebswerk Berlin-Rummelsburg umbeheimatet (Hamburg wurde von den beiden Garnituren fortan nicht mehr planmäßig angefahren, eine weitere Stationierung in Hamburg-Eidelstedt wäre mit zahlreichen Leerfahrten verbunden gewesen). Mit den beiden Zügen wurden ab dem 12. Dezember 2004 folgende Zugleistungen von DB Fernverkehr gefahren:
| Nummer   | von                        | Abfahrt | nach                       | Ankunft | Tag       |
| -------- | -------------------------- | ------- | -------------------------- | ------- | --------- |
| ICE 1745 | Düsseldorf Hbf             | 13:37   | Berlin Zoologischer Garten | 19:20   | mo–so     |
| ICE 1746 | Berlin Zoologischer Garten | 16:37   | Köln Hbf                   | 22:46   | mo–fr, so |
| ICE 1747 | Köln Hbf                   | 05:11   | Berlin Zoologischer Garten | 11:16   | mo–so     |
| ICE 1748 | Berlin Zoologischer Garten | 06:41   | Düsseldorf Hbf             | 12:32   | mo–so     |

Für die neuen Einsätze wurden die beiden Garnituren Anfang 2005 umlackiert.
Trotz ihres Einsatzes als ICE fuhren die beiden Zuggarnituren zunächst nach wie vor nirgendwo schneller als 200 km/h, denn keiner der von den vier betreffenden ICE-Zügen befahrenen Streckenabschnitte war für Geschwindigkeiten über 200 km/h ausgebaut bzw. zugelassen.

### Umlackierung im Januar 2005

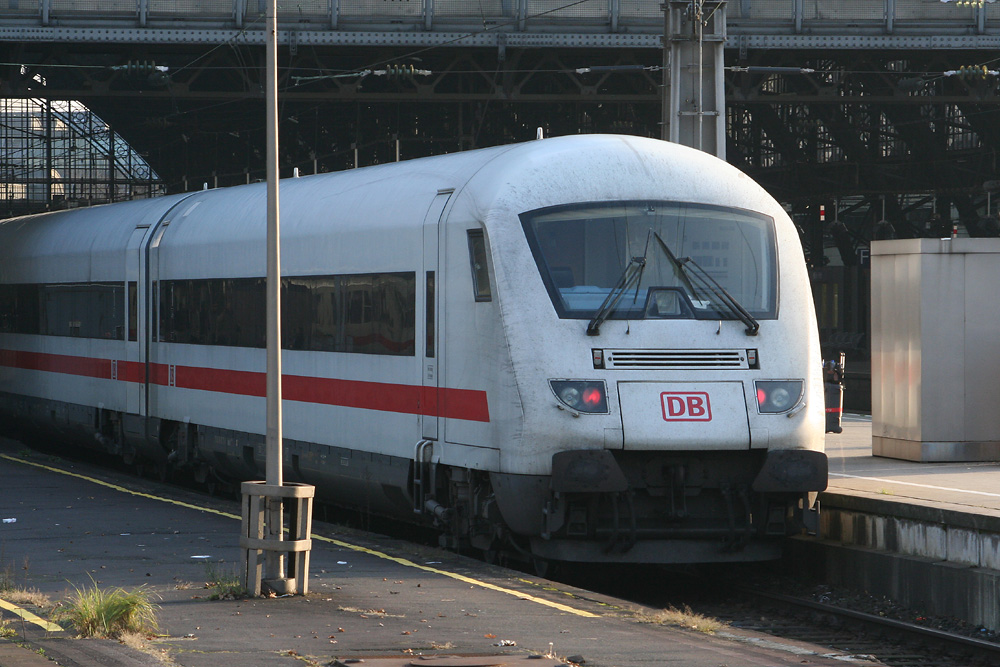
Köln Hbf: eine ehemalige MET-Zuggarnitur im Einsatz als Intercity

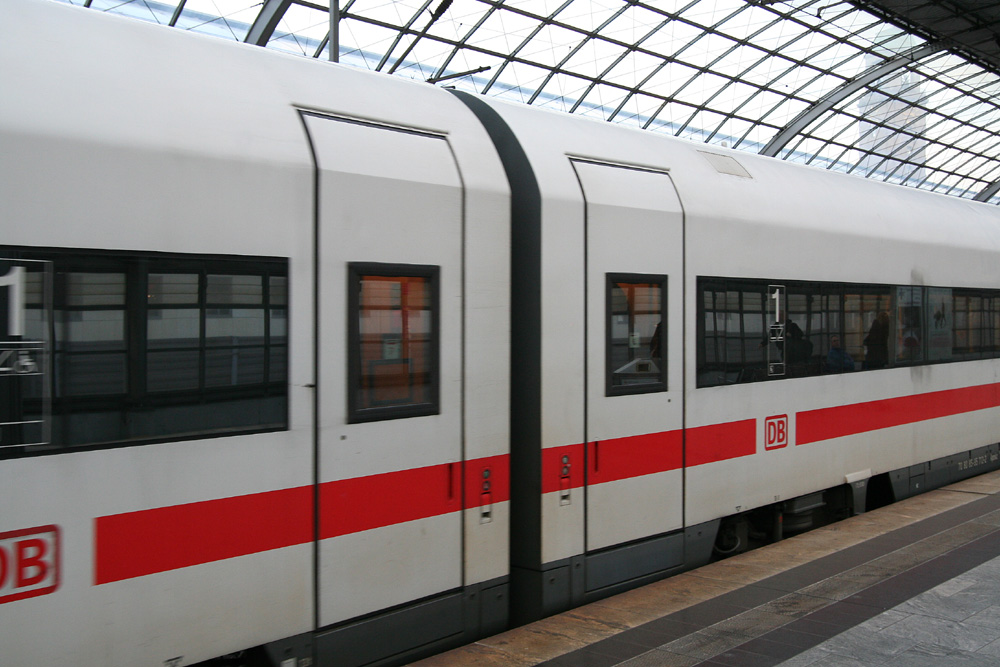
Seitenansicht zweier ehemaliger MET-Wagen, die Bauform der Türen unterscheidet sich deutlich von einem regulären IC oder ICE

Zwischen dem 3. und dem 29. Januar 2005 wurden die beiden Wagengarnituren im Ausbesserungswerk Neumünster in das reguläre Farbschema der Zuggattungen IC bzw. ICE umlackiert (zunächst der Triebzug 930 bis zum 15. Januar, danach der Triebzug 931 ab dem 16. Januar), das heißt am 15.  Januar 2005 war zum letzten Mal ein Zug planmäßig im Metropolitan-Design im Einsatz, am 16. Januar 2005 erfolgte der erste planmäßige Einsatz eines umlackierten Zuges. Die beiden Garnituren präsentierten sich seit Januar 2005 somit wie alle anderen Züge von DB Fernverkehr in der Grundfarbe lichtgrau, diese wurde durch einen umlaufenden roten Zierstreifen ergänzt (in Form einer Bauchbinde). Während der Umlackierungsaktion (vom 3. bis zum 29. Januar 2005) wurden die Züge ICE 1745 und 1748 durch konventionelle ICEs ersetzt, zunächst durch einen ICE 1 (vom 3. bis zum 22. Januar 2005), danach durch einen ICE 2 (vom 22. bis zum 29. Januar 2005). Die anderen beiden Züge (ICE 1746 und 1747) verkehrten hingegen auch während der Umlackierungsphase mit einer der beiden ehemaligen MET-Garnituren. Auch die beiden Stammlokomotiven 101 130 und 131 erhielten damals die verkehrsrote Standard-Farbgebung, sie wurden jedoch im Ausbesserungswerk Dessau umlackiert.
Seit der Umlackierung unterschieden sich die beiden Wagenzüge auf den ersten Blick kaum noch von einem normalen IC oder ICE, sie waren deshalb für Laien von außen nicht mehr als besondere Züge zu erkennen. Die Wagen trugen seitdem das ICE-typische durchgehende schwarze Fensterband, unterschieden sich aber vom ICE-Erscheinungsbild durch die quadratischen Fenster der Einstiegstüren (mit den typischen dicken schwarzen Rahmen). Unterscheidungsmerkmale zu den InterCity waren die fehlenden grauen Flächen auf den Dächern und rund um die Frontscheibe des Steuerwagens. Im Zuge der Umlackierung wurden ferner die selbstreinigenden Toiletten mit drehbarem Toilettensitz durch Standardmodelle ersetzt.

### Einsatz von Juni 2005 bis Dezember 2005
Schon nach sechs Monaten, zum kleinen Fahrplanwechsel am 12. Juni 2005, wurden die mit den Metropolitan-Garnituren gefahrenen Züge jedoch zu normalen InterCitys herabgestuft, auch die gefahrenen Zugleistungen bzw. deren Streckenverläufe änderten sich teilweise:
| Nummer  | von            | Abfahrt | nach           | Ankunft | Tag       |
| ------- | -------------- | ------- | -------------- | ------- | --------- |
| IC 1744 | Leipzig Hbf    | 10:38   | Dortmund Hbf   | 15:29   | mo–fr, so |
| IC 1745 | Düsseldorf Hbf | 13:37   | Leipzig Hbf    | 19:18   | mo–fr, so |
| IC 1745 | Düsseldorf Hbf | 13:37   | Magdeburg      |         | sa        |
| IC 1748 | Dresden Hbf    | 05:08   | Düsseldorf Hbf | 12:32   | mo–fr     |
| IC 1748 | Leipzig        |         | Düsseldorf Hbf | 12:32   | sa        |
| IC 1748 | Magdeburg      |         | Düsseldorf Hbf | 12:32   | so        |
| IC 1749 | Dortmund Hbf   | 16:28   | Dresden        | 22:55   | mo–do, so |
| IC 1749 | Leipzig        |         | Dresden        | 22:55   | fr        |

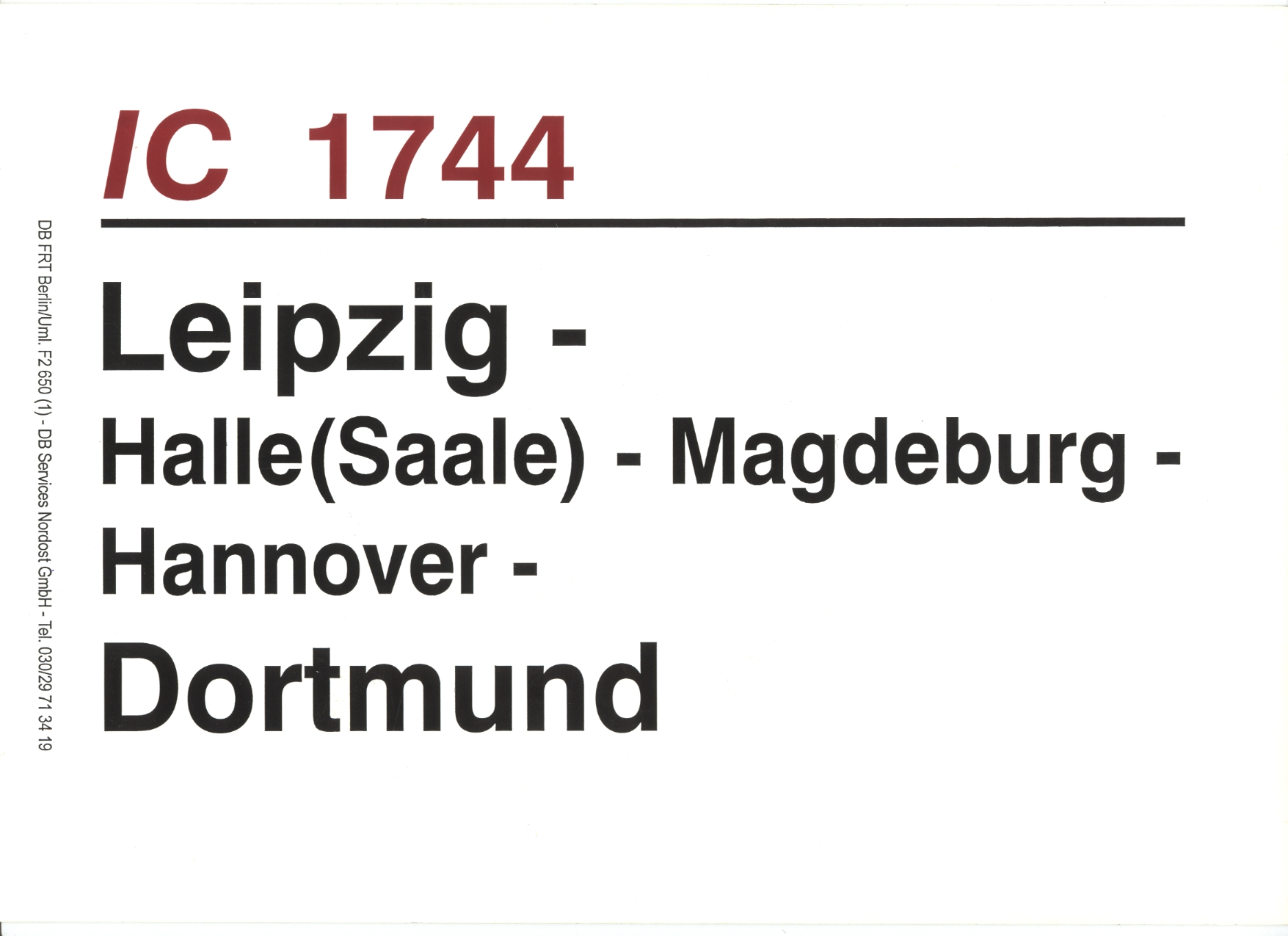
Zuglaufschild des IC 1744 im Juni 2005

Problematisch in dieser Fahrplanperiode war die Tatsache, dass die beiden Zuggarnituren ihr Heimatbetriebswerk Berlin-Rummelsburg mit keinem der beiden Zugpaare erreichten. Die Folge waren umfangreiche und unwirtschaftliche Leerfahrten, die als sogenannte „Leerreisezüge“ (Lr) durchgeführt wurden (auf diese Weise wurde gewährleistet, dass jede der beiden Garnituren nach spätestens zwei Tagen dennoch ihr Heimatbetriebswerk erreichte):
| Nummer   | von                | Abfahrt | nach               | Ankunft | Tag       |
| -------- | ------------------ | ------- | ------------------ | ------- | --------- |
| Lr 75748 | Berlin-Rummelsburg | 06:01   | Magdeburg Hbf      | 07:57   | sonntags  |
| Lr 75823 | Magdeburg Hbf      | 18:01   | Berlin-Rummelsburg | 19:31   | samstags  |
| Lr 75744 | Berlin-Rummelsburg | 07:57   | Leipzig Hbf        | 10:28   | mo–fr, so |
| Lr 75821 | Leipzig Hbf        | 19:38   | Berlin-Rummelsburg | 21:44   | mo–fr, so |

### Einsatz von Dezember 2005 bis Mai 2006
Ab Mitte Dezember 2005 änderte sich das Einsatzkonzept völlig: Die beiden Garnituren wurden jetzt wieder als ICE eingesetzt, dafür wurden sie jedoch nur für Wochenend-Verstärkerzüge benutzt (von Montagvormittag bis Freitagnachmittag waren beide Garnituren abgestellt). Die beiden Züge kamen jetzt erstmals planmäßig nach Kassel und Frankfurt am Main, außerdem (wie zu früheren Metropolitan-Zeiten) wieder nach Hamburg und Köln. Im Jahresfahrplan 2006 wurden folgende Angebote mit den ehemaligen Metropolitan-Zügen gefahren:
| Nummer   | von               | Abfahrt | nach              | Ankunft | Tag      |
| -------- | ----------------- | ------- | ----------------- | ------- | -------- |
| ICE 1842 | Berlin Ostbahnhof | 14:10   | Köln Hbf          | 19:14   | freitags |
| ICE 1943 | Köln Hbf          | 16:38   | Berlin Zoo        | 21:52   | sonntags |
| ICE 1891 | Hannover Hbf      | 15:10   | Frankfurt(M)Hbf   | 17:50   | freitags |
| ICE 1892 | Frankfurt(M)Hbf   | 18:22   | Berlin Ostbahnhof | 23:06   | freitags |
| ICE 1891 | Berlin Ostbahnhof | 12:52   | Frankfurt(M)Hbf   | 17:50   | sonntags |
| ICE 1872 | Frankfurt(M)Hbf   | 18:22   | Hamburg-Altona    | 23:06   | sonntags |
| ICE 1991 | Hamburg Altona    | 07:42   | Berlin Zoo        | 10:12   | montags  |

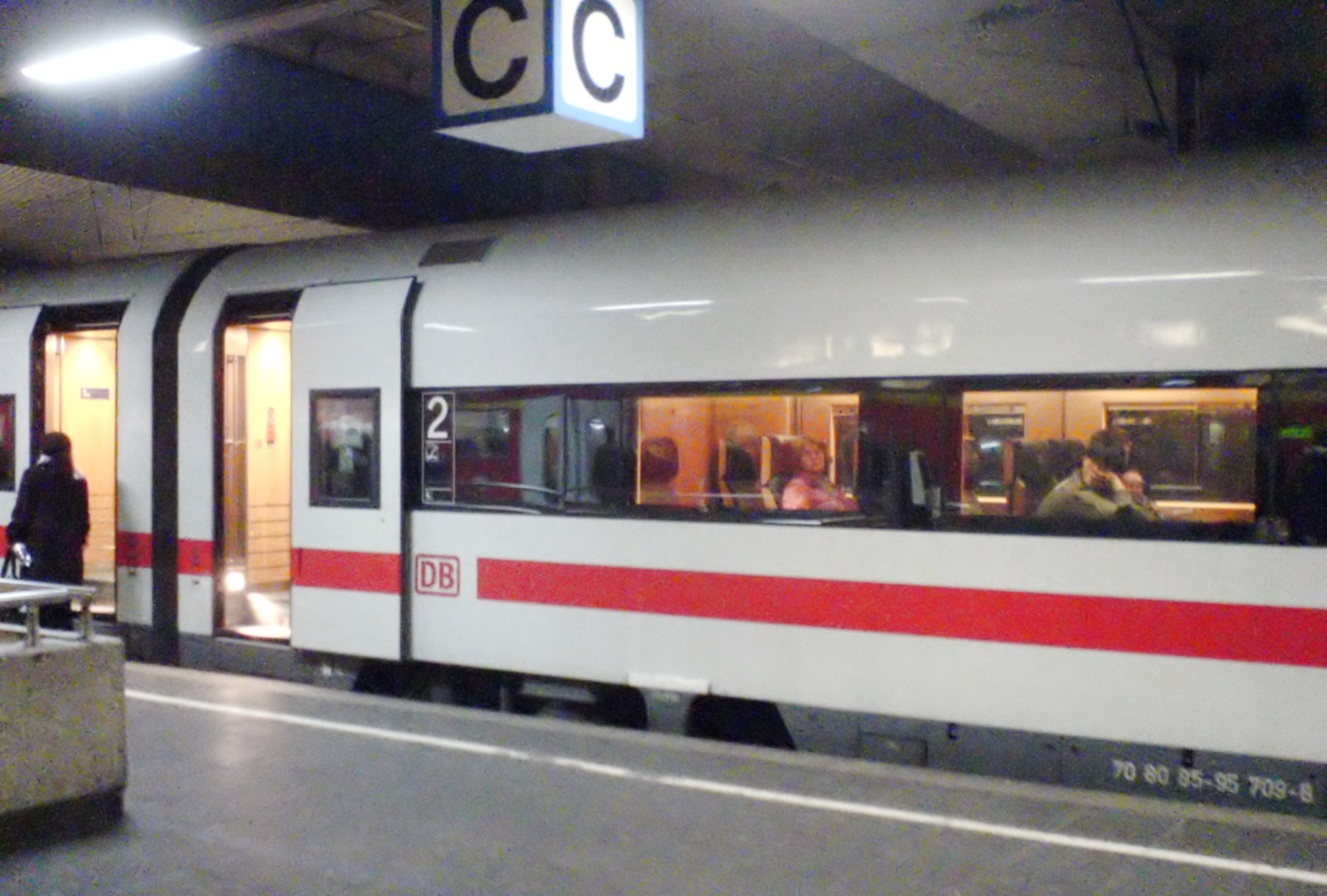
Wagen des Metropolitan im März 2006 in Düsseldorf

Die dazugehörigen Lokomotiven der Baureihe 101 wurden jedoch in größeren Umläufen verplant – in den Zeiten, in denen die beiden Wagengarnituren nicht eingesetzt wurden, bespannten sie andere Züge.

### Einsatz von Mai 2006 bis Dezember 2006
Mit der Inbetriebnahme des neuen Berliner Hauptbahnhofs änderten sich Ende Mai 2006 auch die Fahrpläne der beiden Metropolitan-Garnituren. Es wurde weiterhin nur am Wochenende gefahren. Dienstags bis donnerstags sowie samstags blieben die Züge abgestellt. Die Fahrleistungen gingen jedoch im Vergleich zur vorangegangenen Fahrplanperiode geringfügig zurück. Die Züge verkehrten als Intercity; eine Ausnahme bildete jedoch der 1992, der als Intercity-Express eingesetzt wurde.

Zuglaufschild des ICE 1992, der nur montags verkehrte

| Nummer   | von                | Abfahrt | nach               | Ankunft | Tag      |
| -------- | ------------------ | ------- | ------------------ | ------- | -------- |
| IC 1842  | Berlin             |         | Köln Hbf           | 19:14   | freitags |
| IC 1943  | Köln Hbf           | 16:38   | Berlin             |         | sonntags |
| IC 1891  | Hannover Hbf       | 15:10   | Frankfurt/Main Hbf | 17:50   | freitags |
| IC 1892  | Frankfurt/Main Hbf | 18:22   | Berlin             |         | freitags |
| IC 1891  | Berlin             |         | Frankfurt/Main Hbf | 17:50   | sonntags |
| IC 1892  | Frankfurt/Main Hbf | 18:22   | Berlin             |         | sonntags |
| ICE 1992 | Berlin Südkreuz    | 06:52   | Hamburg-Altona     | 09:04   | montags  |

### Einsatz von Dezember 2006 bis Dezember 2009

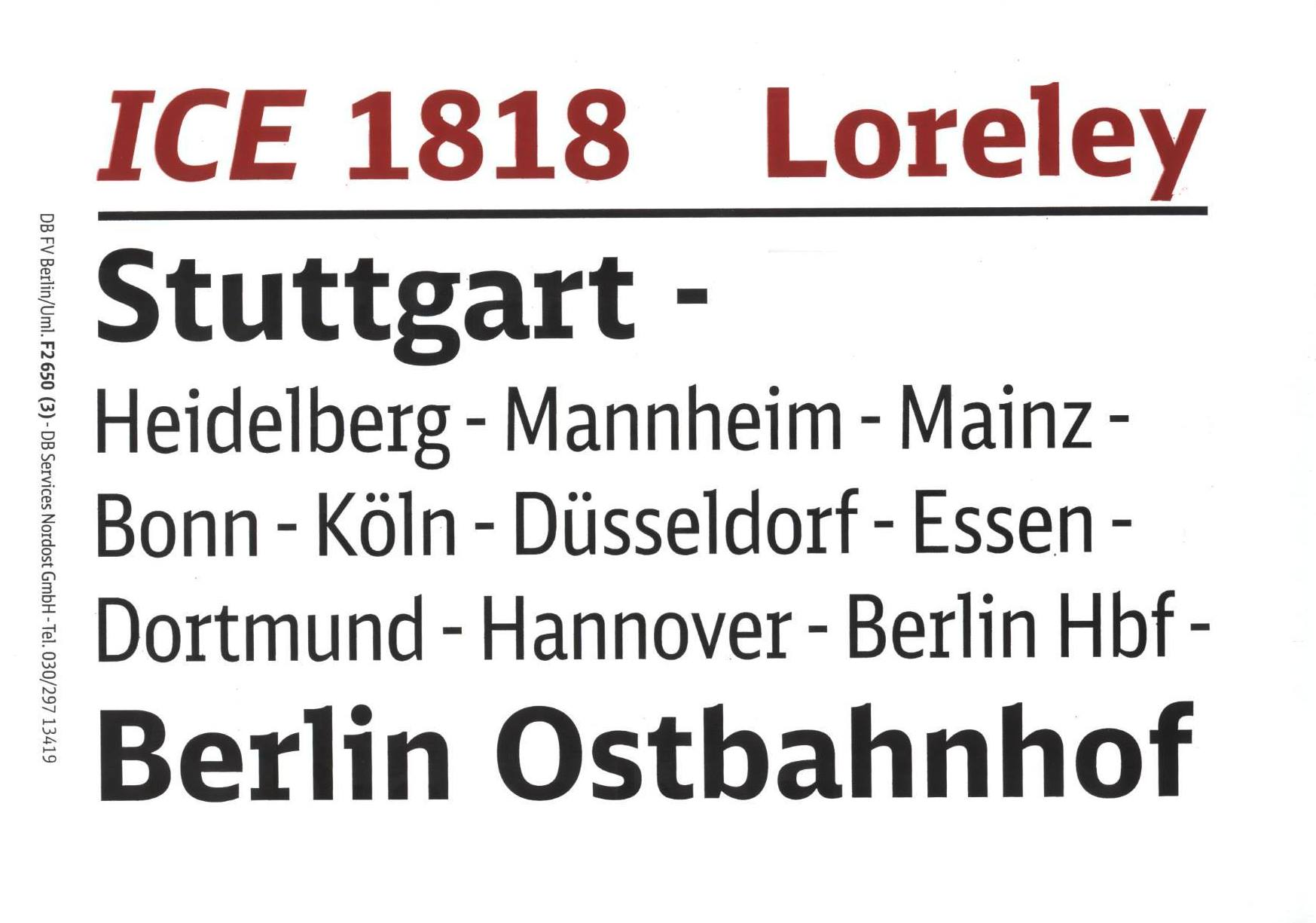
Zuglaufschild des IC 1818 „Loreley“, das fälschlicherweise als ICE-Zug dargestellt wurde

Zum Fahrplanwechsel im Dezember 2006 gab es kurzfristig keinen erneuten Wechsel der Zuggattung. Diese Entscheidung wurde jedoch vergleichsweise kurzfristig getroffen, denn noch im Februar 2007 waren die betreffenden Züge auf den Zuglaufschildern fälschlicherweise als ICE gekennzeichnet, auch auf den elektronischen Abfahrtstafeln einiger Bahnhöfe wurden sie als ICE angezeigt. Mit dem IC-Zugpaar 1818/1819(/1811) „Loreley“ kamen die komfortablen Garnituren erstmals nach Süddeutschland, danach wurden auch die Bahnhöfe Stuttgart Hauptbahnhof, Bahnhof Wiesloch-Walldorf, Heidelberg Hauptbahnhof, Mannheim Hauptbahnhof, Wiesbaden Hauptbahnhof, Mainz Hauptbahnhof, Koblenz Hauptbahnhof und Bonn Hauptbahnhof von ihnen bedient (in diesen Bahnhöfen waren die beiden Zuggarnituren zuvor nicht planmäßig anzutreffen).
Drei Jahre lang fuhren die MET-Triebzug-Wagengarnituren nun einen ähnlichen Umlauf.
Mit dem sonntäglichen Entlastungszugpaar auf der IC-Linie 16 zwischen Frankfurt am Main und Berlin (IC 1878/1895) waren die MET-Triebzugwagengarnituren ab dem 9. Dezember 2007 nach einem Jahr Pause auch wieder planmäßig in Frankfurt/Main anzutreffen.
Mit dem neuen Fahrplan am 14. Dezember 2008 wurde der Zuglauf beim IC 1118/1119 über Köln hinaus bis nach Düsseldorf verlängert und die Zugnummern von „18xx“ auf „11xx“ geändert.
| Nummer 2007 / 2008 | Nummer 2009 | Name      | von               | Abfahrt | nach              | Ankunft | Verkehrstage 2007 | Verkehrstage 2008 | Verkehrstage 2009 |
| ------------------ | ----------- | --------- | ----------------- | ------- | ----------------- | ------- | ----------------- | ----------------- | ----------------- |
| IC 1842            | IC 1113     |           | Berlin Südkreuz   | 14:01   | Köln Hbf          | 19:15   | freitags          | freitags          | freitags          |
| IC 1811            | IC 1111     | „Loreley“ | Dortmund Hbf      | 11:52   | Stuttgart Hbf     | 16:46   | sonntags          | sonntags          | sonntags          |
| IC 1896            | IC 1196     |           | Stuttgart Hbf     | 20:35   | Wiesbaden Hbf     | 22:33   | sonntags          | sonntags          | sonntags          |
| IC 1899            | IC 1199     |           | Mannheim Hbf      | 05:57   | Stuttgart Hbf     | 07:00   | mo–fr             | mo, di, do, fr    | mo, di, do, fr    |
| IC 1818            | (IC 1118)   | „Loreley“ | Stuttgart Hbf     | 07:14   | Köln Hbf          | 10:42   | mo–do             | mo, di, do        |                   |
| (IC 1818)          | IC 1118     | „Loreley“ | Stuttgart Hbf     | 07:14   | Düsseldorf Hbf    | 11:06   |                   |                   | mo, di, do        |
| IC 1819            | (IC 1119)   | „Loreley“ | Köln Hbf          | 15:18   | Stuttgart Hbf     | 18:46   | mo–do             | mo, mi, do        |                   |
| (IC 1819)          | IC 1119     | „Loreley“ | Düsseldorf Hbf    | 14:51   | Stuttgart Hbf     | 18:46   |                   |                   | mo, mi, do        |
| IC 1898            | IC 1198     |           | Stuttgart Hbf     | 19:03   | Mannheim Hbf      | 20:05   | mo–do             | mo, mi, do        | mo, mi, do        |
| IC 1818 (IC 1814)  | (IC 1112)   | „Loreley“ | Stuttgart Hbf     | 07:14   | Berlin Ostbf      | 15:56   | freitags          |                   |                   |
| IC 1814 (IC 1818)  | IC 1112     | „Loreley“ | Stuttgart Hbf     | 07:14   | Berlin Südkreuz   | 16:04   |                   | freitags          | freitags          |
| IC 1840            |             |           | Berlin Ostbf      | 16:59   | Köln Hbf          | 22:17   | freitags          |                   |                   |
| IC 1841            |             |           | Köln Hbf          | 16:35   | Berlin Südkreuz   | 22:10   | sonntags          |                   |                   |
| IC 1895            | IC 1193     |           | Berlin Südkreuz   | 13:01   | Frankfurt (M) Hbf | 17:44   |                   | sonntags          | sonntags          |
| IC 1878            | IC 1178     |           | Frankfurt (M) Hbf | 18:22   | Berlin Südkreuz   | 22:59   |                   | sonntags          | sonntags          |

Fußnoten:
1. ↑  
2007 eine Minute früher
2. ↑  
2007 sechs Minuten später
3. ↑  
2007 zwei Minuten später
4. ↑  
2009 vier Minuten früher
5. ↑  
2009 eine Minute später
6. ↑  
2009 eine Minute früher

Der letzte siebenteilige Metropolitan-Wagenzug, der vor dem Umbau zur elfteiligen Einheit verkehrte, fuhr am 20. November 2009 als IC 1112 mit der 101 126 nach Berlin.

### Einsatz von Dezember 2009 bis März 2011
Zum Fahrplanwechsel am 13. Dezember 2009 wurde aus den beiden Zugeinheiten eine eingesetzte elfteilige gebildet. Diese verkehrte seitdem als Sandwich zwischen zwei der speziellen Lokomotiven der Baureihe 101. Eingesetzt wurde sie auf der ICE-Linie 28 (Nord) Hamburg–Berlin, wodurch eine ICE-1-Einheit frei wurde. Zudem fuhr sie hier zum ersten Mal fahrplanmäßig ihre maximale Geschwindigkeit von 220 km/h. Der Zug war daher auf der weitgehend für 230 km/h ausgelegten Ausbaustrecke nur geringfügig langsamer als ein regulärer ICE und verkehrt in dessen Fahrzeiten. Der Metropolitan hielt nur noch in Berlin Hauptbahnhof (Tiefebene), Berlin-Spandau (nicht ICE 1107), Hamburg Hauptbahnhof und Hamburg Dammtor (nicht ICE 1100).
Zum Fahrplanwechsel am 12. Dezember 2010 wurde der Umlauf beibehalten, lediglich ICE 1107 bekam einen zusätzlichen Halt in Ludwigslust.

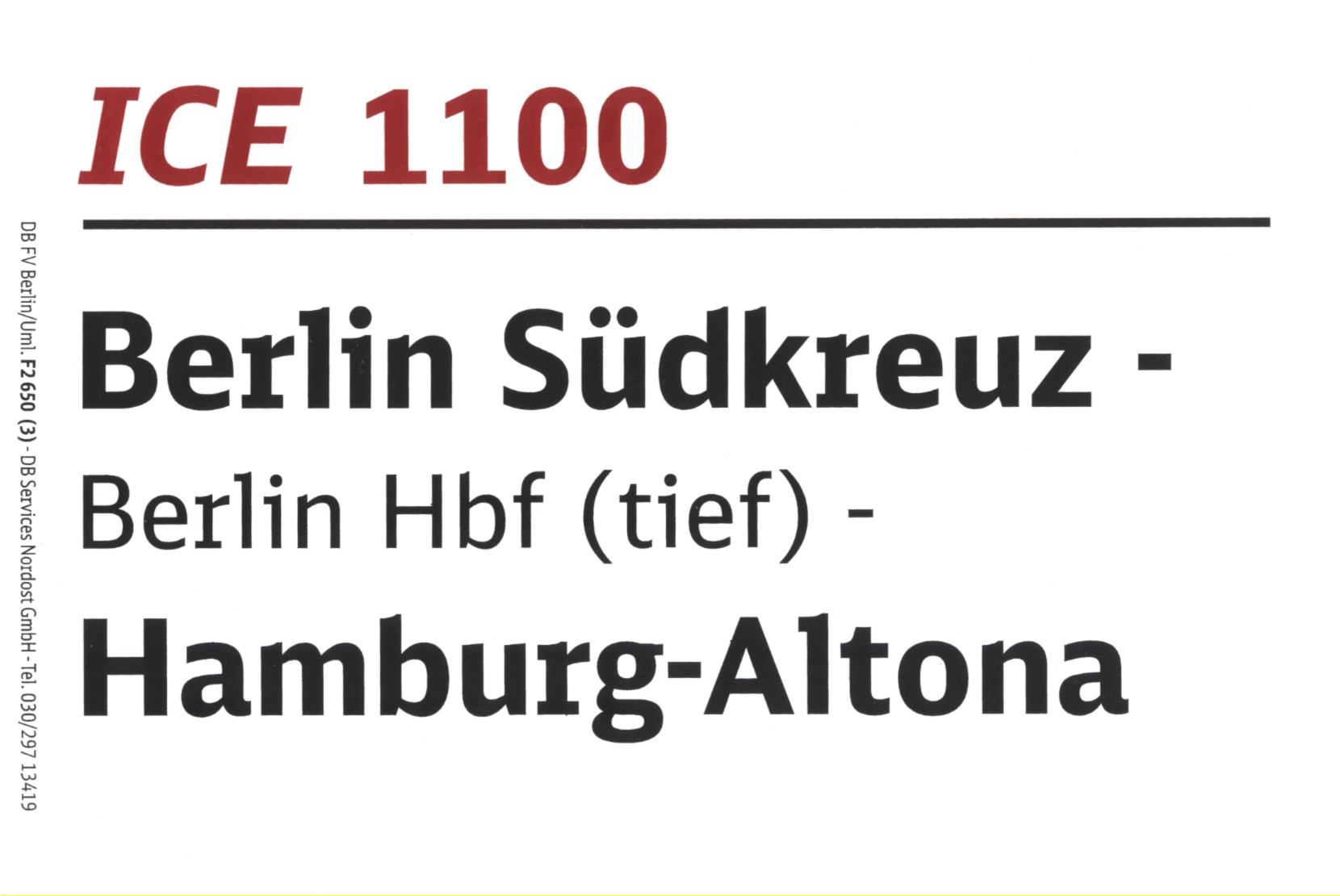
Zuglaufschild des ICE 1100

| Nummer   | von             | Abfahrt | nach            | Ankunft | Verkehrstage |
| -------- | --------------- | ------- | --------------- | ------- | ------------ |
| ICE 1106 | Berlin Südkreuz | 10:08   | Hamburg-Altona  | 12:17   | mo–so        |
| ICE 1105 | Hamburg-Altona  | 13:52   | Berlin Südkreuz | 15:55   | mo–so        |
| ICE 1100 | Berlin Südkreuz | 16:09   | Hamburg-Altona  | 18:11   | mo–fr, so    |
| ICE 1107 | Hamburg-Altona  | 19:52   | Berlin Südkreuz | 21:52   | mo–fr, so    |

Fußnoten:
1. ↑  
2011 zwei Minuten früher
2. ↑  
2011 eine Minute früher
3. 1 2  
2011 eine Minute später
4. ↑  
2011 zwölf Minuten früher

### Einsatz März 2011 bis Juni 2011

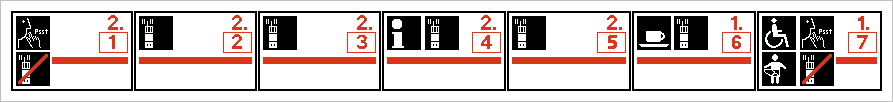
Wagenreihungsplan aus Ihr Reiseplan

Vom 15. bis zum 16. März 2011 wurde nach einer kurzfristigen Entscheidung der DB Fernverkehr die Elfwageneinheit aufgelöst und wieder die zwei siebenteiligen Einheiten gebildet. Der Umlauf wurde ab Sonntag den 20. März 2011 um ein ICE-Zugpaar von Berlin über Halle (Saale) und Nürnberg nach München und zurück ergänzt. Damit fuhren Metropolitanzüge erstmals nach Bayern und ersetzten vorläufig eine weitere ICE-1-Einheit.
| Nummer   | von                  | Abfahrt | nach                 | Ankunft | Verkehrstage |
| -------- | -------------------- | ------- | -------------------- | ------- | ------------ |
| ICE 1106 | Berlin Südkreuz      | 10:08   | Hamburg-Altona       | 12:15   | mo–so        |
| ICE 1105 | Hamburg-Altona       | 13:52   | Berlin Südkreuz      | 15:54   | mo–so        |
| ICE 1100 | Berlin Südkreuz      | 16:09   | Hamburg-Altona       | 18:12   | mo–fr, so    |
| ICE 1107 | Hamburg-Altona       | 19:40   | Berlin Südkreuz      | 21:53   | mo–fr, so    |
| ICE 915  | Berlin Gesundbrunnen | 06:31   | München Hbf          | 13:13   | mo–so        |
| ICE 914  | München Hbf          | 15:16   | Berlin Gesundbrunnen | 21:28   | mo–so        |

Fußnoten:
1. ↑  
Ab 13. Juni 2011 14:40 (über Augsburg statt Ingolstadt)

### Einsatz Juni 2011 bis Dezember 2011
Ab 20. Juni 2011 erfolgte erneut eine Einsatzänderung der Züge innerhalb einer Fahrplanperiode. Da die Sitzplatzkapazität des Umlaufs zwischen Hamburg und Berlin nun um vier Wagen kleiner war, setzte man den Wagenzug in anderen Zeitlagen ein. Dadurch konnte man mit dem Metropolitanzug direkt zwischen Leipzig und Hamburg fahren.
Der ICE 914 fuhr ab 13. Juni 2011 wie vorher schon der ICE 915 über Augsburg Hbf und verkehrte für Unterhaltungsarbeiten nicht mehr an Samstagen.
| Nummer   | von                  | Abfahrt | nach                 | Ankunft | Verkehrstage |
| -------- | -------------------- | ------- | -------------------- | ------- | ------------ |
| ICE 915  | Berlin Gesundbrunnen | 06:31   | München Hbf          | 13:14   | mo–fr, so    |
| ICE 914  | München Hbf          | 14:40   | Berlin Gesundbrunnen | 21:28   | mo–fr, so    |
| ICE 1101 | Berlin Gesundbrunnen | 06:43   | Leipzig Hbf          | 08:05   | mo–so        |
| ICE 1196 | Leipzig Hbf          | 09:51   | Hamburg Altona       | 13:11   | mo–so        |
| ICE 1197 | Hamburg Altona       | 14:54   | Leipzig Hbf          | 18:05   | mo–so        |
| ICE 1194 | Leipzig Hbf          | 19:45   | Berlin Hbf           | 21:04   | mo–do        |
| ICE 1194 | Leipzig Hbf          | 19:51   | Berlin Hbf           | 21:04   | fr–so        |

### Einsatz Dezember 2011 bis Dezember 2012
Ab Fahrplanwechsel am 11. Dezember 2011 wurde das Betriebskonzept im Wesentlichen beibehalten. Der Münchener Umlauf erhielt auch die 11xx-Zugnummern und fuhr in Nord-Süd-Richtung neu über Ingolstadt Hbf. Der Hamburger Umlauf behielt die bisherigen Zugnummern. Die Fahrzeiten änderten sich nur im Minutenbereich:
| Zugnummer | von                  | Abfahrt | nach                 | Ankunft | Verkehrstage | über                              |
| --------- | -------------------- | ------- | -------------------- | ------- | ------------ | --------------------------------- |
| ICE 1105  | Berlin-Gesundbrunnen | 06:33   | München Hbf          | 12:47   | so–fr        | Halle (Saale) Hbf, Ingolstadt Hbf |
| ICE 1104  | München Hbf          | 14:49   | Berlin-Gesundbrunnen | 21:28   | so–fr        | Augsburg Hbf, Halle (Saale) Hbf   |
| ICE 1101  | Berlin-Gesundbrunnen | 06:44   | Leipzig Hbf          | 08:05   | mo–so        |                                   |
| ICE 1196  | Leipzig Hbf          | 09:51   | Hamburg-Altona       | 13:16   | mo–so        | Berlin Hbf                        |
| ICE 1107  | Hamburg-Altona       | 14:52   | Leipzig Hbf          | 18:06   | mo–so        | Berlin Hbf                        |
| ICE 1194  | Leipzig Hbf          | 19:51   | Berlin-Gesundbrunnen | 21:13   | mo–so        |                                   |

Am 30. September 2012 wurde der Fahrplan geändert. Die Züge des Hamburger Umlaufs (ICE 1101, 1196, 1107 und 1194) fuhren seitdem planmäßig mit ICE-T-Garnituren. Seit diesem Datum wurde an den Zügen jeweils nacheinander die notwendige technische Revision ausgeführt. Somit stand nur eine Garnitur zur Verfügung und wurde täglich außer samstags als Münchner Umlauf eingesetzt. Hamburg hatte damit seine Metropolitanzüge zum zweiten Mal in ihrer Fahrplangeschichte verloren.

### Einsatz von Dezember 2012 bis Dezember 2014
Ab Fahrplanwechsel am 9. Dezember 2012 wurde das modifizierte Betriebskonzept vom 30. September 2012 im Wesentlichen bis zum 13. Januar 2013 beibehalten. Ab dem 14. Januar 2013 verkehrten beide Umläufe über München, ICE-Linie 28 (ICE 100x: ICE 1005, 1004 außer samstags; ICE 1003, 1008 mo–sa sowie ICE 1009, 1000 sonntags). Die Fahrzeiten der fortbestehenden Linie änderten sich nur im Minutenbereich.
| Zugnummer | von                  | Abfahrt 2013 ; 2014 | nach                 | Ankunft 2013 ; 2014 | Verkehrstage | über                              |
| --------- | -------------------- | ------------------- | -------------------- | ------------------- | ------------ | --------------------------------- |
| ICE 1005  | Berlin-Gesundbrunnen | 06:20 ; 06:30       | München Hbf          | 12:47 ; 13:11       | so–fr        | Halle (Saale) Hbf, Ingolstadt Hbf |
| ICE 1004  | München Hbf          | 14:49               | Berlin-Gesundbrunnen | 21:31 ; 21:27       | so–fr        | Augsburg Hbf, Halle (Saale) Hbf   |
| ICE 1003  | Berlin-Gesundbrunnen | 04:20 ; 04:30       | München Hbf          | 10:45               | mo–sa        | Halle (Saale) Hbf, Ingolstadt Hbf |
| ICE 1008  | München Hbf          | 13:19               | Berlin-Gesundbrunnen | 20:13               | mo–sa        | Augsburg Hbf, Leipzig Hbf         |
| ICE 1009  | Berlin-Gesundbrunnen | 09:43 ; 09:45       | München Hbf          | 16:40 ; 16:41       | sonntags     | Leipzig Hbf, Augsburg Hbf         |
| ICE 1000  | München Hbf          | 17:42 ; 17:39       | Berlin-Gesundbrunnen | 00:33 ; 00:37       | sonntags     | Augsburg Hbf, Leipzig Hbf         |

Fußnoten:
1. 1 2  
Fahrplanjahr 2013, vom 9. Dezember 2012 bis zum 15. Dezember 2013
2. 1 2  
Fahrplanjahr 2014, von 16. Dezember 2013 bis zum 12. Dezember 2014

### Einsatz von Dezember 2014 bis Dezember 2015
| Zugnummer | von                  | Abfahrt | nach                 | Ankunft | Verkehrstage | über                            |
| --------- | -------------------- | ------- | -------------------- | ------- | ------------ | ------------------------------- |
| ICE 1001  | Berlin-Gesundbrunnen | 05:41   | München Hbf          | 12:41   | mo–sa        | Leipzig Hbf, Augsburg Hbf       |
| ICE 1008  | München Hbf          | 13:17   | Berlin-Gesundbrunnen | 20:14   | mo–sa        | Augsburg Hbf, Leipzig Hbf       |
| ICE 1005  | Berlin-Gesundbrunnen | 06:30   | München Hbf          | 12:47   | so–fr        | Halle (Saale) Hbf, Nürnberg Hbf |
| ICE 1004  | München Hbf          | 15:16   | Berlin-Gesundbrunnen | 21:27   | so–fr        | Nürnberg Hbf, Halle (Saale) Hbf |
| ICE 1009  | Berlin-Gesundbrunnen | 09:45   | München Hbf          | 16:41   | sonntags     | Leipzig Hbf, Augsburg Hbf       |
| ICE 1000  | München Hbf          | 17:39   | Berlin-Gesundbrunnen | 00:38   | sonntags     | Augsburg Hbf, Leipzig Hbf       |

Fußnoten:
1. ↑  
abweichender Laufweg vom 30. März bis zum 21. August 2015 über Schnellfahrstrecke Nürnberg–Ingolstadt, frühere Ankunft in München um 12:04 Uhr
2. ↑  
abweichender Laufweg vom 30. März bis zum 21. August 2015 über NIM, spätere Abfahrt in München um 13.53 Uhr
3. ↑  
abweichender Laufweg vom 30. März bis zum 21. August 2015 über NIM, frühere Ankunft in München um 16.04 Uhr

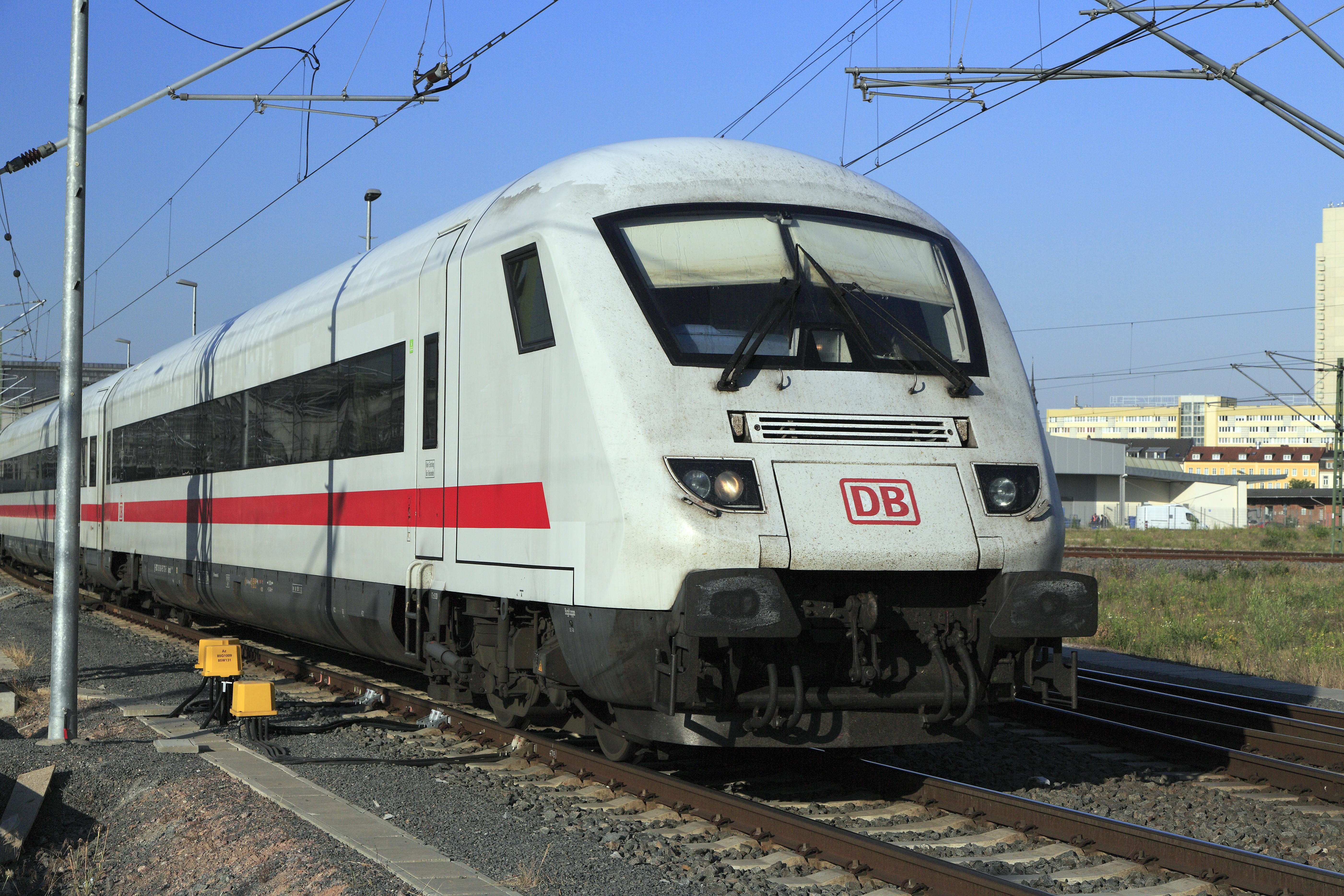
Am 2. Juni 2015 verlässt eine Metropolitan-Einheit Leipzig Hbf als ICE 1001 Bln-Gesundbrunnen – München Hbf

Zuglagenänderungen wurden nur mit dem ICE 1001 vorgenommen, der mit dem bisherigen ICE 1605 tauscht.
Beide Zuggarnituren kamen nach diesem Fahrplan montags bis freitags mit einer Zeitdifferenz von nur sechs Minuten in München Hauptbahnhof an.

### Einsatz von Dezember 2015 bis Dezember 2016

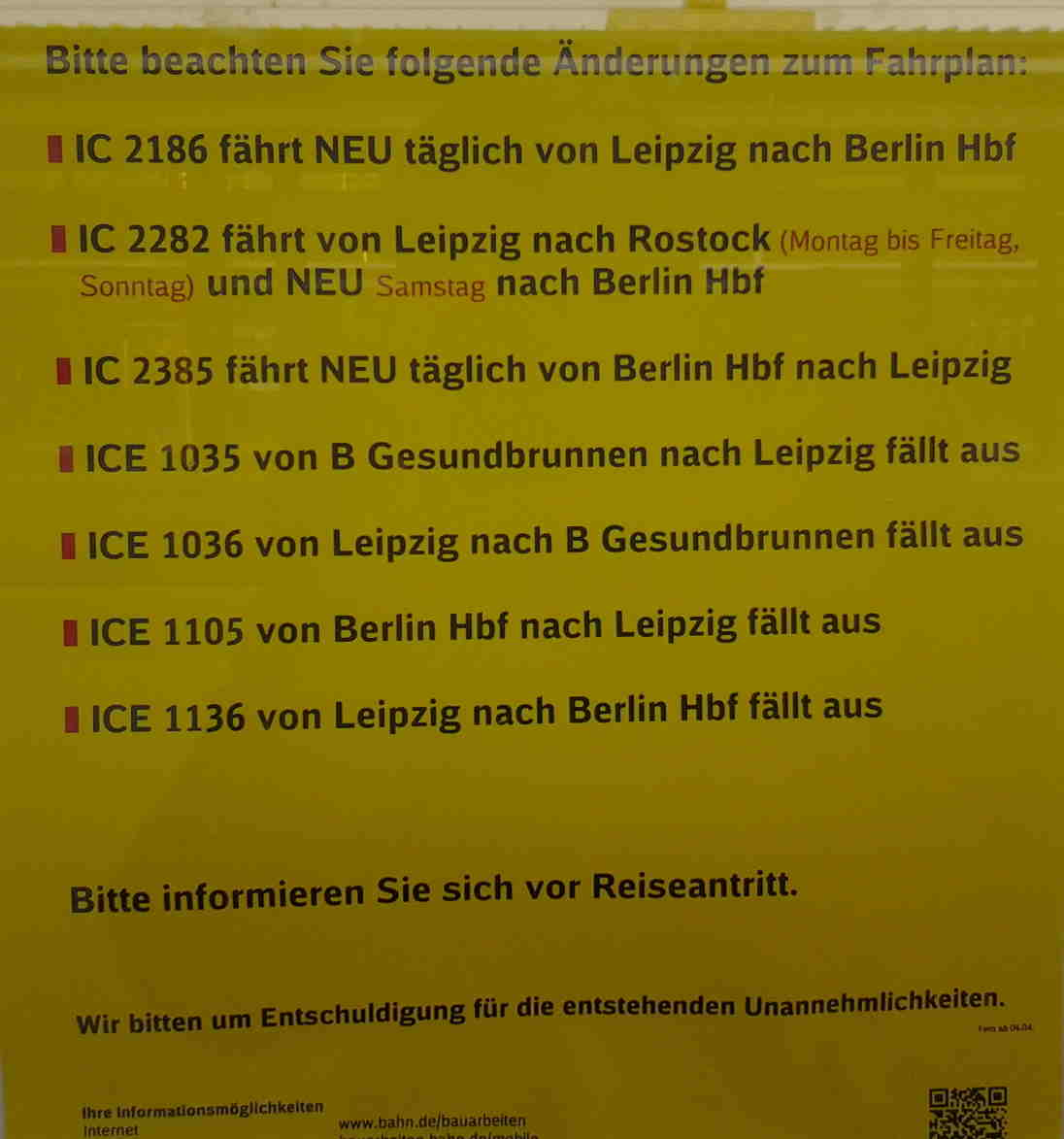
Fahrplanänderungsmitteilung ausfallender ICE-MET in Berlin

Das Fahrplanjahr war geprägt von der über 34-wöchigen Streckensperrung zwischen Lichtenfels und Bamberg infolge der Anbindung der Neubaustrecke VDE 8.3 im Abschnitt Ebensfeld bis Hallstadt. In dieser Zeit konnte der Metropolitan nicht nach München fahren, weil auf der festgelegten Umleitungsstrecke zwingend eine ETCS-Ausrüstung notwendig ist, die aber zu dieser Zeit nur die ICE-T hatten. Für diesen Zeitraum waren entsprechend Einsätze zwischen Leipzig und Hamburg geplant worden. Durch den mehrwöchigen Ausfall eines Zuges, bedingt durch Defekte an mehreren Drehgestellen, und die anstehende nacheinander geplante notwendige Revision beider Züge wurde der Fahrplan kurzfristig ab 4. April geändert, so dass bis September nur noch ein Zug verkehrte und u. a. die ICE 1035, 1036 und 1136 durch IC-Züge ersetzt wurden.
Die Züge fuhren im Fahrplanjahr 2016 von Berlin ausgehend vereinzelt auch wieder nach Frankfurt (Main). Zuletzt kamen die Züge fahrplanmäßig im Jahr 2009 mit IC 1193/1178 dorthin.
| Zugnummer | von                  | Abfahrt | nach                 | Ankunft | Verkehrstage | über                             |
| --------- | -------------------- | ------- | -------------------- | ------- | ------------ | -------------------------------- |
| ICE 1000  | München Hbf          | 17:39   | Berlin-Gesundbrunnen | 00:38   | fr+so        | Augsburg Hbf, Leipzig Hbf        |
| ICE 1001  | Berlin-Gesundbrunnen | 04:16   | München Hbf          | 10:38   | samstags     | Leipzig Hbf, Ingolstadt Hbf      |
| ICE 1002  | München Hbf          | 16:41   | Berlin-Gesundbrunnen | 23:42   | mo–do        | Augsburg Hbf, Leipzig Hbf        |
| ICE 1003  | Berlin-Gesundbrunnen | 05:17   | München Hbf          | 12:04   | mo–fr        | Leipzig Hbf, Augsburg Hbf        |
| ICE 1005  | Berlin-Gesundbrunnen | 07:17   | München Hbf          | 14:16   | so–fr        | Leipzig Hbf, Augsburg Hbf        |
| ICE 1006  | München Hbf          | 14:19   | Berlin-Gesundbrunnen | 20:40   | mo–do, sa    | Ingolstadt Hbf, Leipzig Hbf      |
| ICE 1086  | München Hbf          | 13:50   | Berlin Südkreuz      | 20:16   | freitags     | Würzburg Hbf, Göttingen          |
| ICE 1031  | Hamburg-Altona       | 20:20   | Berlin-Südkreuz      | 22:35   | so–fr        | Berlin Hbf                       |
| ICE 1033  | Berlin-Gesundbrunnen | 09:18   | Leipzig Hbf          | 10:43   | samstags     | Lutherstadt Wittenberg           |
| ICE 1034  | Berlin-Südkreuz      | 12:29   | Hamburg-Altona       | 14:39   | so–fr        | Berlin Hbf                       |
| ICE 1035  | Berlin-Gesundbrunnen | 15:18   | Leipzig Hbf          | 16:43   | samstags     | Lutherstadt Wittenberg           |
| ICE 1036  | Leipzig Hbf          | 13:15   | Berlin-Gesundbrunnen | 14:40   | samstags     | Lutherstadt Wittenberg           |
| ICE 1038  | Berlin-Südkreuz      | 05:24   | Hamburg-Altona       | 07:39   | mo–sa        | Berlin Hbf                       |
| ICE 1039  | Hamburg-Altona       | 09:20   | Berlin-Südkreuz      | 11:31   | so–fr        | Berlin Hbf                       |
| ICE 1136  | Leipzig Hbf          | 17:15   | Berlin Hbf           | 18:30   | samstags     | Lutherstadt Wittenberg           |
| ICE 1075  | Berlin Südkreuz      | 12:54   | Frankfurt(Main)Hbf   | 17:40   | (fr), so     | Stendal, Hannover Hbf            |
| ICE 1076  | Frankfurt(Main)Hbf   | 18:22   | Berlin Ostbahnhof    | 23:09   | (fr), so     | Hildesheim Hbf, Braunschweig Hbf |

Verkehrstagesonderregelungen an Feiertagen sind nicht dargestellt
Fußnoten:
1. 1 2 3 4 5 6  
Zug verkehrt nicht während der Streckenbauarbeiten vom 12. Januar bis zum 2. September 2016
2. ↑  
Zug verkehrt ab dem 9. September 2016
3. 1 2 3 4 5 6 7 8  
Zug verkehrt nur vom 12. Januar bis zum 2. September 2016 (teilweise unterjährig geändert bis 4. April 2016)
4. 1 2  
Zug verkehrt vom 15. Januar bis zum 15. Juli 2016 auch freitags

### Einsatz vom 11. Dezember 2016 bis zum 9. Dezember 2017
Die Metropolitan-Züge fuhren im Fahrplanjahr 2017 von Berlin ausgehend täglich nach München und an einzelnen Freitagen und Sonntagen nach Frankfurt (Main) Hauptbahnhof. Baustellenbedingt wies der Fahrplan jedoch mehrere größere mehrwöchige Fahrplanlücken auf. Besonders betroffen waren beide Züge vom 21. Juli bis 2. September 2017. In dieser Zeit verkehrten die Züge auf Grund der großen Ostkreuz-Baustelle in Berlin wegen fehlender Gleisanbindung in ihr Instandhaltungswerk nicht und blieben dort abgestellt. Auch im Werk Rummelsburg konnten die Züge nicht ersatzweise gewartet werden, da dort ebenfalls eine Großbaustelle die Gleiskapazität einschränkte. Mit Ablauf des Fahrplanjahres im Dezember 2017 wurde auch das seit März 2011 praktizierte Zugumlaufkonzept nach München, mit Inbetriebnahme der VDE-8.1-Schnellfahrstrecke eingestellt. Ein Zug des MET war unter der Kennung ICE 1000 von München nach Berlin der letzte Fernzug nach 131 Jahren Bestehens des Fernverkehrs über/vom Bahnhof Saalfeld (Saale), der mit Umstellung des neuen Fahrplanes am 10. Dezember 2017 über die Strecke VDE 8.1 eingestellt wurde.
| Zugnummer | von                  | Abfahrt | nach               | Ankunft | Verkehrstage | über                      |
| --------- | -------------------- | ------- | ------------------ | ------- | ------------ | ------------------------- |
| ICE 1005  | Berlin Gesundbrunnen | 07:18   | München Hbf        | 14:16   | mo–so        | Leipzig Hbf, Augsburg Hbf |
| ICE 1000  | München Hbf          | 17:16   | Berlin Hbf         | 23:33   | fr–so        | Nürnberg Hbf, Leipzig Hbf |
| ICE 1002  | München Hbf          | 16:40   | Berlin Hbf         | 23:33   | mi–so        | Augsburg Hbf, Leipzig Hbf |
| ICE 1012  | München Hbf          | 16:40   | Berlin Hbf         | 00:09   | mo–di        | Augsburg Hbf, Leipzig Hbf |
| ICE 1071  | Berlin Ostbahnhof    | 10:50   | Frankfurt(Main)Hbf | 15:43   | fr + so      | Hannover Hbf              |
| ICE 1070  | Frankfurt(Main)Hbf   | 16:14   | Berlin Ostbahnhof  | 21:05   | fr + so      | Hannover Hbf              |

Verkehrstagesonderregelungen an Feiertagen und zahlreichen Baustellensperrungen sind nicht dargestellt.

### Einsatz vom 10. Dezember 2017 bis zum 8. Dezember 2018
Im Fahrplanjahr 2018 verkehrten die Metropolitanzüge fast täglich zwischen Berlin und Frankfurt am Main Flughafen Fernbahnhof sowie freitags und sonntags, außer Mitte Juli bis Mitte September, zwischen Berlin und Düsseldorf Hauptbahnhof.
| Zugnummer | von                                | Abfahrt | nach                               | Ankunft | Verkehrstage | über                               |
| --------- | ---------------------------------- | ------- | ---------------------------------- | ------- | ------------ | ---------------------------------- |
| ICE 1040  | Berlin Ostbahnhof                  | 10:50   | Düsseldorf Hbf                     | 15:42   | fr + so      | Hannover Hbf, Dortmund Hbf         |
| ICE 1043  | Düsseldorf Hbf                     | 17:10   | Berlin Ostbahnhof                  | 22:09   | fr + so      | Dortmund Hbf, Hannover Hbf         |
| ICE 1193  | Berlin Ostbahnhof                  | 09:22   | Frankfurt(M) Flughafen Fernbahnhof | 13:51   | mo – so      | Braunschweig Hbf, Frankfurt(M) Süd |
| ICE 1196  | Frankfurt(M) Flughafen Fernbahnhof | 14:09   | Berlin Ostbahnhof                  | 18:38   | mo – so      | Frankfurt(M) Süd, Braunschweig Hbf |

Verkehrstagesonderregelungen an Feiertagen und Baustellensperrungen sind nicht dargestellt.

### Einsatz von Dezember 2018 bis Dezember 2019
Im Fahrplanjahr 2019 verkehren die Metropolitanzüge im ersten Halbjahr fast täglich zwischen Berlin und Frankfurt (Main) und im zweiten Halbjahr, wegen Bauarbeiten an der Schnellstrecke, samstags zwischen Berlin und Hamburg. Ein anderes Zugpaar verkehrt freitags und sonntags zwischen Berlin und Düsseldorf.
| Zugnummer | von                            | Abfahrt | nach                           | Ankunft     | Verkehrstage         | über                                                                |
| --------- | ------------------------------ | ------- | ------------------------------ | ----------- | -------------------- | ------------------------------------------------------------------- |
| ICE 1034  | Berlin Südkreuz                | 9:31    | Hamburg-Altona                 | 11:39/11:43 | ab 15. Juni Sa       | Berlin Hbf – Berlin-Spandau – Hamburg Hbf                           |
| ICE 1035  | Hamburg-Altona                 | 16:18   | Berlin Südkreuz                | 18:31       | ab 15. Juni Sa       | Hamburg Hbf – Berlin-Spandau – Berlin Hbf                           |
| ICE 1040  | Berlin Ostbahnhof              | 10:50   | Düsseldorf                     | 15:42       | Fr + So              | Berlin Hbf – Hannover – Dortmund – Essen                            |
| ICE 1043  | Düsseldorf                     | 17:10   | Berlin Ostbahnhof              | 22:14       | Fr + So              | Essen – Dortmund – Hannover – Wolfsburg – Stendal – Berlin Hbf      |
| ICE 1193  | Berlin Ostbahnhof              | 09:21   | Frankfurt (M) Flughafen Fernbf | 13:51       | bis 10. Juni täglich | Berlin Hbf – Braunschweig – Kassel-Wilhelmshöhe – Frankfurt (M) Süd |
| ICE 1196  | Frankfurt (M) Flughafen Fernbf | 14:09   | Berlin Ostbahnhof              | 18:39       | bis 10. Juni täglich | Frankfurt (M) Süd – Kassel-Wilhelmshöhe – Braunschweig – Berlin Hbf |

Verkehrstagesonderregelungen an/vor/nach Feiertagen und baustellenbedingte Änderungen sind nicht dargestellt.

### Einsatz vom 15. Dezember 2019 bis 12. Dezember 2020
| Zugnummer | von                            | Abfahrt | nach                           | Ankunft |
| --------- | ------------------------------ | ------- | ------------------------------ | ------- |
| ICE 1040  | Berlin Ostbahnhof              | 10:50   | Düsseldorf Hbf                 | 15:42   |
| ICE 1043  | Düsseldorf Hbf                 | 17:10   | Berlin Ostbahnhof              | 22:12   |
| ICE 1131  | Frankfurt (Main) Hbf           | 14:47   | Berlin Ostbahnhof              | 19:11   |
| ICE 1134  | Berlin Hbf                     | 07:53   | Frankfurt (Main) Hbf           | 11:56   |
| ICE 1141  | Frankfurt (Main) Hbf           | 15:02   | Berlin Hbf                     | 19:18   |
| ICE 1191  | Berlin Ostbahnhof              | 09:21   | Frankfurt (M) Flughafen Fernbf | 13:51   |
| ICE 1196  | Frankfurt (M) Flughafen Fernbf | 14:09   | Berlin Ostbahnhof              | 18:38   |

Verkehrstage:
ICE 1040: ab 15. Dezember 2019, Freitag und Sonntag
ICE 1043: ab 15. Dezember 2019, Freitag und Sonntag
ICE 1131: ab 5. Oktober 2020, ausgenommen Freitag
ICE 1134: ab 5. Oktober 2020, täglich
ICE 1141: ab 9. Oktober 2020, freitags
ICE 1191: ab 15. Dezember 2019 bis 4. Oktober 2020, täglich
ICE 1196: ab 15. Dezember 2019 bis 4. Oktober 2020, täglich

### Einsatz vom 13. Dezember 2020 bis 10. Dezember 2021
Alle Züge verkehren betrieblich als IC-A, verkehrlich allerdings als ICE.
| Zugnummer   | von                                                       | Abfahrt | nach                                                       | Ankunft | Verkehrstage                          | über                                                                                     | Bemerkung                                                                                              |
| ----------- | --------------------------------------------------------- | ------- | ---------------------------------------------------------- | ------- | ------------------------------------- | ---------------------------------------------------------------------------------------- | --- |
| ICE 1051    | (aus Abstellung von Köln Bbf) Köln Hbf                    | 15:39   | Berlin Ostbahnhof (zur Abstellung nach Berlin-Lichtenberg) | 21:07   | Fr + So                               | Düsseldorf Hbf – Essen Hbf – Dortmund Hbf – Hamm (Westf) Hbf – Hannover Hbf – Berlin Hbf | |
| ICE 1052    | (aus Abstellung von Berlin-Lichtenberg) Berlin Ostbahnhof | 06:50   | Köln Hbf (zur Abstellung nach Köln Bbf)                    | 12:12   | Fr + So                               | Berlin Hbf – Hannover Hbf – Hamm (Westf) Hbf – Dortmund Hbf – Essen Hbf – Düsseldorf Hbf | |
| ICE 1191    | (aus Abstellung von Berlin-Lichtenberg) Berlin Ostbahnhof | 09.21   | Frankfurt (M) Flughafen Fernbf                             | 13:51   | bis 23.04., 17.07. bis 29.10. täglich | Berlin Hbf – Braunschweig Hbf – Hildesheim Hbf – Kassel-Wilhelmshöhe – Frankfurt (M) Süd | Erste MET-Garnitur abgestellt, es verkehrt Ersatz IC1191 mit IC1-Garnitur                              |
| ICE 1191    | (aus Abstellung von Berlin-Lichtenberg) Berlin Ostbahnhof | 09.21   | Hildesheim Hbf                                             | 10:49   | 24.04. bis 16.07. täglich             | Berlin Hbf – Braunschweig Hbf                                                            | Erste MET-Garnitur abgestellt, es verkehrt Ersatz IC1191 mit IC1-Garnitur                              |
| ICE 1196    | Frankfurt(M) Flughafen Fernbf                             | 14:09   | Berlin Ostbahnhof                                          | 18:38   | bis 23.04., 17.07. bis 29.10. täglich | Frankfurt (M) Süd – Kassel-Wilhelmshöhe – Hildesheim Hbf – Braunschweig Hbf – Berlin Hbf | Erste MET-Garnitur abgestellt, es verkehrt Ersatz IC1196 mit IC1-Garnitur, weiter als 78526 bzw. 78546 |
| ICE 1196    | Hildesheim Hbf                                            | 17:08   | Berlin Ostbahnhof                                          | 19:14   | 24.04. bis 16.07. täglich             | Braunschweig Hbf – Berlin Hbf                                                            | Erste MET-Garnitur abgestellt, es verkehrt Ersatz IC1196 mit IC1-Garnitur, weiter als 78526 bzw. 78546 |
| LPF-A 78526 | Berlin Ostbahnhof                                         | 18:48   | Berlin-Lichtenberg                                         | 20:43   | So – Mi                               | Berlin-Rummelsburg (Triebzuganlage) – Berlin-Grünau                                      | Zuführung Abstellung                                                                                   |
| LPF-A 78546 | Berlin Ostbahnhof                                         | 18:44   | Berlin-Lichtenberg                                         | 19:21   | Do – Sa                               | direkt                                                                                   | Zuführung Abstellung                                                                                   |

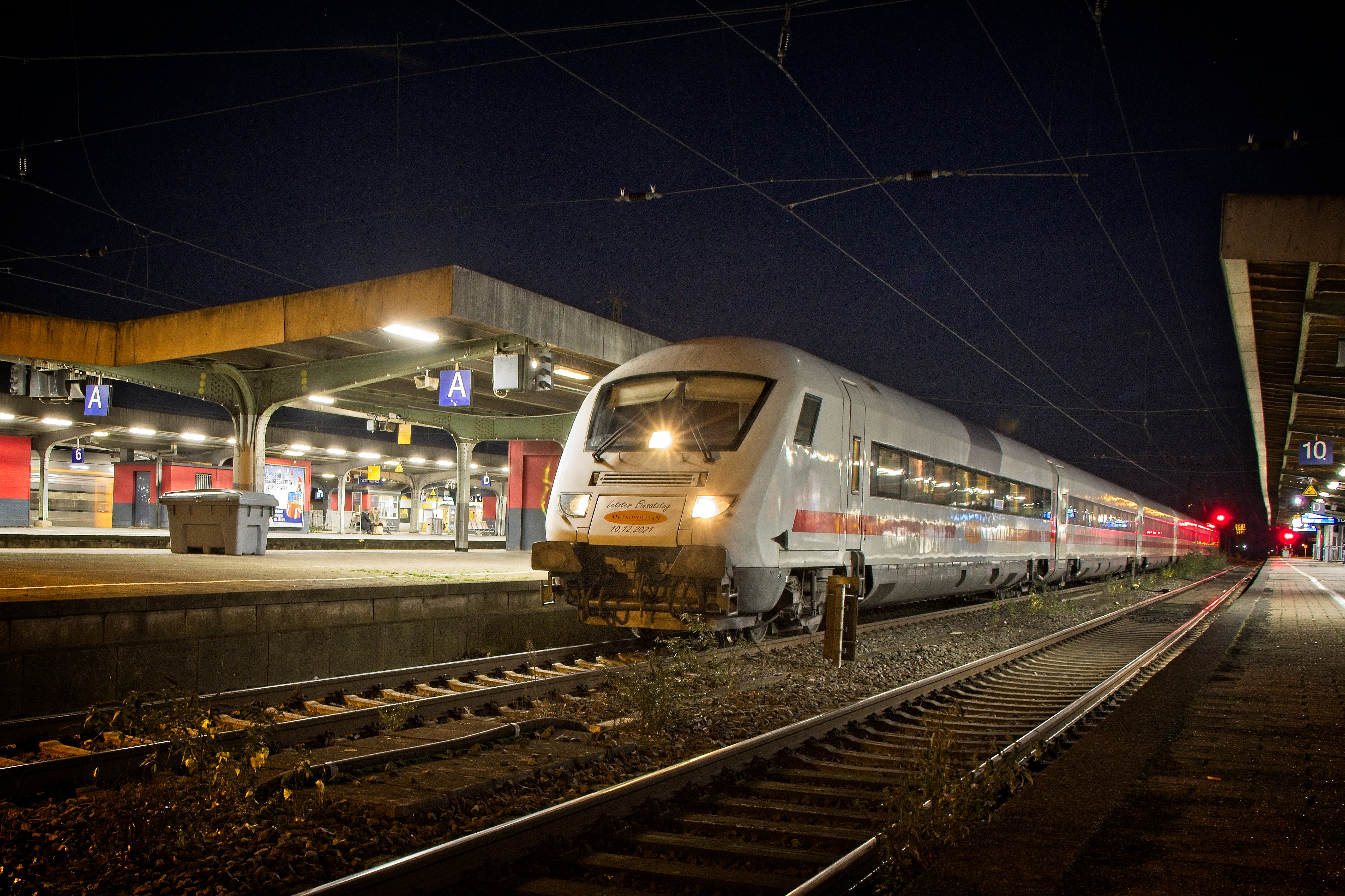
MET-Garnitur auf der letzten regulären Fahrt als ICE 1051 in Hamm

Der kommerzielle Einsatz der beiden Garnituren endete zum Fahrplanwechsel im Dezember 2021. Ein weiterer Betrieb sei angesichts notwendiger Modernisierungen im Lichte anstehender Hauptuntersuchungen für DB Fernverkehr nicht mehr wirtschaftlich. Die beiden Züge sollen bei DB Gebrauchtzug zum Verkauf angeboten werden.
Am 10. Dezember 2021 erfolgte der letzte Umlauf der verbliebenen MET-Garnitur im Personenverkehr als ICE 1052 und ICE 1051. Aus diesem Anlass wurde der Steuerwagen mit dem ursprünglichen MET-Emblem und einem silbernen Farbstreifen beklebt.

### Verbleib und Verschrottung
Die MET-Garnitur wurde am 17. Dezember 2021 aus Berlin-Lichtenberg ins Stillstandsmanagement Mukran überführt und zum Verkauf angeboten.
Nach weniger als zwei Jahren Abstellzeit wurden alle Wagen im Dezember 2023 nach Eberswalde zur Verschrottung überführt. Am 3. und 4. Januar 2024 wurde die Verschrottung durch die Firma Theo Steil in Eberswalde begonnen.

## Wagenreihung

### Wagenreihung 1. August 1999 bis 30. Juni 2001
| Wagen 1       | Wagen 2       | Wagen 3        | Wagen 4       | Wagen 5       | Wagen 6       | Wagen 7       |
| ------------- | ------------- | -------------- | ------------- | ------------- | ------------- | ------------- |
| Apmz 116.0    | Apmz 116.2    | Apmkz 116.6    | Apmz 116.4    | Apmz 116.4    | Apmkz 116.6   | Apmbzf 116.8  |
| Silence       | Silence       | Bar und Office | Office        | Office        | Bar und Club  | Club          |
| 57 Sitzplätze | 57 Sitzplätze | 39 Sitzplätze  | 57 Sitzplätze | 57 Sitzplätze | 39 Sitzplätze | 45 Sitzplätze |
| Nichtraucher  | Nichtraucher  | Raucher        | Nichtraucher  | Nichtraucher  | Raucher       | Nichtraucher  |

- Im Silence-Bereich wurden als einzigem der drei Bereiche bereits von Beginn an keine Raucherplätze angeboten.
- Im Bereich der beiden Bars (Wagen 3 und 6) gibt es keine weiteren Sitzplätze, sondern lediglich Stehtische, es durfte in beiden Bars geraucht werden.
- In Richtung Hamburg verkehrten die MET-Züge immer mit der Lokomotive voraus (im Anschluss an Wagen 1), in Richtung Köln immer mit dem Steuerwagen (Wagen 7) voraus.
- Wagen 7 (Steuerwagen) ist behindertengerecht (barrierefrei) ausgeführt.
- Im Wagen 5 befand sich zusätzlich das Self Service Terminal der Mietwagengesellschaft Europcar (wovon Mietwagen für den Ausstiegsort vorbestellt werden konnten).

### Wagenreihung vom 1. Juli 2001 bis zum 31. August 2001
|  |  | Wagen 3        | Wagen 4       | Wagen 5       | Wagen 6       | Wagen 7       |
|  |  | Apmkz 116.6    | Apmz 116.4    | Apmz 116.2    | Apmkz 116.6   | Apmbzf 116.8  |
|  |  | Bar und Office | Office        | Silence       | Bar und Club  | Club          |
|  |  | 39 Sitzplätze  | 57 Sitzplätze | 57 Sitzplätze | 39 Sitzplätze | 45 Sitzplätze |
|  |  | Nichtraucher   | Nichtraucher  | Nichtraucher  | Raucher       | Nichtraucher  |

- Im Sommer 2001 waren beide Zuggarnituren um zwei Wagen verkürzt im Einsatz, damals wurden die Wagen 1 und 5 im Herstellerwerk in Dessau auf die neue Traveller-Bestuhlung umgebaut (welche den Fahrgästen dann ab dem 1. September 2001 zur Verfügung stand).
- Ab dem 1. Juli 2001 wurden nur noch in der Kategorie Club Raucherplätze angeboten, die übrigen Bereiche waren ab diesem Zeitpunkt rauchfrei (auch die Bar im Wagen 3 war fortan ein Nichtraucherbereich).
- Die Zughaken der Lokomotiven wurden in dieser Zeit mit einer Übergangskupplung mit der Halbschalenkupplung des dritten Wagens verbunden. Dafür hatten die Triebfahrzeuge eine verstärkte Ausführung der Zughakenaufnahme erhalten, mit der sie uneingeschränkt schieben konnten. Der Wagenübergang wurde mit einer Metallschottwand verschlossen.

### Wagenreihung vom 1. September 2001 bis zum 11. Dezember 2004
| Wagen 1       | Wagen 2       | Wagen 3        | Wagen 4       | Wagen 5       | Wagen 6       | Wagen 7       |
| ------------- | ------------- | -------------- | ------------- | ------------- | ------------- | ------------- |
| Apmz 116.0    | Apmz 116.1    | Apmkz 116.6    | Apmz 116.4    | Apmz 116.2    | Apmkz 116.6   | Apmbzf 116.8  |
| Traveller     | Traveller     | Bar und Office | Office        | Silence       | Bar und Club  | Club          |
| 74 Sitzplätze | 71 Sitzplätze | 39 Sitzplätze  | 57 Sitzplätze | 57 Sitzplätze | 39 Sitzplätze | 45 Sitzplätze |
| Nichtraucher  | Nichtraucher  | Nichtraucher   | Nichtraucher  | Nichtraucher  | Raucher       | Nichtraucher  |

- Der Übergang zwischen dem Wagen 2 (Traveller) und dem Wagen 3 (Office und Bar) war verschlossen, Fahrgästen des Traveller-Bereichs war somit kein Zugang zu den anderen Bereichen und zu den beiden Bars gestattet (lediglich das Personal konnte die entsprechenden Verbindungstüren passieren).

### Wagenreihung vom 12. Dezember 2004 bis zum 24. November 2009 und seit dem 16. März 2011
| Wagen 1                                            | Wagen 2       | Wagen 3       | Wagen 4       | Wagen 5                  | Wagen 6             | Wagen 7                  |
| -------------------------------------------------- | ------------- | ------------- | ------------- | ------------------------ | ------------------- | ------------------------ |
| Apmz 116.0                                         | Apmz 116.1    | Apmkz 116.6   | Apmz 116.4    | Apmz 116.2               | Apmkz 116.6         | Apmbzf 116.8             |
| 2. Klasse                                          | 2. Klasse     | 2. Klasse     | 2. Klasse     | 2. Klasse / bahn.comfort | BordBistro / 1. Kl. | 1. Klasse / bahn.comfort |
| 74 Sitzplätze                                      | 71 Sitzplätze | 39 Sitzplätze | 57 Sitzplätze | 57 Sitzplätze            | 39 Sitzplätze       | 45 Sitzplätze            |
| Raucher                                            | Nichtraucher  | Nichtraucher  | Nichtraucher  | Nichtraucher             | Raucher             | Nichtraucher             |
| seit dem 1. September 2007 bundesweit Nichtraucher |               |               |               |                          |                     |                          |

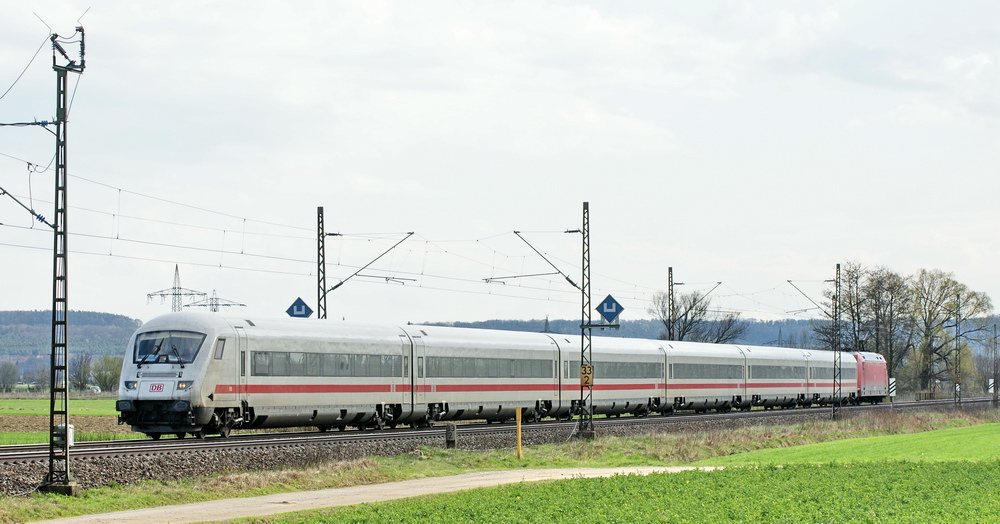
Zuggarnitur 930 am 12. April 2012 ohne Wagen 3 unterwegs bei Baiersdorf

- Der Übergang zwischen dem Wagen 2 (ehemaliger Traveller-Bereich) und dem Wagen 3 (ehemaliger Office-Bereich) war seit dem 12. Dezember 2004 wieder uneingeschränkt möglich (beide Wagen gehören seither der zweiten Klasse an).
- Die zweite (rauchfreie) Bar im Wagen 3 ist seit dem 12. Dezember 2004 planmäßig geschlossen (sie wurde baulich jedoch nicht verändert und konnte jederzeit wieder in Betrieb genommen werden). Die verbliebene Bar im Wagen 6 wurde seitdem als BordBistro bezeichnet (Bezeichnung analog zu den klassischen ICE- und IC-Zügen), sie befand sich am Ende zum Wagen 5 hin und konnte somit problemlos auch von Fahrgästen der zweiten Klasse besucht werden (ohne dass diese den erste-Klasse-Sitzplatzbereich im Wagen 6 betreten müssen). Vorübergehend stand vom 12. Dezember 2004 bis zum 30. September 2006 kein rauchfreies BordBistro zur Verfügung, seit dem 1. Oktober 2006 sind jedoch generell alle BordBistros der DB AG rauchfrei (von diesem Zeitpunkt an durfte im Wagen 6 nur noch im Bereich der Sitzplätze geraucht werden).
- Im Gegensatz zu regulären IC-Zügen war eine Fahrradbeförderung in den IC-Zügen, die mit den beiden Metropolitan-Garnituren gefahren werden, auch weiterhin nicht möglich (ausgenommen vollständig verpackte Fahrräder sowie Falträder, die seit dem 12. Dezember 2004 auch in den Metropolitan-Zügen als kostenlose Traglast galten).
- Auch nach dem 12. Dezember 2004 tragen die Wagen 1 bis 5 weiterhin das Hauptgattungszeichen „A“ (Apmz), eigentlich korrekt wäre das Hauptgattungszeichen „B“ (für Wagen der zweiten Klasse).
- Im Zuge der Umlackierung im Januar 2005 wurden die selbstreinigenden Toilettensitze auf Standardmodelle umgebaut.
- Seit dem 1. September 2007 gilt in allen Zügen der DB ein bundesweit einheitliches Rauchverbot. Dementsprechend waren seitdem auch die Wagen 1 und 6 in den beiden Metropolitan-Garnituren rauchfrei.
- Vom 7. März bis 15. April 2012 verkehrte die Zugeinheit 930 nur mit 6 Wagen. Der Wagen mit der Ordnungsnummer 3 wurde ausgesetzt, um größere Reparaturen an den Radsätzen durchführen zu können. Die 39 Sitzplätze des Wagen 70 80 85-95 710-6 fehlten während dieser Zeit im Zug.

### Wagenreihung vom 25. November 2009 bis zum 14. März 2011
| Wagen 1       | Wagen 2       | Wagen 3       | Wagen 4       | Wagen 5             | Wagen 6       | Wagen 7       | Wagen 8       | Wagen 9             | Wagen 10      | Wagen 11      |
| ------------- | ------------- | ------------- | ------------- | ------------------- | ------------- | ------------- | ------------- | ------------------- | ------------- | ------------- |
| Apmz 116.0    | Apmz 116.1    | Apmz 116.1    | Apmkz 116.6   | Apmkz 116.6         | Apmz 116.4    | Apmz 116.2    | Apmz 116.2    | Apmkz 116.6         | Apmkz 116.6   | Apmbzf 116.8  |
| 2. Klasse     | 2. Klasse     | 2. Klasse     | 2. Klasse     | BordBistro / 2. Kl. | 2. Klasse     | 2. Klasse     | 2. Klasse     | BordBistro / 1. Kl. | 1. Klasse     | 1. Klasse     |
| 74 Sitzplätze | 71 Sitzplätze | 71 Sitzplätze | 39 Sitzplätze | 39 Sitzplätze       | 57 Sitzplätze | 57 Sitzplätze | 57 Sitzplätze | 39 Sitzplätze       | 39 Sitzplätze | 45 Sitzplätze |

| Wagen         | Wagen         | Wagen         |
| ------------- | ------------- | ------------- |
| Apmz 116.0    | Apmz 116.4    | Apmbzf 116.8  |
| 74 Sitzplätze | 57 Sitzplätze | 45 Sitzplätze |

- Am 24. November 2009 wurden die beiden Einheiten im Bahnbetriebswerk Berlin-Rummelsburg umgestellt. Aus den beiden siebenteiligen Einheiten wurden eine drei- und eine elfteilige Triebzugeinheit gebildet.
- Wagenordnungsnummern für die dreiteilige „Minizugeinheit“ wurden nicht festgelegt. Diese Zugeinheit blieb während dieser Zeit ohne Betriebseinsatz in Berlin abgestellt.
- Zwar waren die Wagen 4, 5, 9 und 10 Barwagen, allerdings waren die Bars in den Wagen 4 und 10, wie schon in der siebenteiligen Einheit, planmäßig geschlossen.
- Vom 15. bis zum 16. März 2011, jeweils nachts, wurden die beiden Einheiten wieder zu zwei siebenteiligen umgebildet. Am 15. März 2011 verkehrte der Zug mit neun und ab dem 16. März wieder mit sieben Wagen.

## Sitzplatzkapazität
| Bereich   | vor Juni 2001 | vor Juni 2001 | Sommer 2001 | Sommer 2001 | ab Sept. 2001 | ab Sept. 2001 |     | ab Dez. 2004 | ab Dez. 2004 | ab Dez. 2009 | ab Dez. 2009 | ab Mär. 2011 | ab Mär. 2011 | Klasse |
| --------- | ------------- | ------------- | ----------- | ----------- | ------------- | ------------- | --- | ------------ | ------------ | ------------ | ------------ | ------------ | ------------ | ------ |
| Club      | 84            | 24 %          | 84          | 35 %        | 84            | 22 %          | 84  | 22 %         | 123          | 21 %         | 84           | 22 %         | 1. Klasse    |        |
| Office    | 153           | 44 %          | 96          | 41 %        | 96            | 25 %          | 298 | 78 %         | 465          | 79 %         | 298          | 78 %         | 2. Klasse    |        |
| Silence   | 114           | 32 %          | 57          | 24 %        | 57            | 15 %          | 298 | 78 %         | 465          | 79 %         | 298          | 78 %         | 2. Klasse    |        |
| Traveller |               |               |             |             | 145           | 38 %          | 298 | 78 %         | 465          | 79 %         | 298          | 78 %         | 2. Klasse    |        |
| Gesamt    | 351           |               | 237         |             | 382           |               | 382 |              | 588          |              | 382          |              | Gesamt       |        |

Vom 1. Juli bis zum 31. August 2001 waren beide Zuggarnituren um zwei Wagen verkürzt im Einsatz. Damals wurden die Wagen 1 und 5 von je 57 Plätzen auf die neue Traveller-Bestuhlung mit insgesamt 31 zusätzlichen Plätzen umgebaut, die den Fahrgästen dann ab dem 1. September 2001 zur Verfügung stand. Der Wagen 5 wurde danach als Wagen 2 in den Zugverband eingereiht.

Wagenskizze des Metropolitan-Steuerwagens 116.8

## Wagenstatistik
| Wagen | Gattung | Bauart | Zweck        | Wagennummern Tz 930 [1] | Wagennummern Tz 931 [2] | Leermasse (t) | Besetztmasse (t) |
| ----- | ------- | ------ | ------------ | ----------------------- | ----------------------- | ------------- | ---------------- |
| 1     | Apmz    | 116.0  | Endwagen     | 70 80 10-95 702-3       | 70 80 10-95 701-5       | 56            | 60               |
| 2     | Apmz    | 116.2  | Mittelwagen  | 70 80 10-95 703-1       | 70 80 10-95 704-9       | 56            | 60               |
| 3     | Apmkz   | 116.6  | Galleywagen  | 70 80 85 95 710-6       | 70 80 85 95 709-8       | 58            | 62               |
| 4     | Apmz    | 116.4  | Zentralwagen | 70 80 10 95 705-6       | 70 80 10 95 706-4       | 55            | 59               |
| 5     | Apmz    | 116.4  | Mittelwagen  | 70 80 10 95 708-0       | 70 80 10 95 707-2       | 56            | 60               |
| 6     | Apmkz   | 116.6  | Galleywagen  | 70 80 85 95 712-2       | 70 80 85 95 711-4       | 57            | 61               |
| 7     | Apmbzf  | 116.8  | Steuerwagen  | 70 80 80-95 713-5       | 70 80 80-95 714-3       | 59            | 63               |

| Wagen | Gattung | Bauart | Zweck        | Wagennummern Tz 930 [1] | Wagennummern Tz 931 [2] | Leermasse (t) | Besetztmasse (t) |
| ----- | ------- | ------ | ------------ | ----------------------- | ----------------------- | ------------- | ---------------- |
| 1     | Apmz    | 116.0  | Endwagen     | 70 80 10-95 702-3       | 70 80 10-95 701-5       | 56            | 60               |
| 2     | Apmz    | 116.1  | Mittelwagen  | 70 80 10-95 708-0       | 70 80 10-95 707-2       | 56            | 60               |
| 3     | Apmkz   | 116.6  | Galleywagen  | 70 80 85 95 710-6       | 70 80 85 95 709-8       | 58            | 62               |
| 4     | Apmz    | 116.4  | Zentralwagen | 70 80 10 95 705-6       | 70 80 10 95 706-4       | 55            | 59               |
| 5     | Apmz    | 116.2  | Mittelwagen  | 70 80 10 95 703-1       | 70 80 10 95 704-9       | 56            | 60               |
| 6     | Apmkz   | 116.6  | Galleywagen  | 70 80 85 95 712-2       | 70 80 85 95 711-4       | 57            | 61               |
| 7     | Apmbzf  | 116.8  | Steuerwagen  | 70 80 80-95 713-5       | 70 80 80-95 714-3       | 59            | 63               |

| Wagen | Gattung | Bauart | Zweck         | Wagennummern Tz 924 | Wagennummern Tz 926 | Leermasse (t) | Besetztmasse (t) |
| ----- | ------- | ------ | ------------- | ------------------- | ------------------- | ------------- | ---------------- |
| 1     | Apmz    | 116.0  | Endwagen      | 70 80 10-95 702-3   | 70 80 10-95 701-5   | 56            | 60               |
| 2     | Apmz    | 116.1  | Mittelwagen   | –                   | 70 80 10-95 707-2   | 56            | 60               |
| 3     | Apmz    | 116.1  | Mittelwagen   | –                   | 70 80 10-95 708-0   | 56            | 60               |
| 4     | Apmkz   | 116.6  | (Galley)wagen | –                   | 70 80 85 95 710-6   | 58            | 62               |
| 5     | Apmkz   | 116.6  | Galleywagen   | –                   | 70 80 85 95 709-8   | 58            | 62               |
| 6     | Apmz    | 116.4  | Zentralwagen  | 70 80 10 95 705-6   | 70 80 10 95 706-4   | 55            | 59               |
| 7     | Apmz    | 116.2  | Mittelwagen   | –                   | 70 80 10 95 704-9   | 56            | 60               |
| 8     | Apmz    | 116.2  | Mittelwagen   | –                   | 70 80 10 95 703-1   | 56            | 60               |
| 9     | Apmkz   | 116.6  | Galleywagen   | –                   | 70 80 85 95 712-2   | 57            | 61               |
| 10    | Apmkz   | 116.6  | (Galley)wagen | –                   | 70 80 85 95 711-4   | 57            | 61               |
| 11    | Apmbzf  | 116.8  | Steuerwagen   | 70 80 80-95 713-5   | 70 80 80-95 714-3   | 59            | 63               |

[1] = Tz 930 (Stammlok 101 130-3): Abnahme des Wagenzugs am 14. Juni 1999
[2] = Tz 931 (Stammlok 101 131-1): Abnahme des Wagenzugs am 12. Juli 1999
Da seit der Umlackierung im Januar 2005 alle vier Lokomotiven dieselbe technische Ausstattung und einen identischen Anstrich aufweisen, wird keine Einteilung in Stamm- und Ersatzlokomotiven mehr vorgenommen.
Obwohl die Wagen 1 und 5 beider Züge im Sommer 2001 zu Traveller-Wagen mit mehr Sitzplätzen umgebaut wurden, wurden sie dank anderer Sitze nicht schwerer.

### WIFIonICE
Im Sommer 2019 wurde zunächst im Tz 931 und anschließend im Tz 930 das WLan WIFIonICE des schwedischen Systemanbieters Icomera in alle vierzehn Wagen eingebaut. Damit waren es die letzten im ICE-Verkehr fahrenden Züge der Deutschen Bahn, die diese technische Einrichtung erhalten haben. Bis zu diesem Zeitpunkt waren die Züge mit Metropolitan-Garnitur in der Fahrplanauskunft unter Bemerkungen mit dem Hinweis „Kein WLAN in diesem Zug verfügbar“ gekennzeichnet. Anders als in anderen ICE-Zügen arbeitete das System hier wagenweise autark. Jeder Wagen besitzt einen eigenen Router und keine Access Points. Jeder Router konnte je nach Verfügbarkeit an der Strecke auf drei Provider zugreifen.

## Zwischenfälle
Eine als ICE verkehrende Metropolitan-Einheit stieß auf der Fahrt zwischen München und Berlin am Abend des 10. Dezembers 2016 (ein Sonnabend) um 19.58 Uhr auf der Anhalter Bahn bei Bülzig (km 88,4) auf zwei Signalwerker der Deutschen Bahn, die tödlich verletzt wurden. Sie waren mit der Behebung einer Störung beschäftigt; aus noch immer nicht geklärten Gründen bemerkten sie den herannahenden Zug nicht. Es kam zu einem Großeinsatz von Landes- und Bundespolizei, Rettungskräften, Bahnmitarbeitern und Feuerwehren. Der Zug mit etwa 320 Reisenden wurde später am Bahnsteig in Bülzig evakuiert. Die Vollsperrung der Strecke dauerte bis Sonntag Morgen 2.09 Uhr an.